# Fondul construit din Chișinău
Fondul construit este un numele dat unui șir de complexe de clădiri amplasate în Chișinău, Republica Moldova. Este un monument arhitectural și de artă de importanță națională inclus în Registrul monumentelor Republicii Moldova ocrotite de stat cu nr. 283 (municipiul Chișinău).
Cuprinde imobile la mai multe adrese de pe 13 străzi, și anume:
- str. Octavian Goga – 2, 4, 7, 8, 13, 14, 18, 20, 21, 24, 26, 33
- str. Sf. Andrei – 15, 17, 19, 20, 24, 25, 26, 27, 28, 30, 33, 35, 38, 44, 46, 58
- str. Zamfir Arbore – 1, 2, 2B, 4A, 5, 9, 10, 11, 12, 13, 18, 20, 22
- str. Anton Pann – 7, 11, 15, 17, 19
- str. Buna Vestire – 6, 9, 15, 19, 21
- str. Căpriana – 52, 54, 56, 76
- str. A. Hîjdeu – 37, 56, 57, 58, 59, 63, 68, 71
- str. Sf. Ilie – 41, 58, 64
- str. Pruncul – 2, 4, 6, 8, 9, 10, 12, 13, 14, 16, 18, 20, 22, 24
- Colina Pușkin – 2, 3, 4, 5, 8, 8A, 10, 12, 16, 36
- str. Petru Rareș – 32, 33, 34, 35, 36, 37, 49, 53, 55
- str. Grigore Ureche – 12, 21, 42, 44, 46, 49, 51, 54, 56, 58, 61, 64, 73
- str. Alexandru Vlahuță – 3, 5, 6, 7, 8, 10, 12, 13, 14, 22, 24, 26, 28

## Imagini ale clădirilor

### Strada Octavian Goga

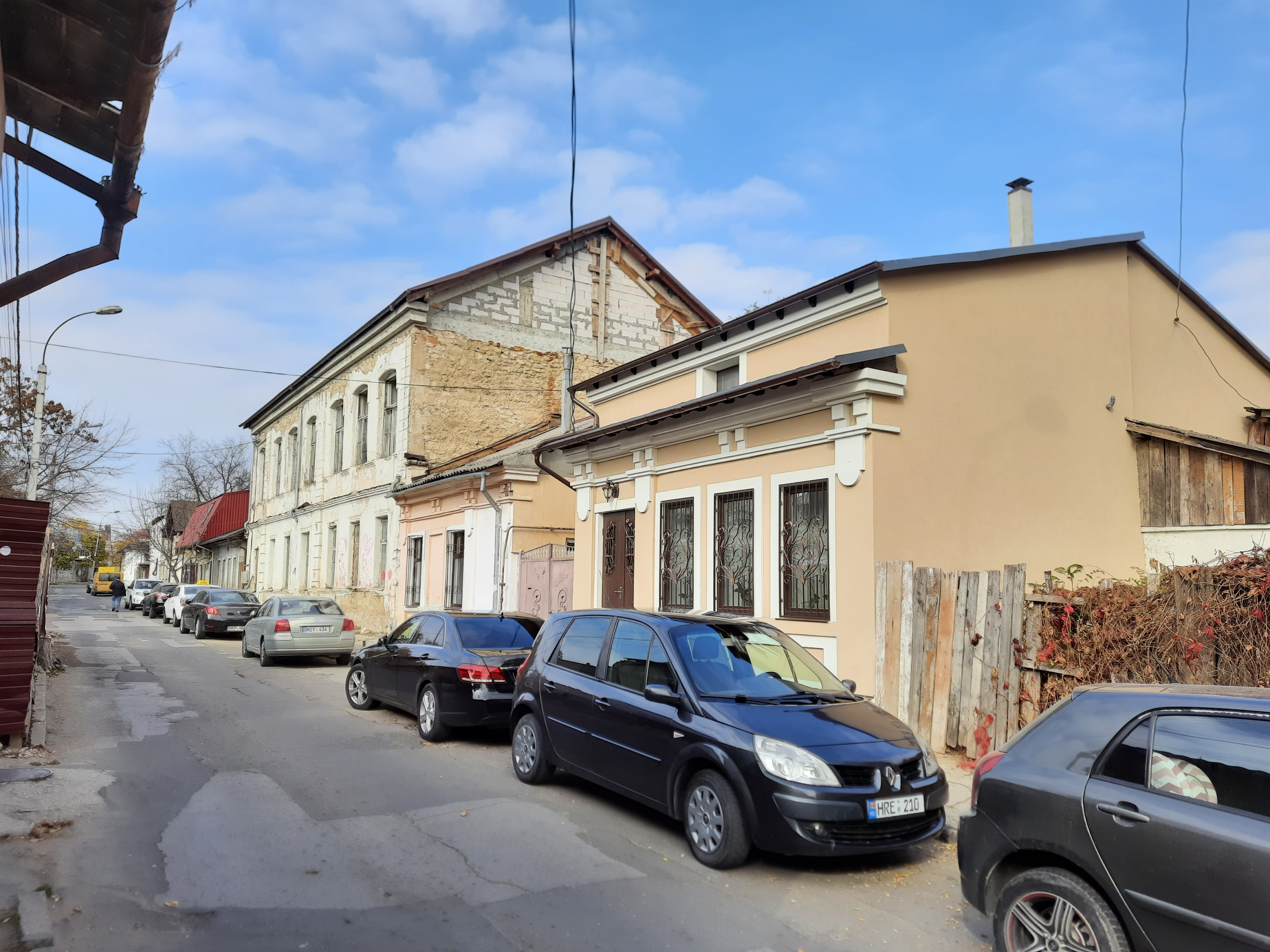
nr. 2 (prim-plan)
nr. 4 (?) – probabil confundat cu imobilul de la str. Cojocarilor, 9[2]
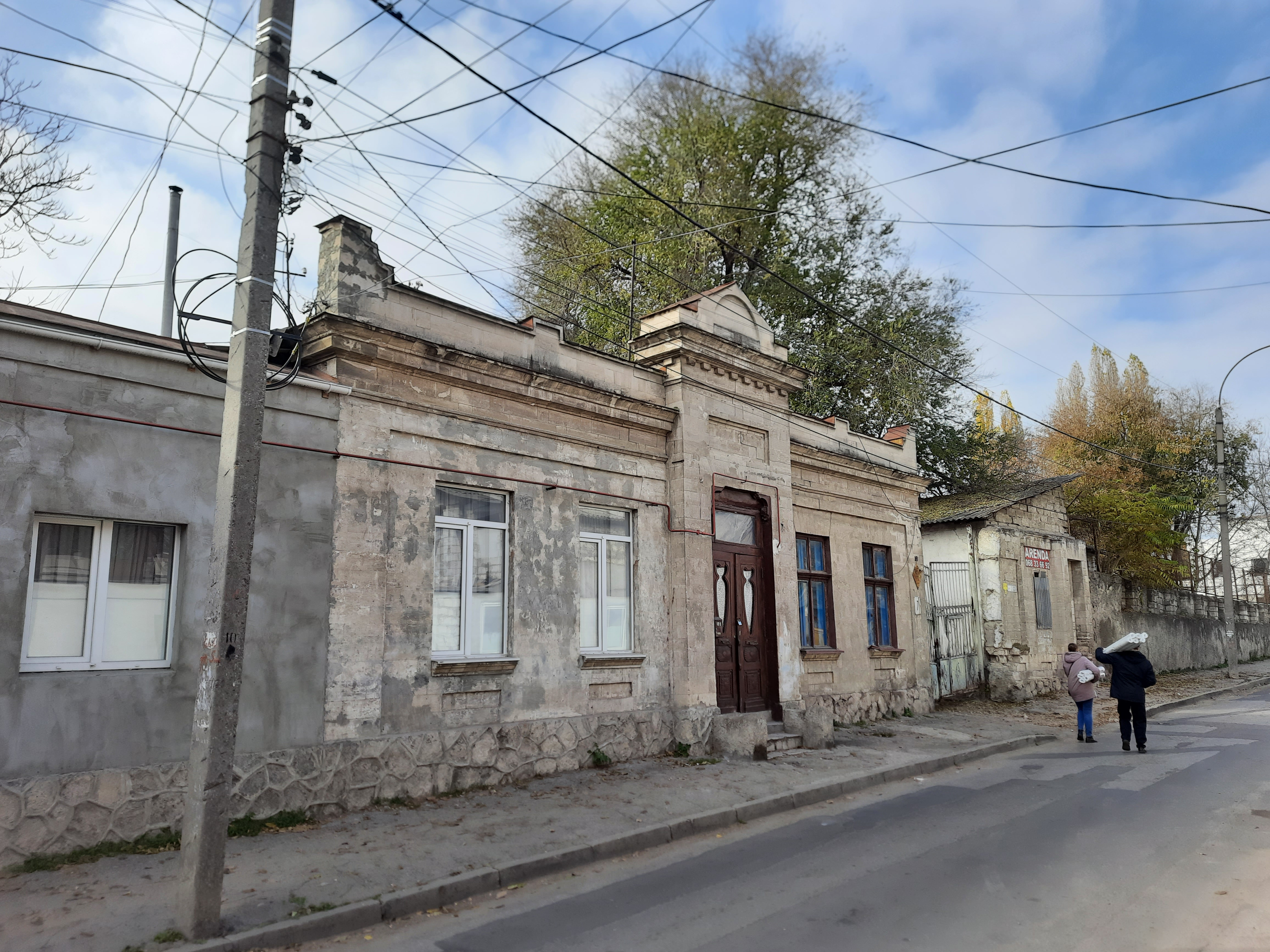
nr. 7
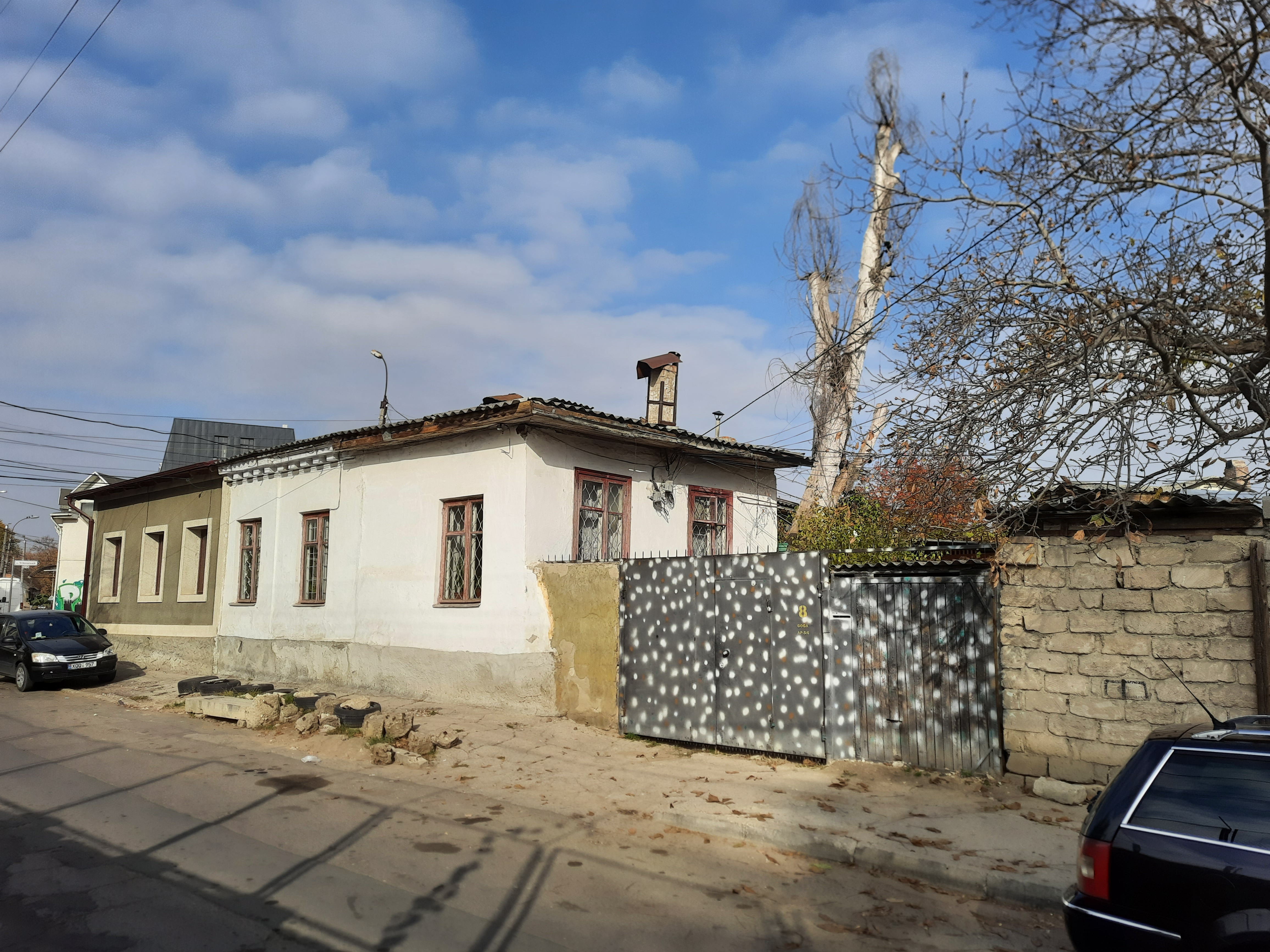
nr. 8
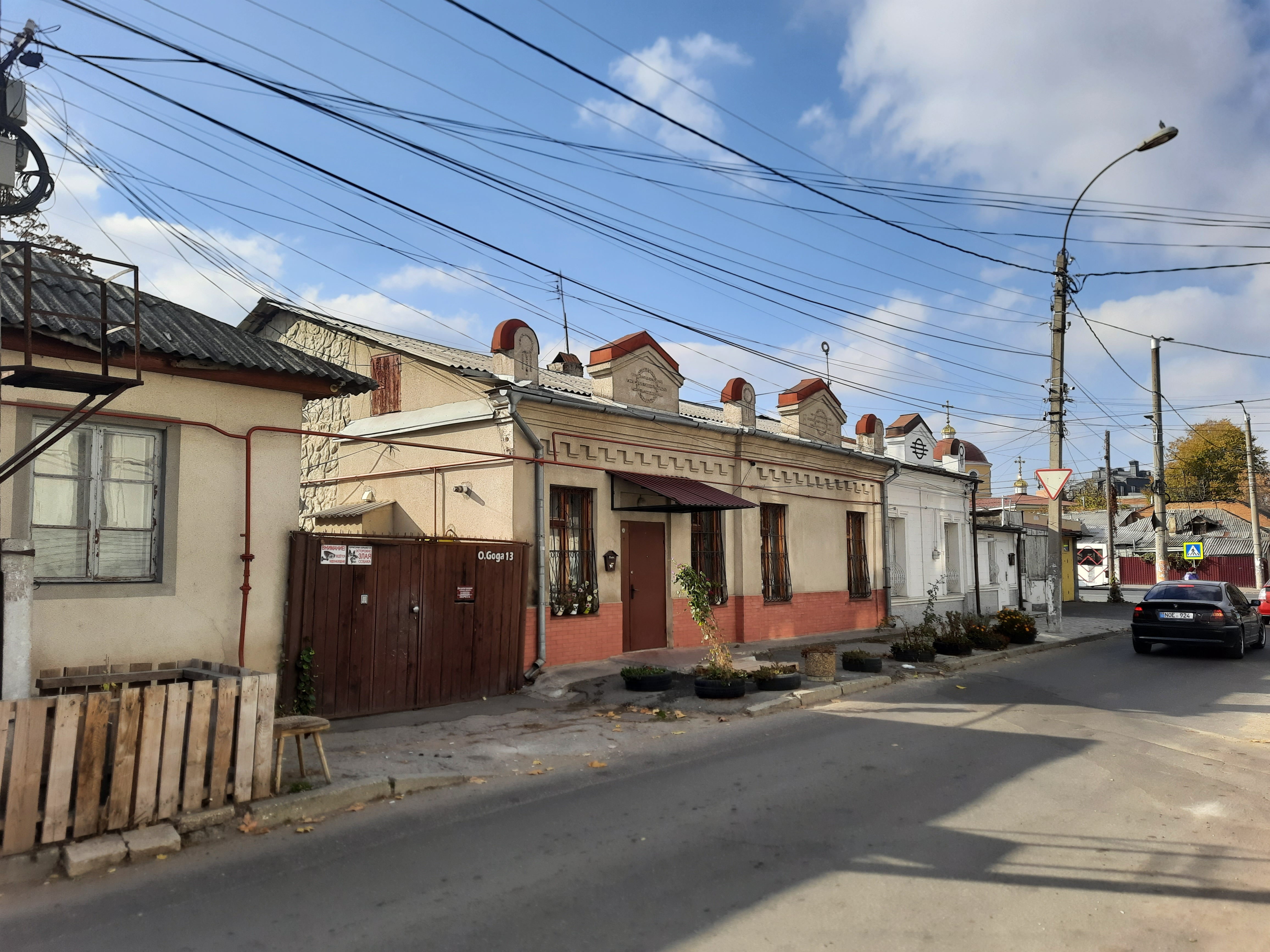
nr. 13
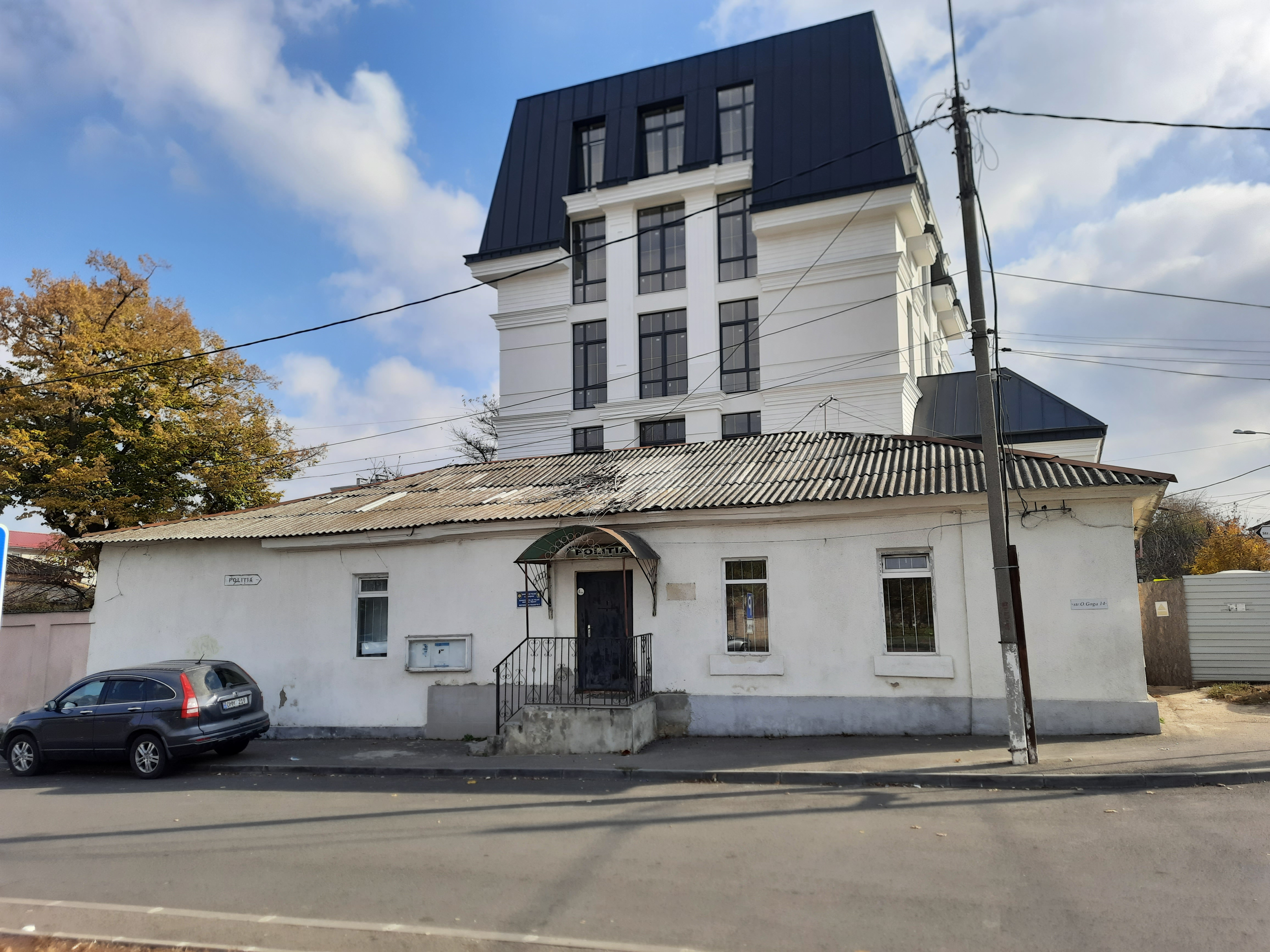
nr. 14, lit. A;[5] lit. B nu s-a păstrat, în locul ei a fost ridicată clădirea cu multe etaje din fundal
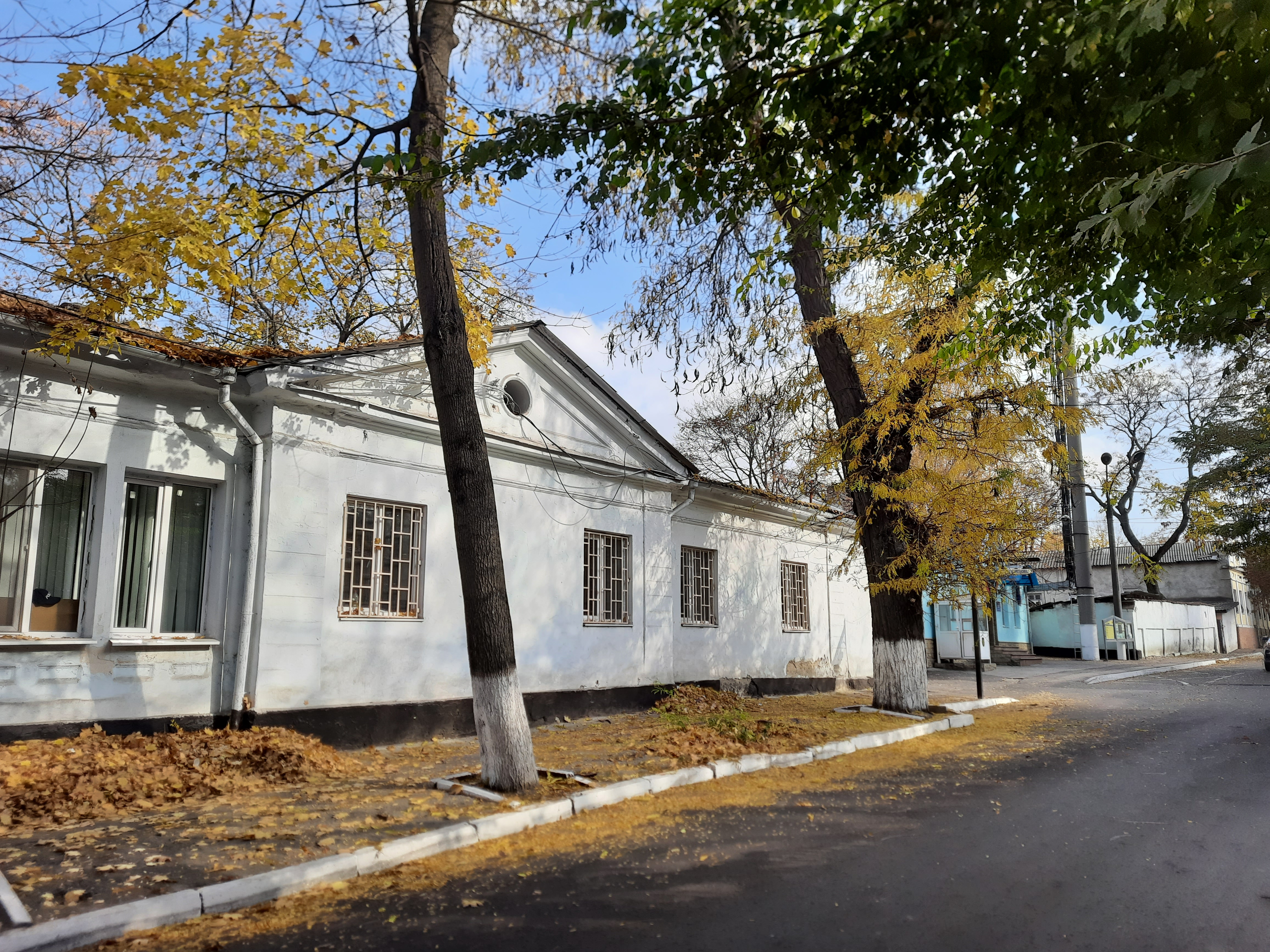
nr. 18, lit. A;[6] lit. B se vede în fundal, mai retrasă de la linia străzii
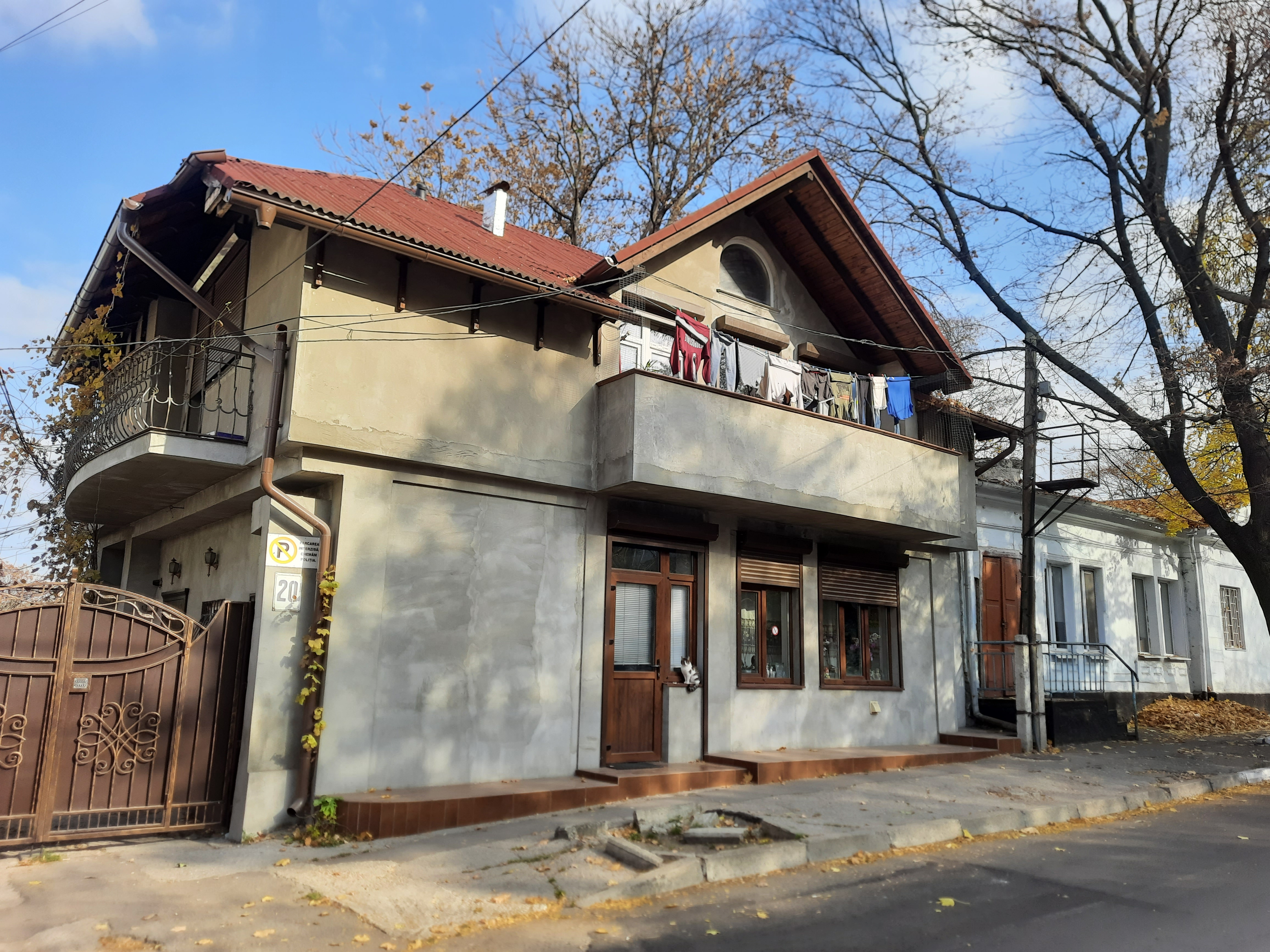
nr. 20
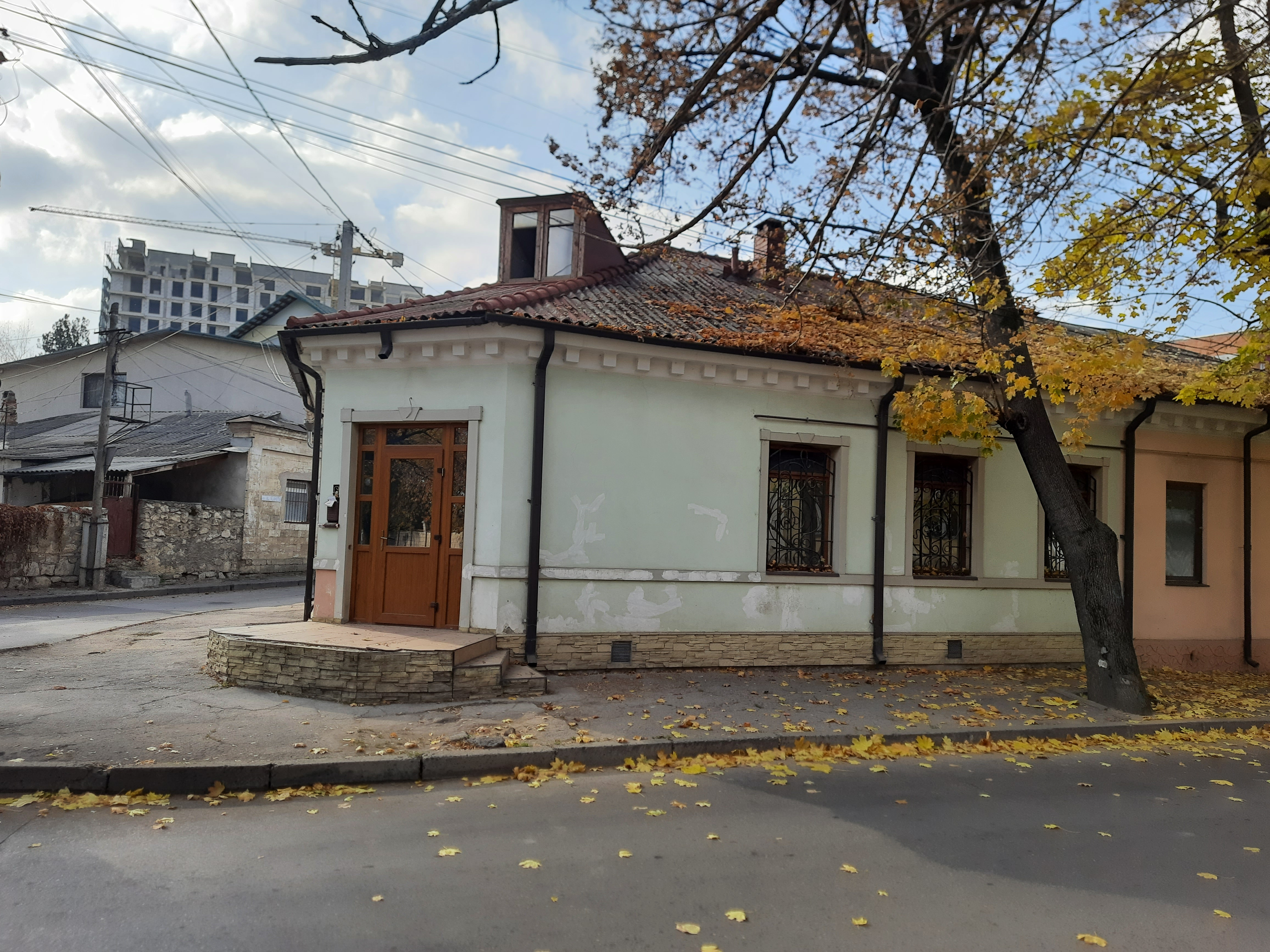
nr. 21
nr. 24 (?)
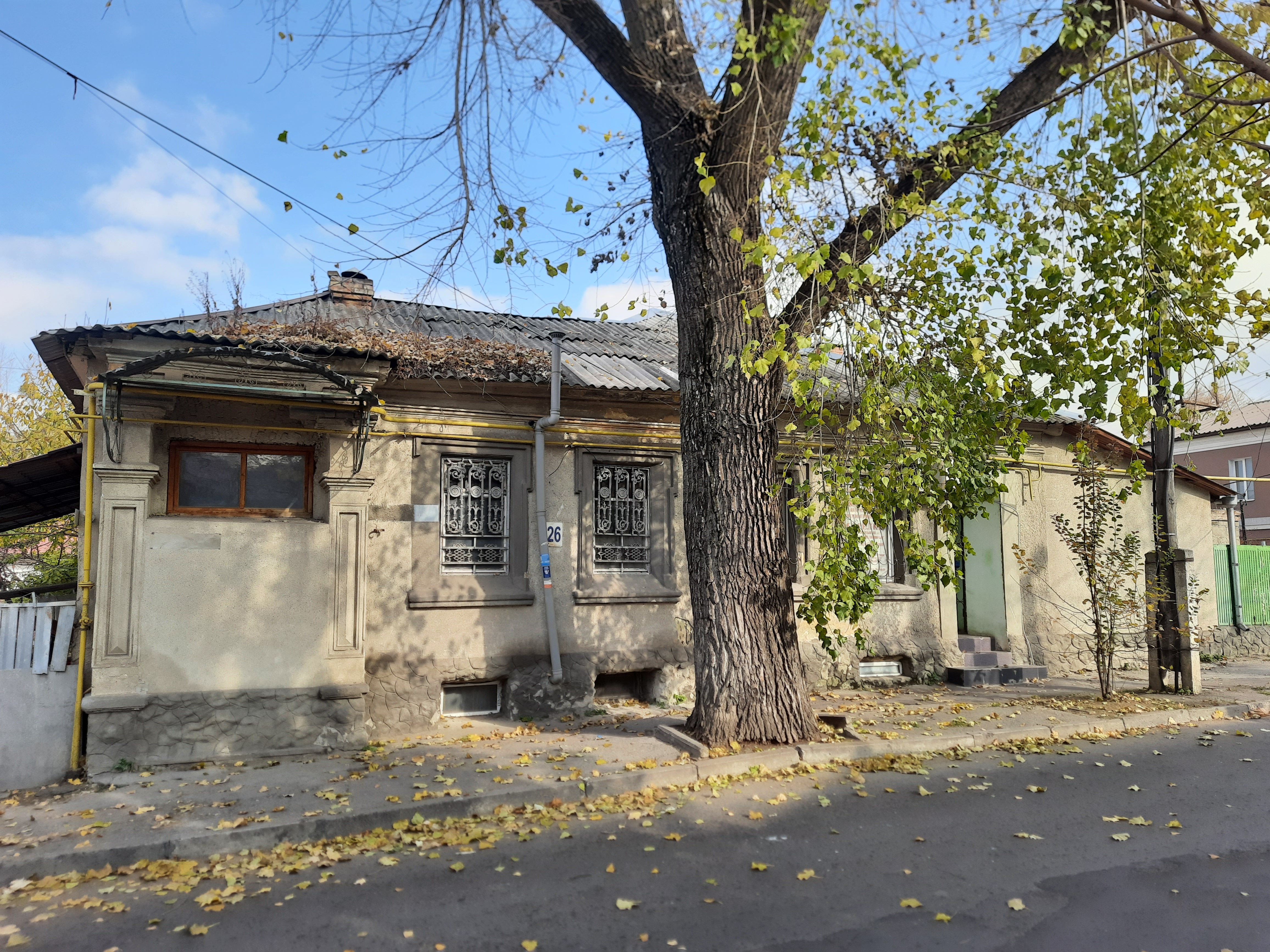
nr. 26
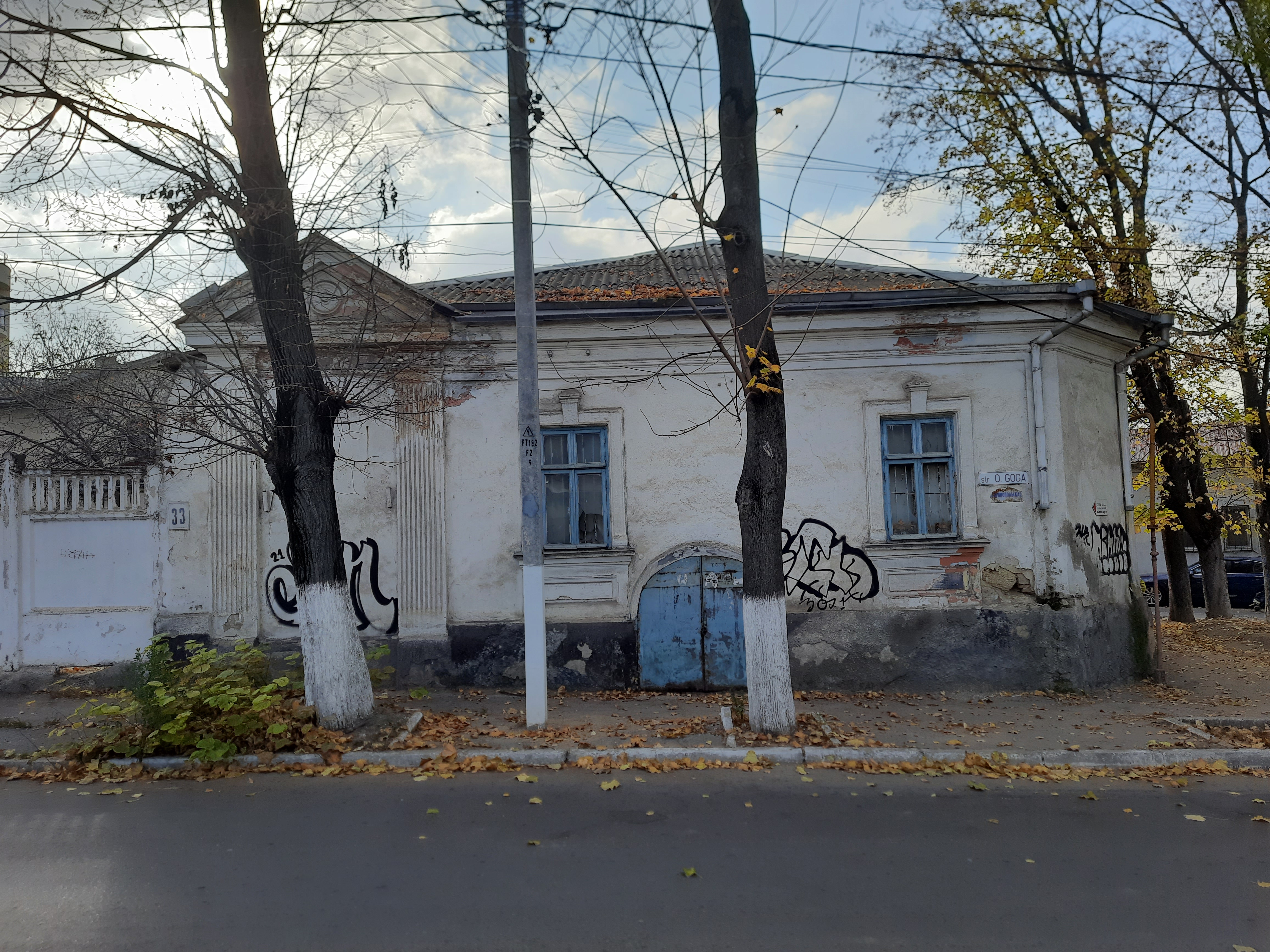
nr. 33

### Strada Sf. Andrei

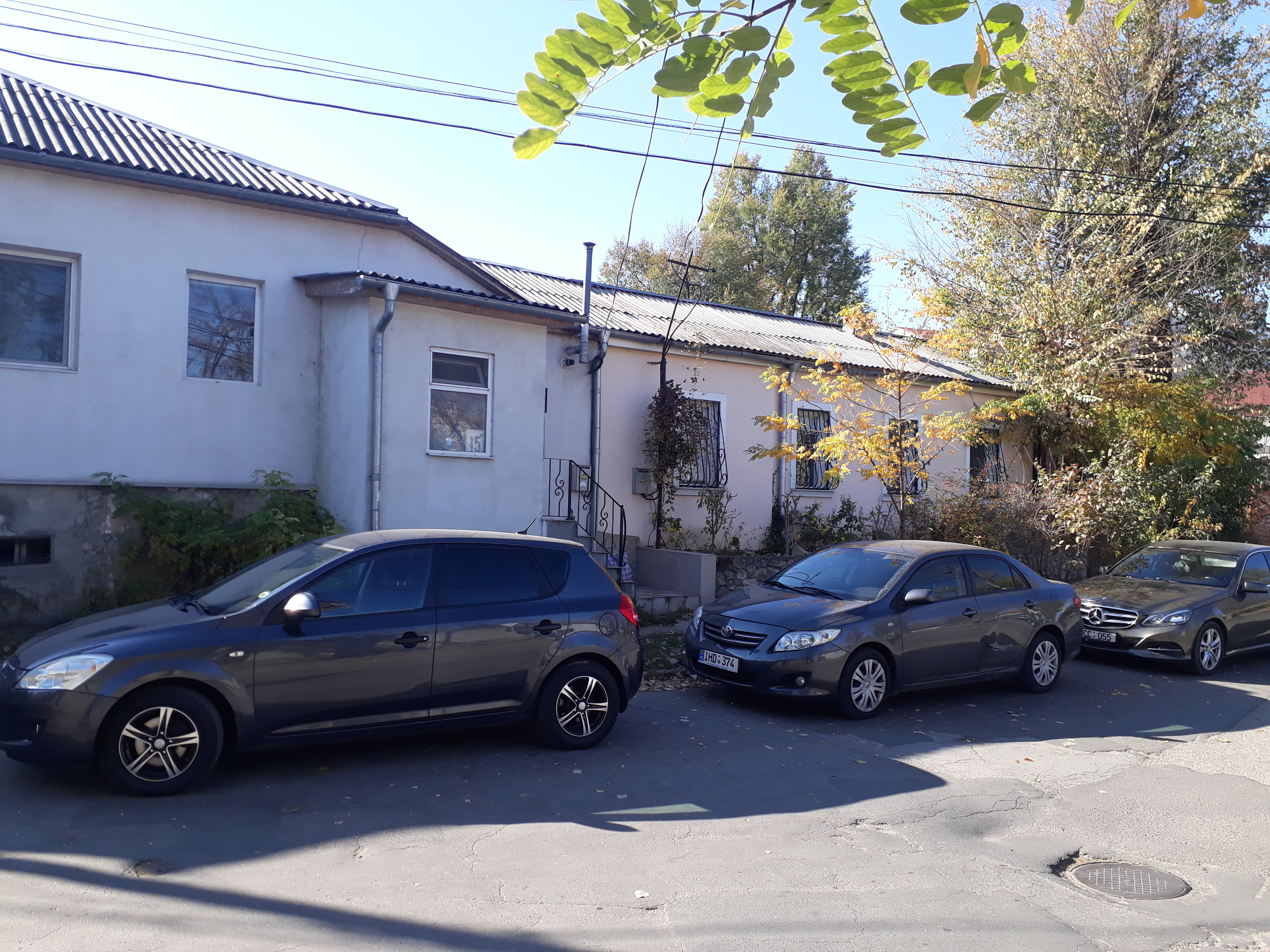
nr. 15
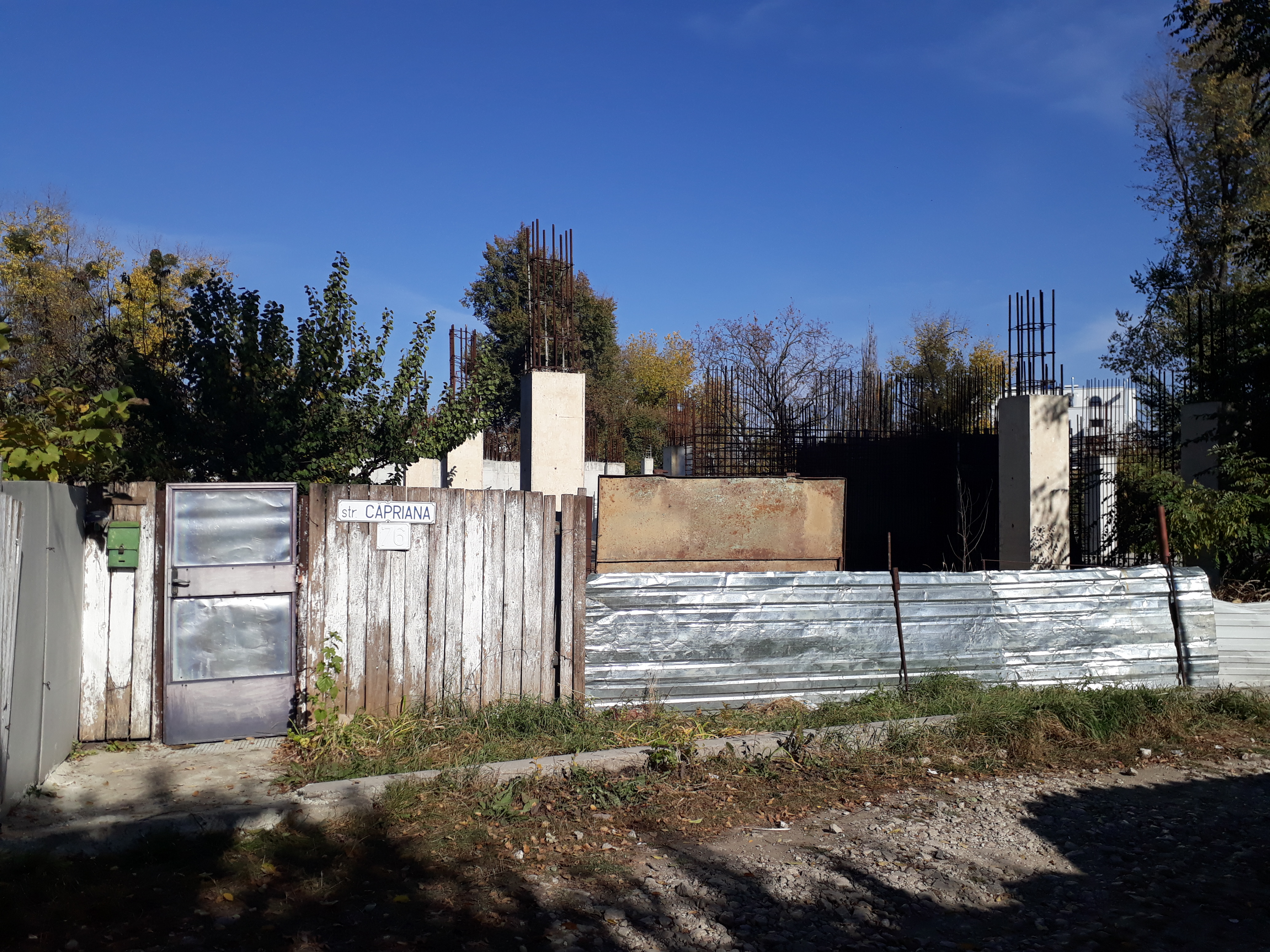
nr. 17 (inexistentă; în imagine un șantier nou)
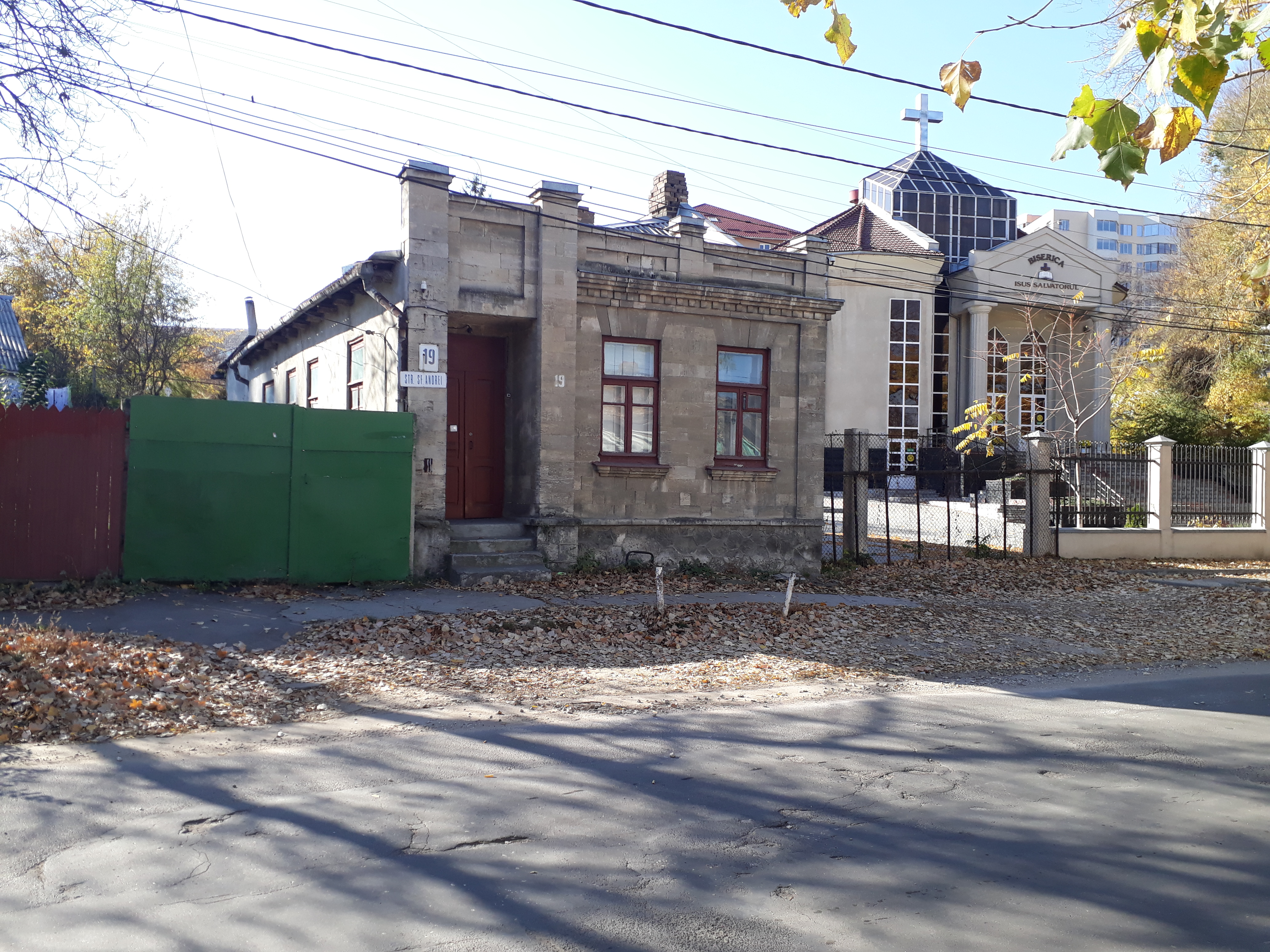
nr. 19
nr. 20 (?)
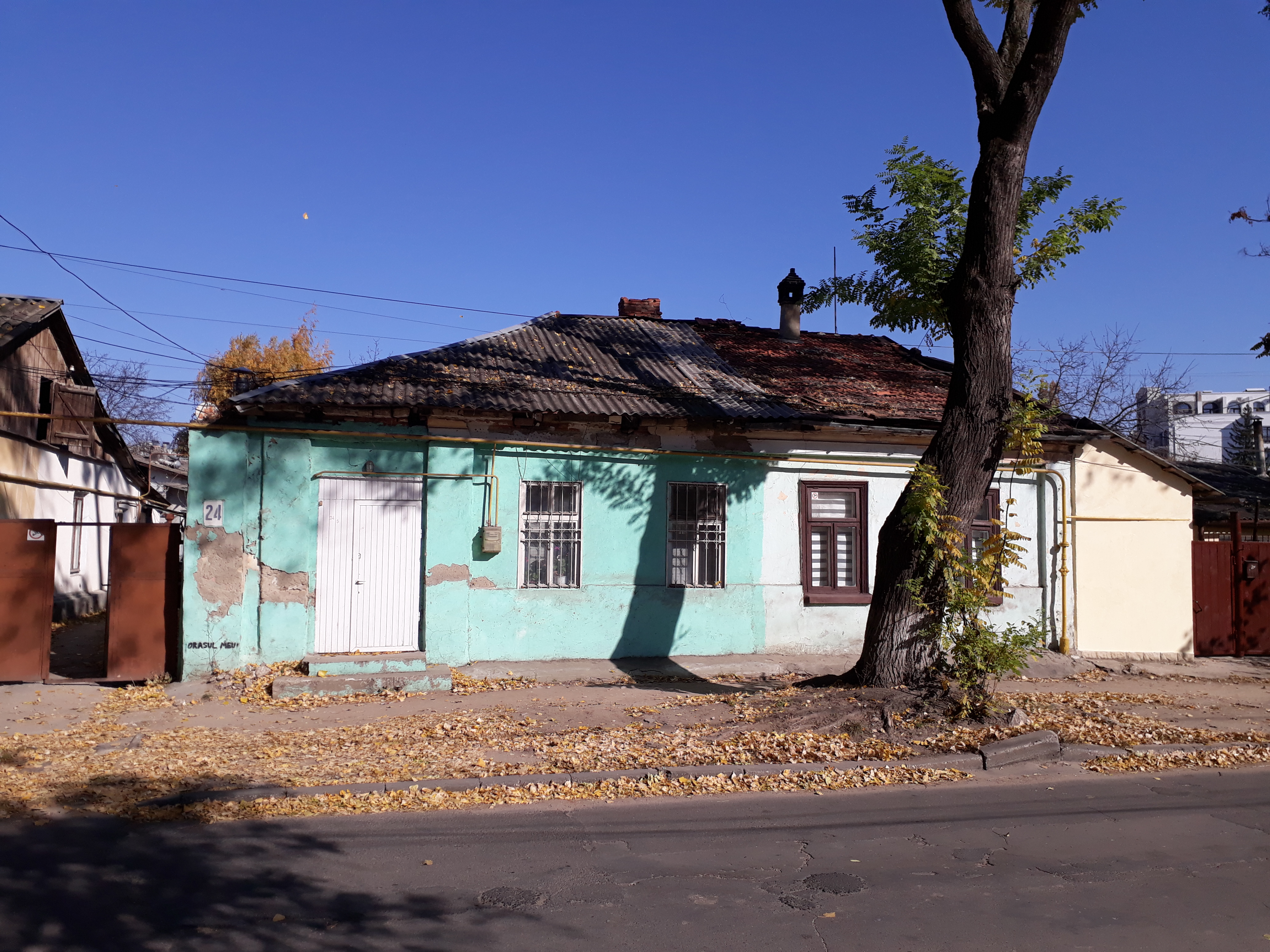
nr. 24
nr. 25 (?)
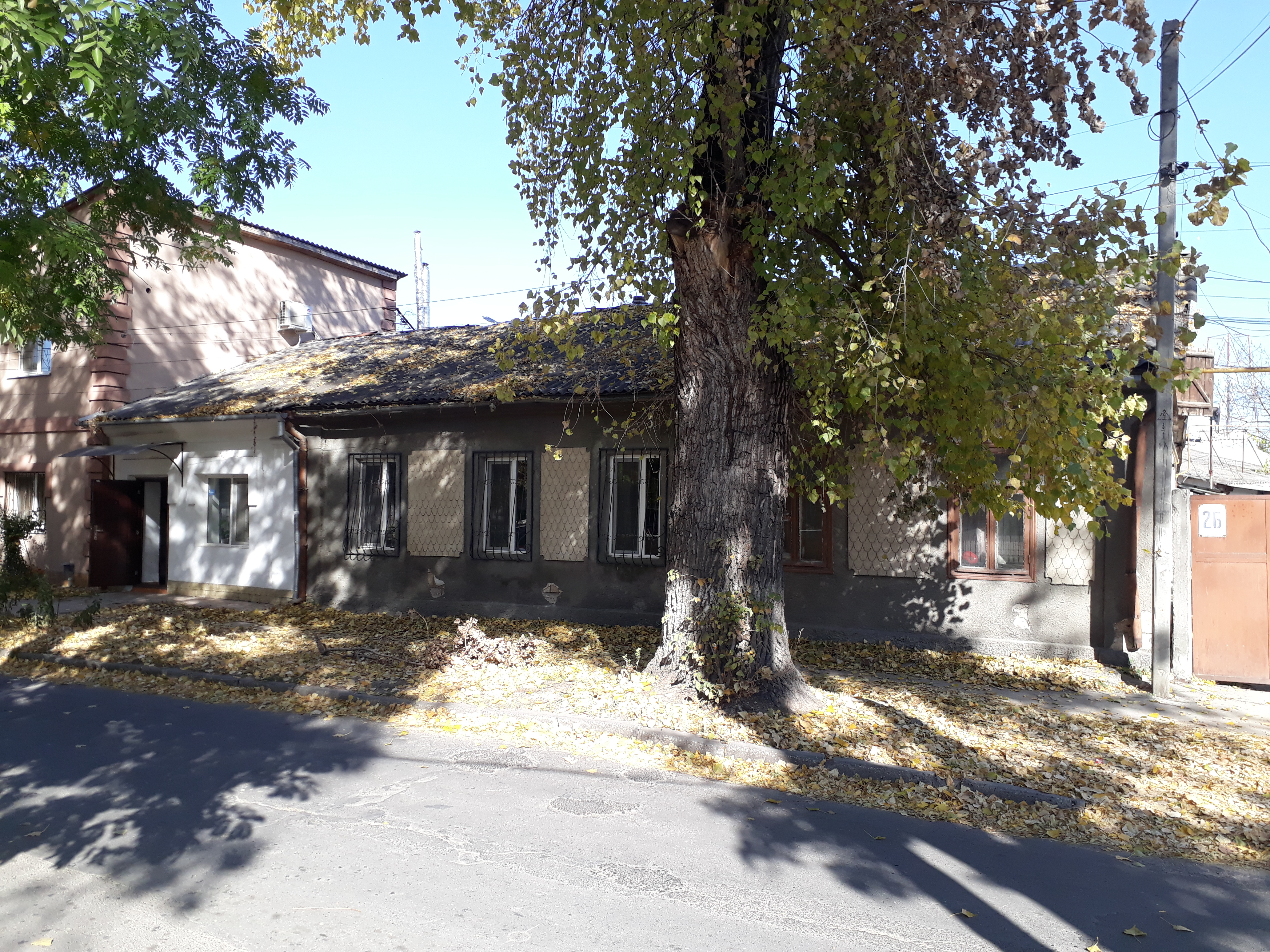
nr. 26
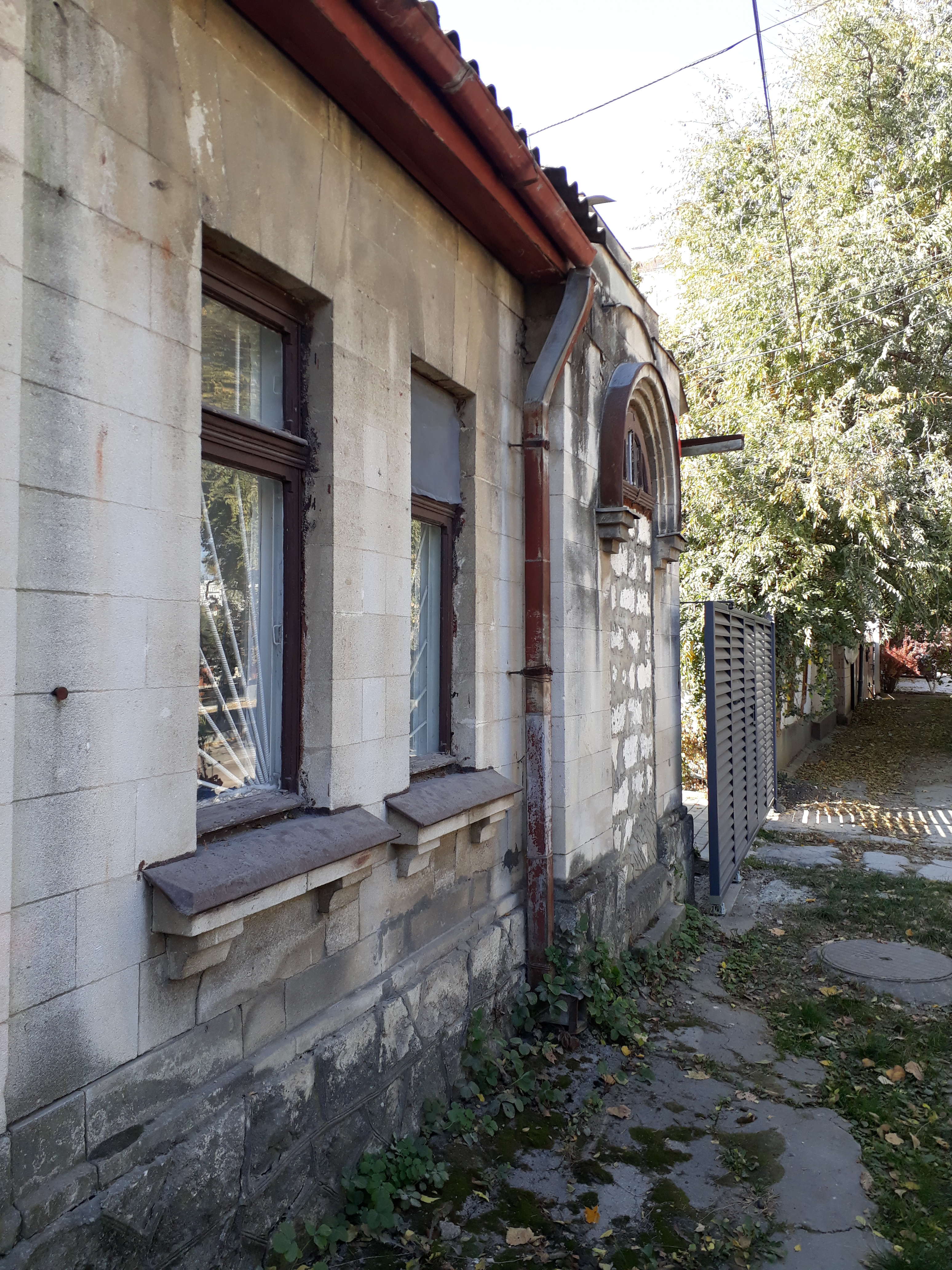
nr. 27
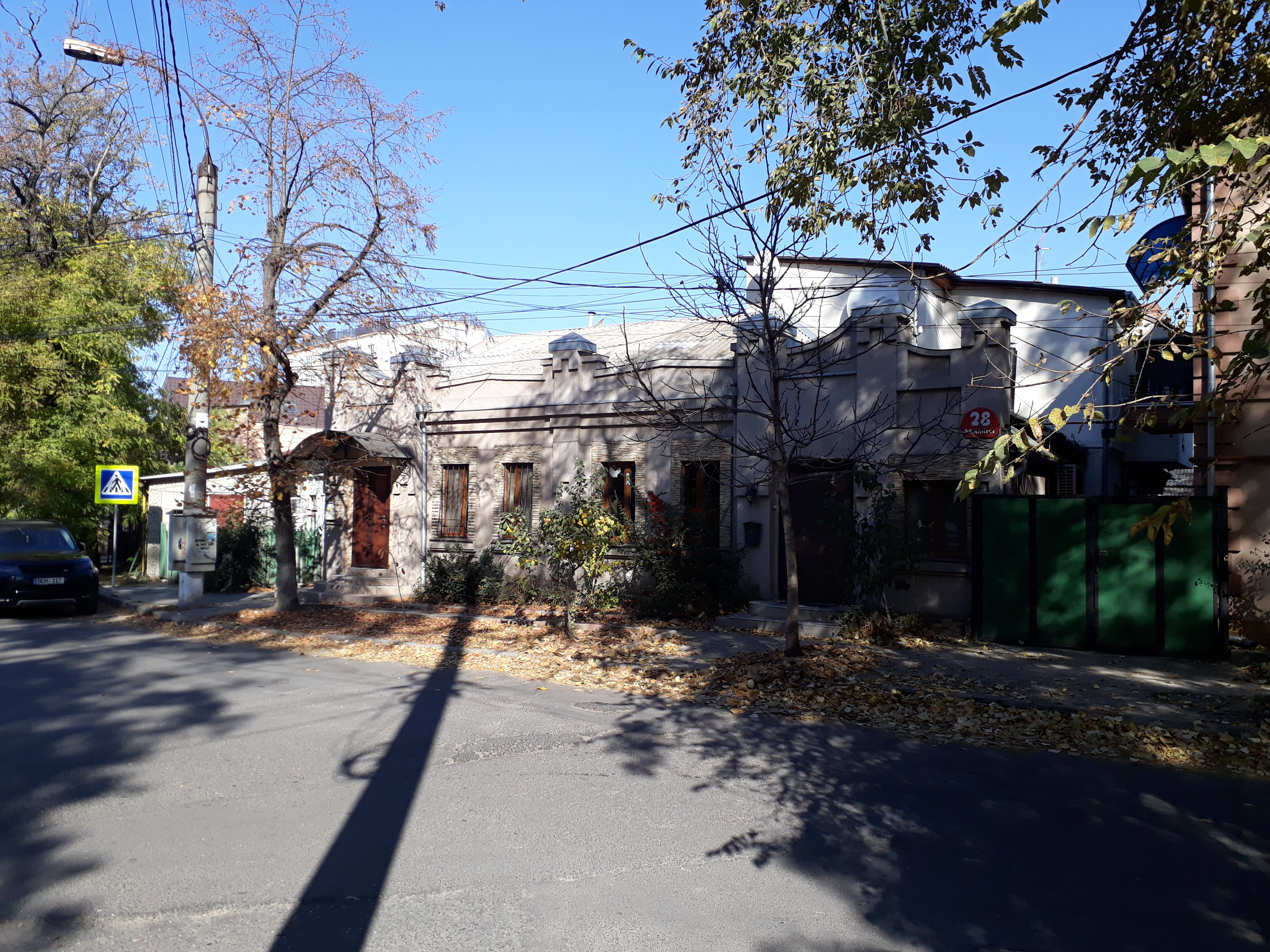
nr. 28
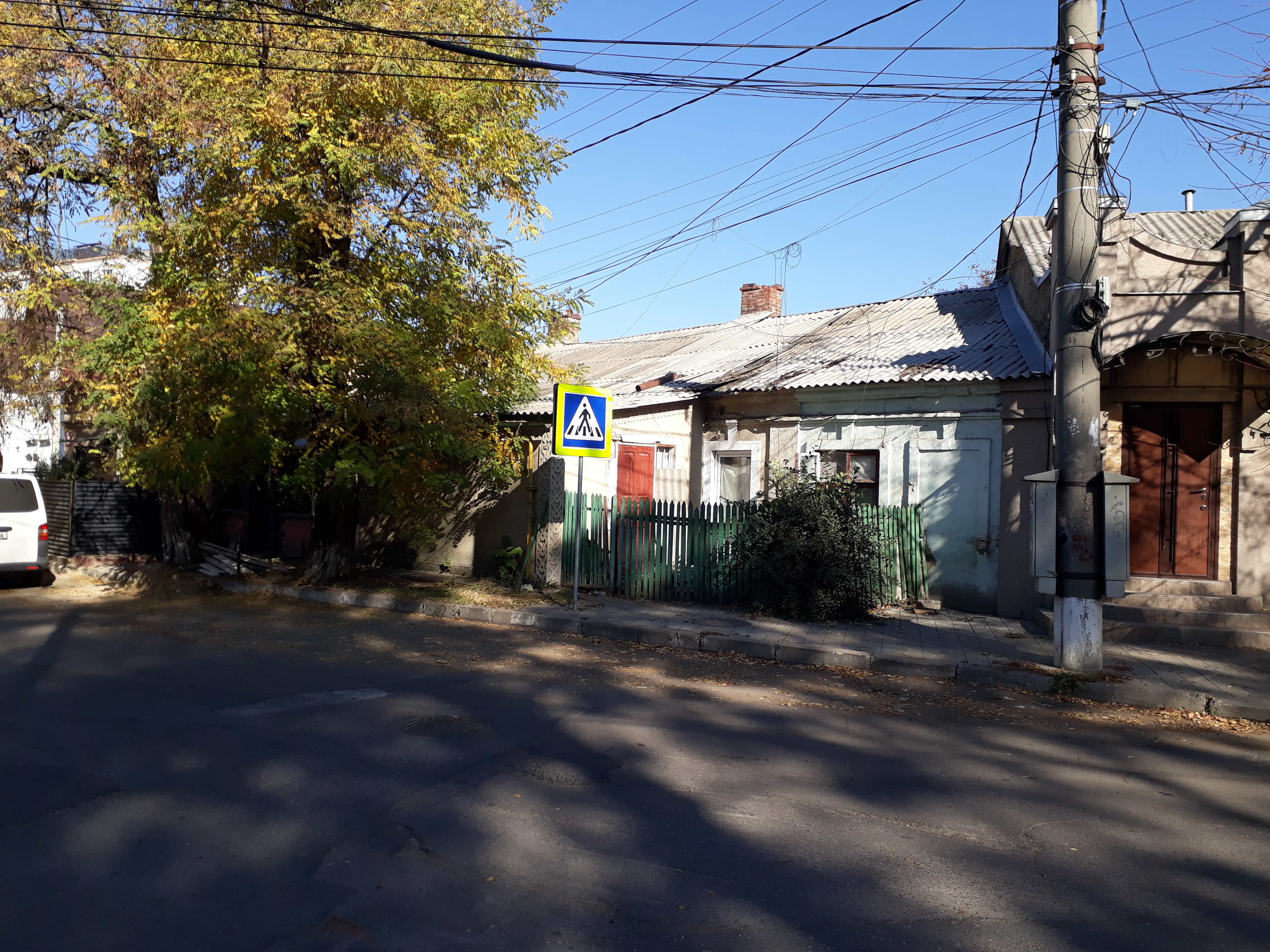
nr. 30
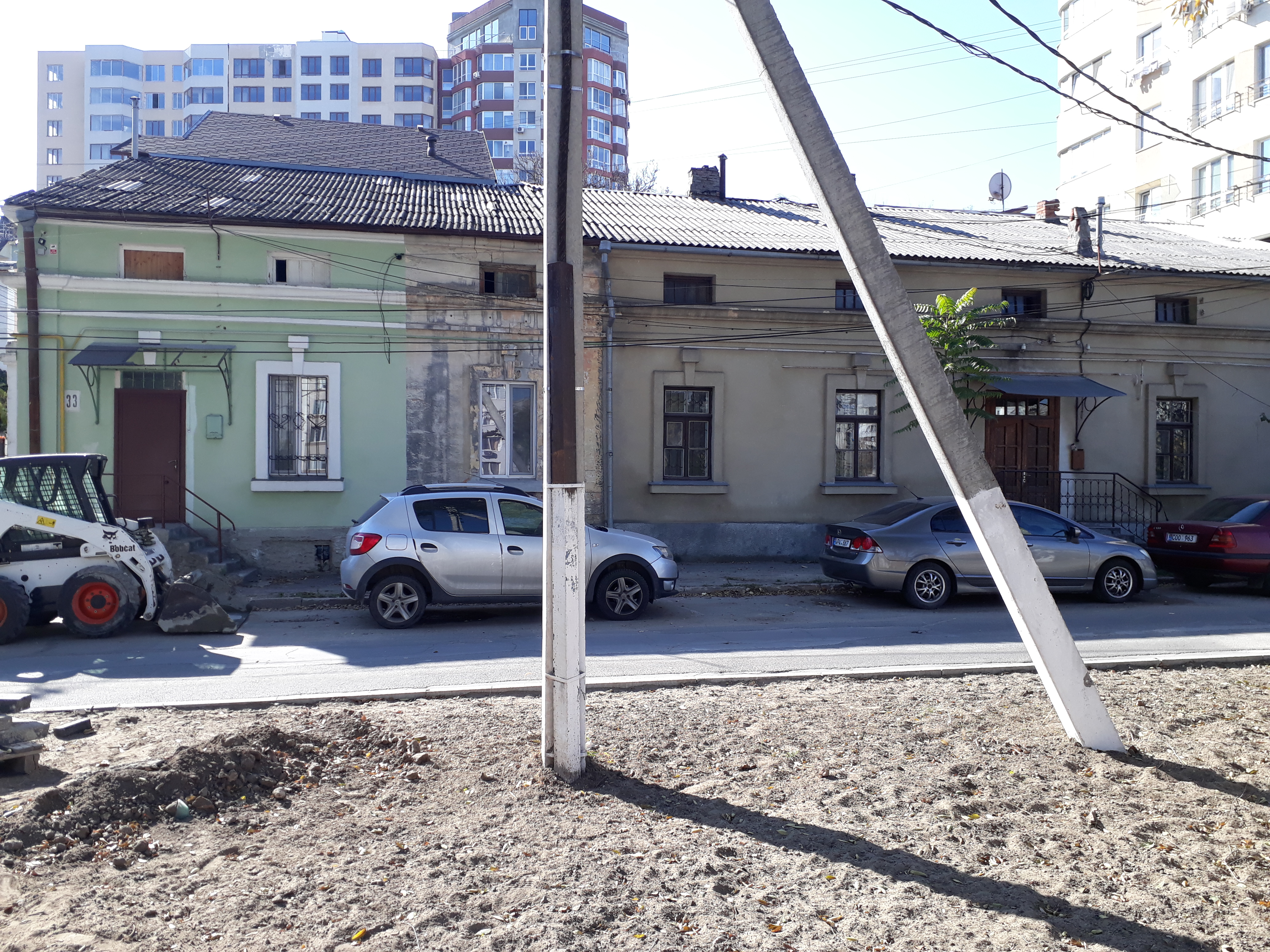
nr. 33
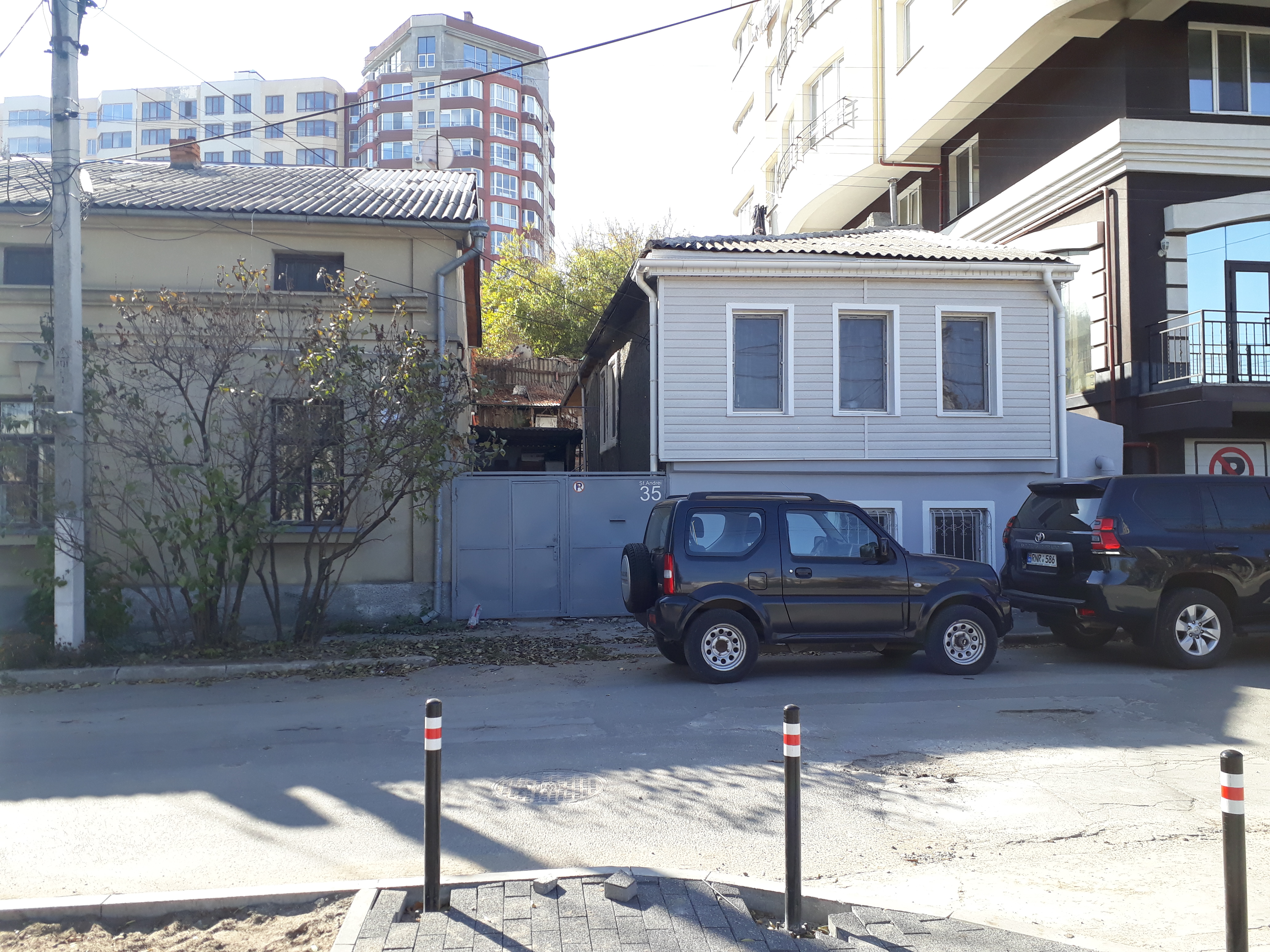
nr. 35
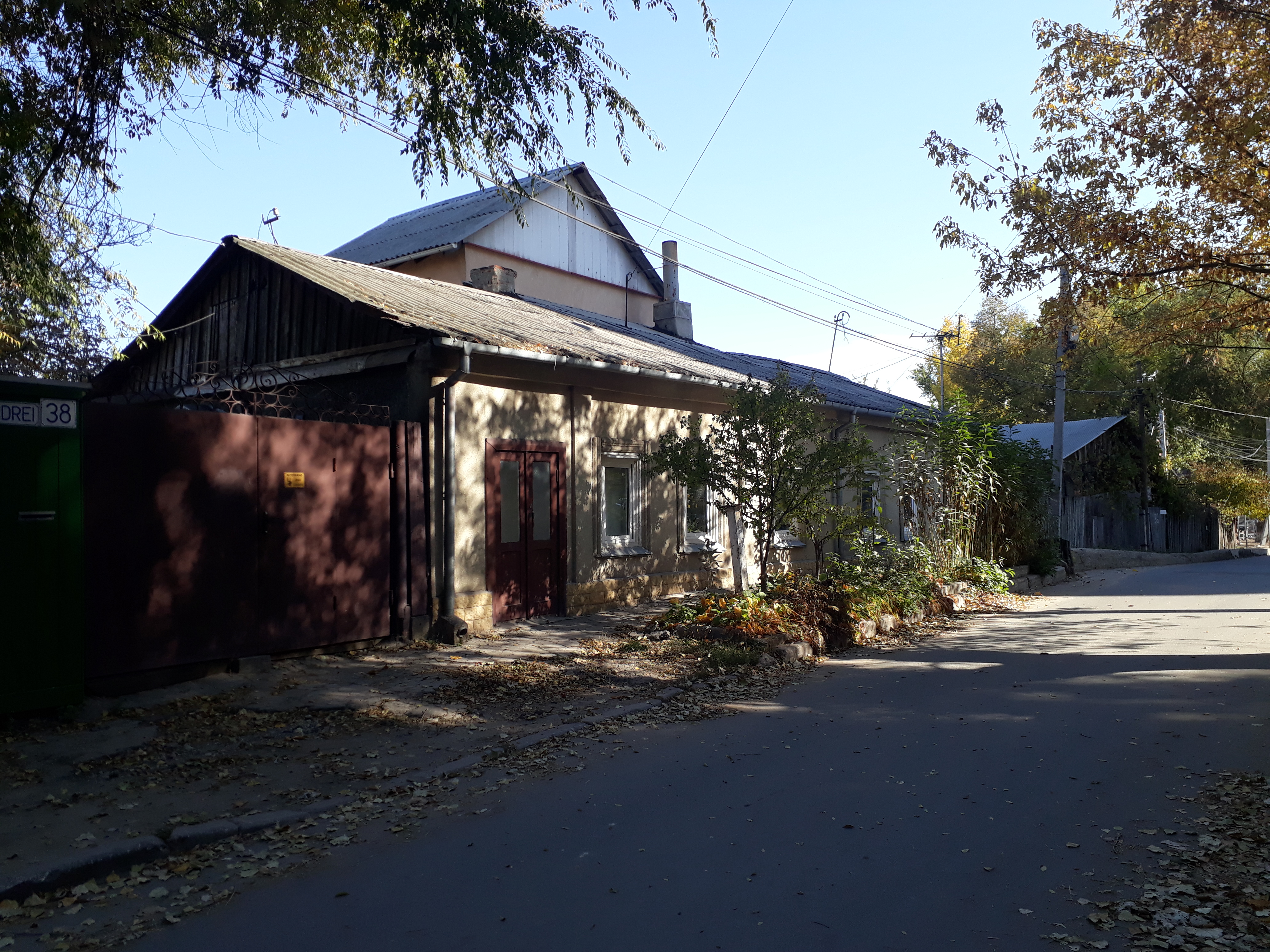
nr. 38
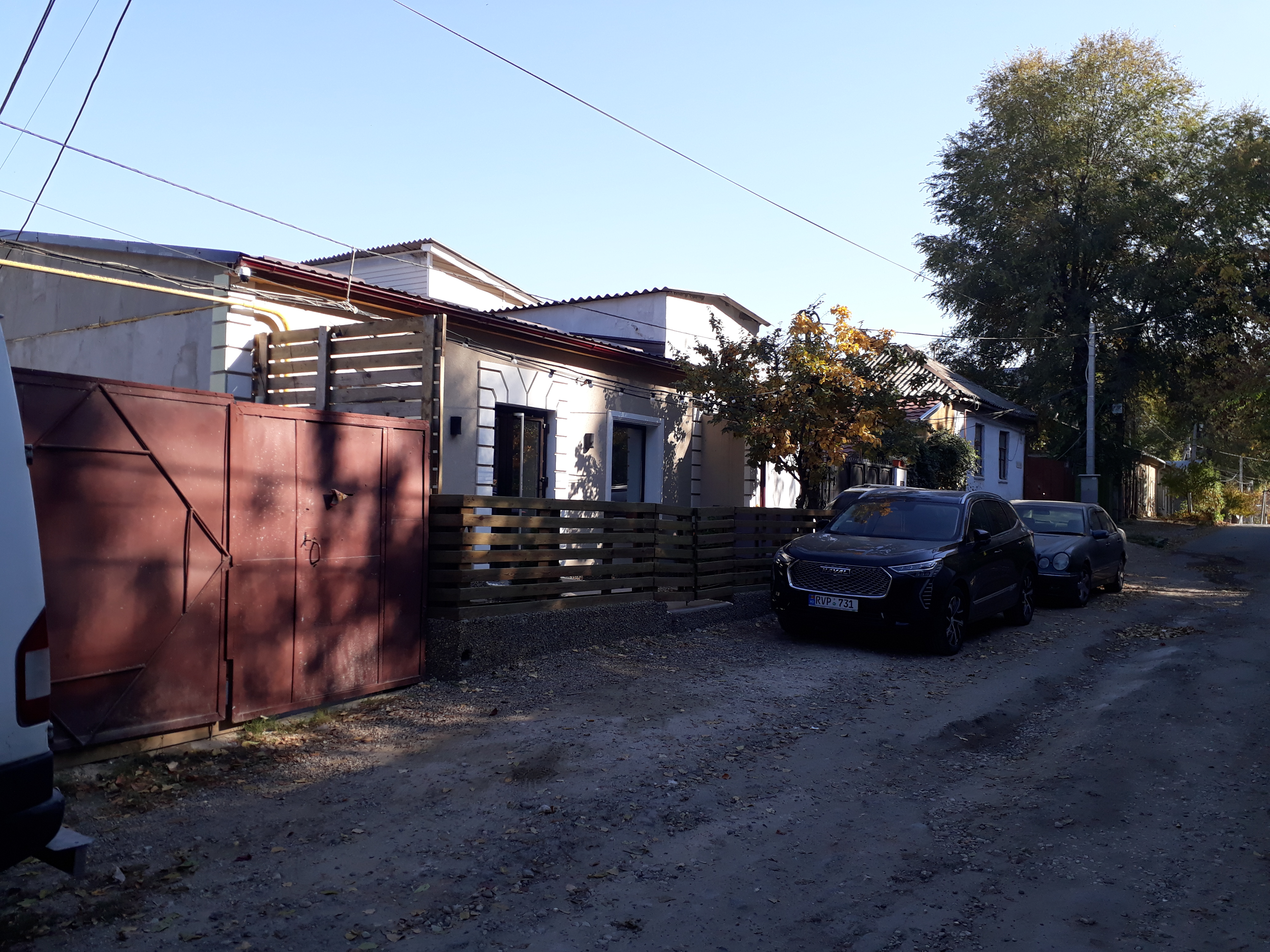
nr. 44
nr. 46 (?)
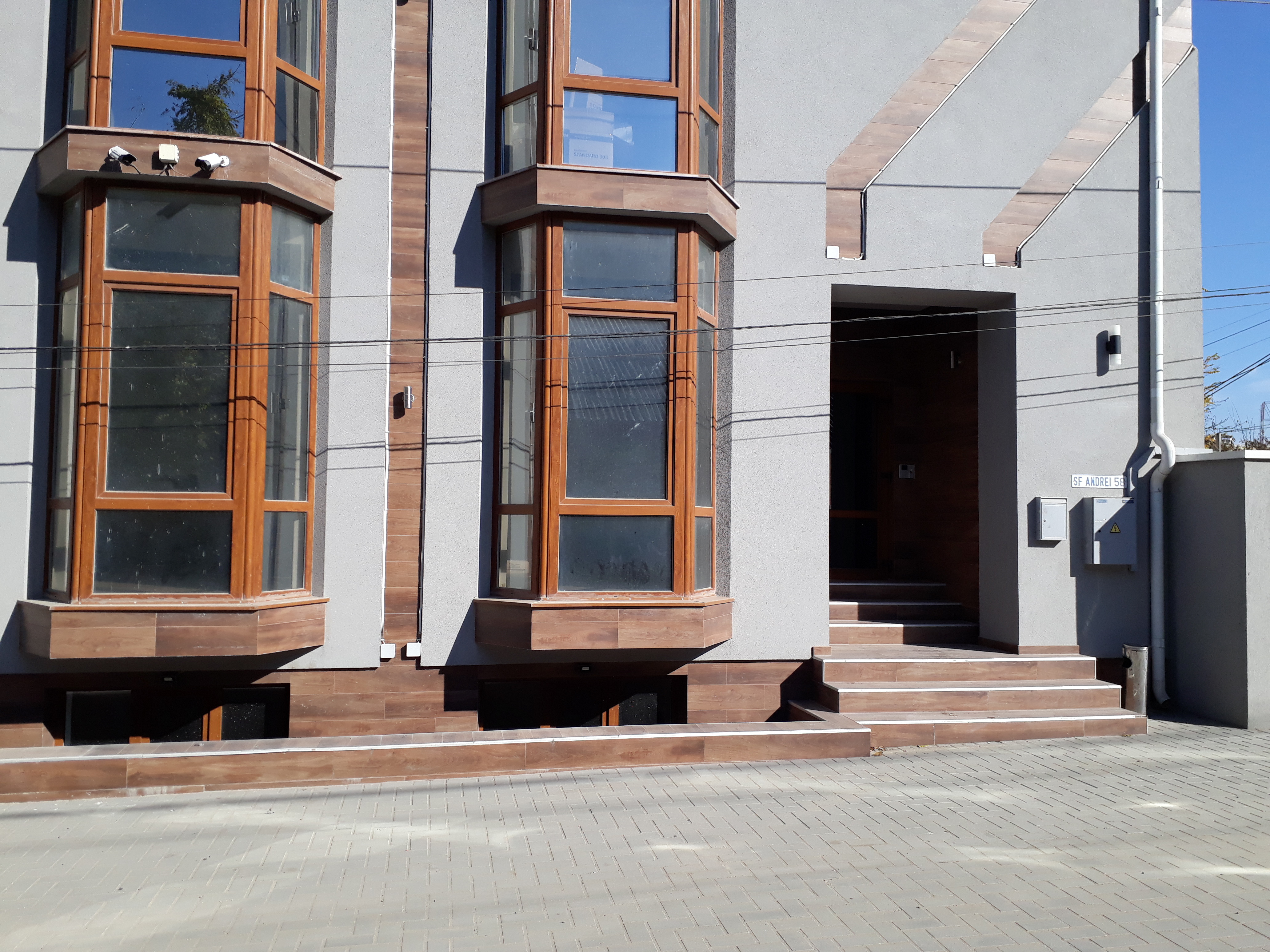
nr. 58 (inexistentă; în imagine o construcție nouă)

### Strada Zamfir Arbore

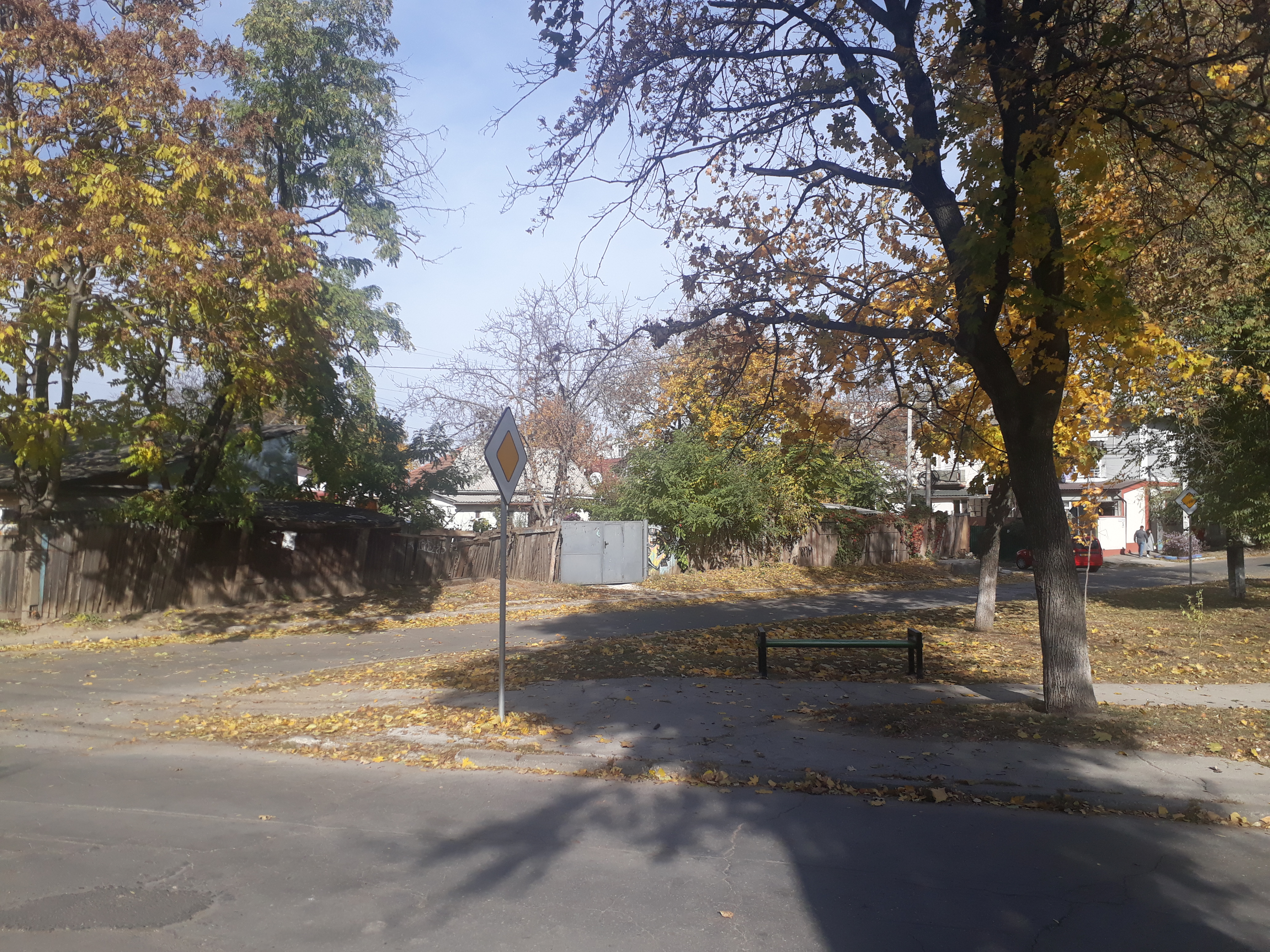
nr. 1
nr. 2 (?)
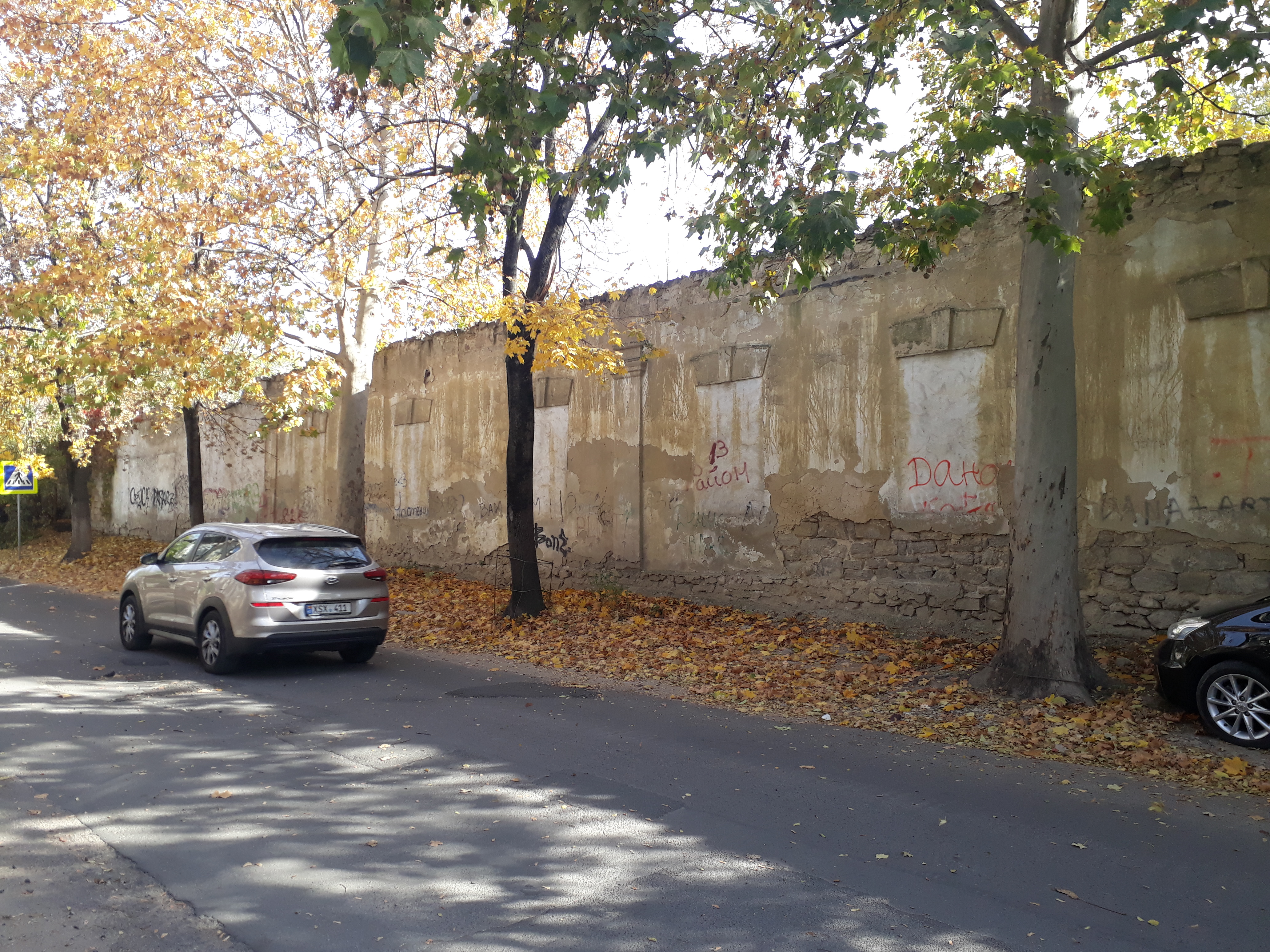
nr. 2B
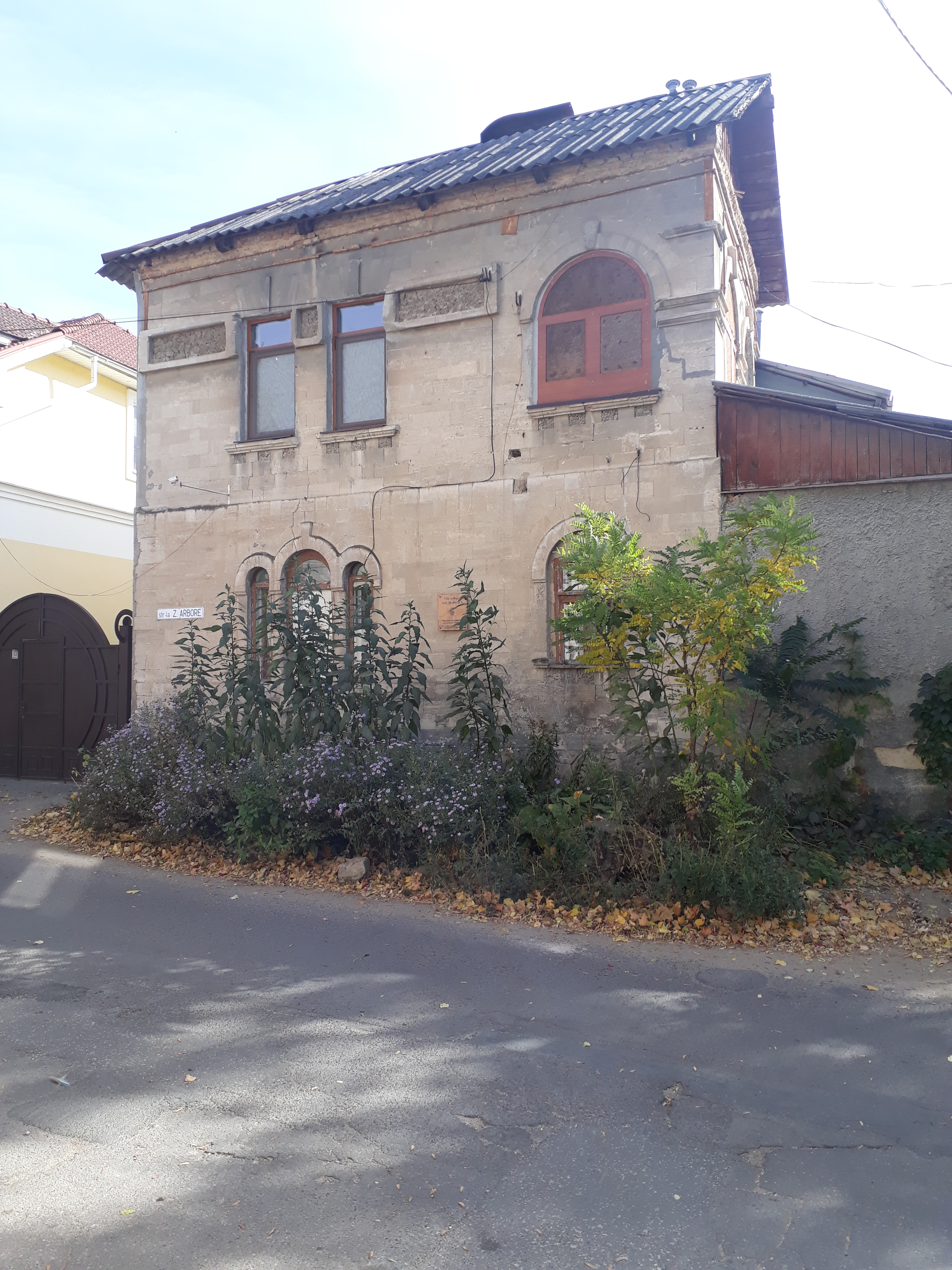
nr. 4A
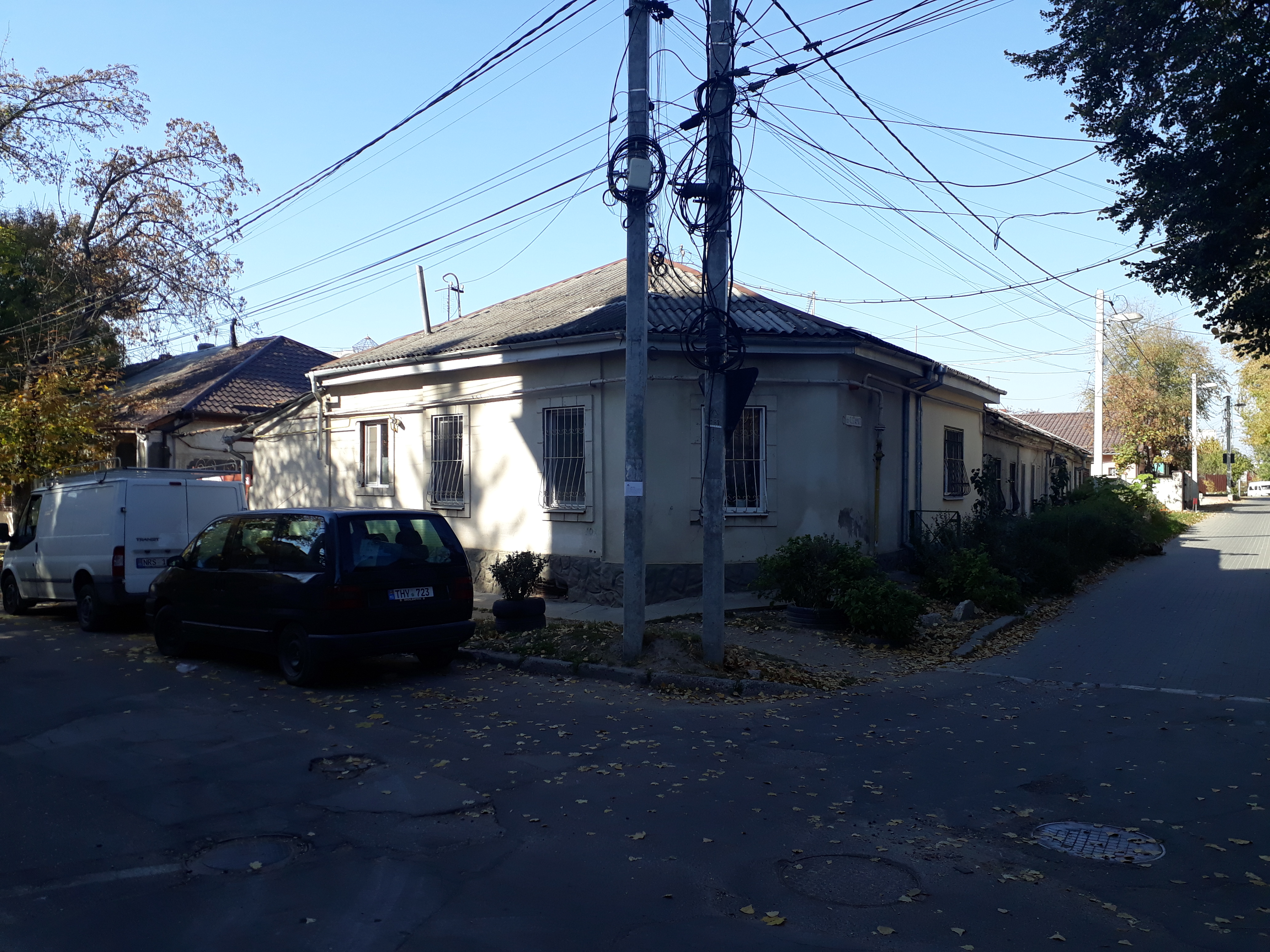
nr. 5
nr. 9 (?)
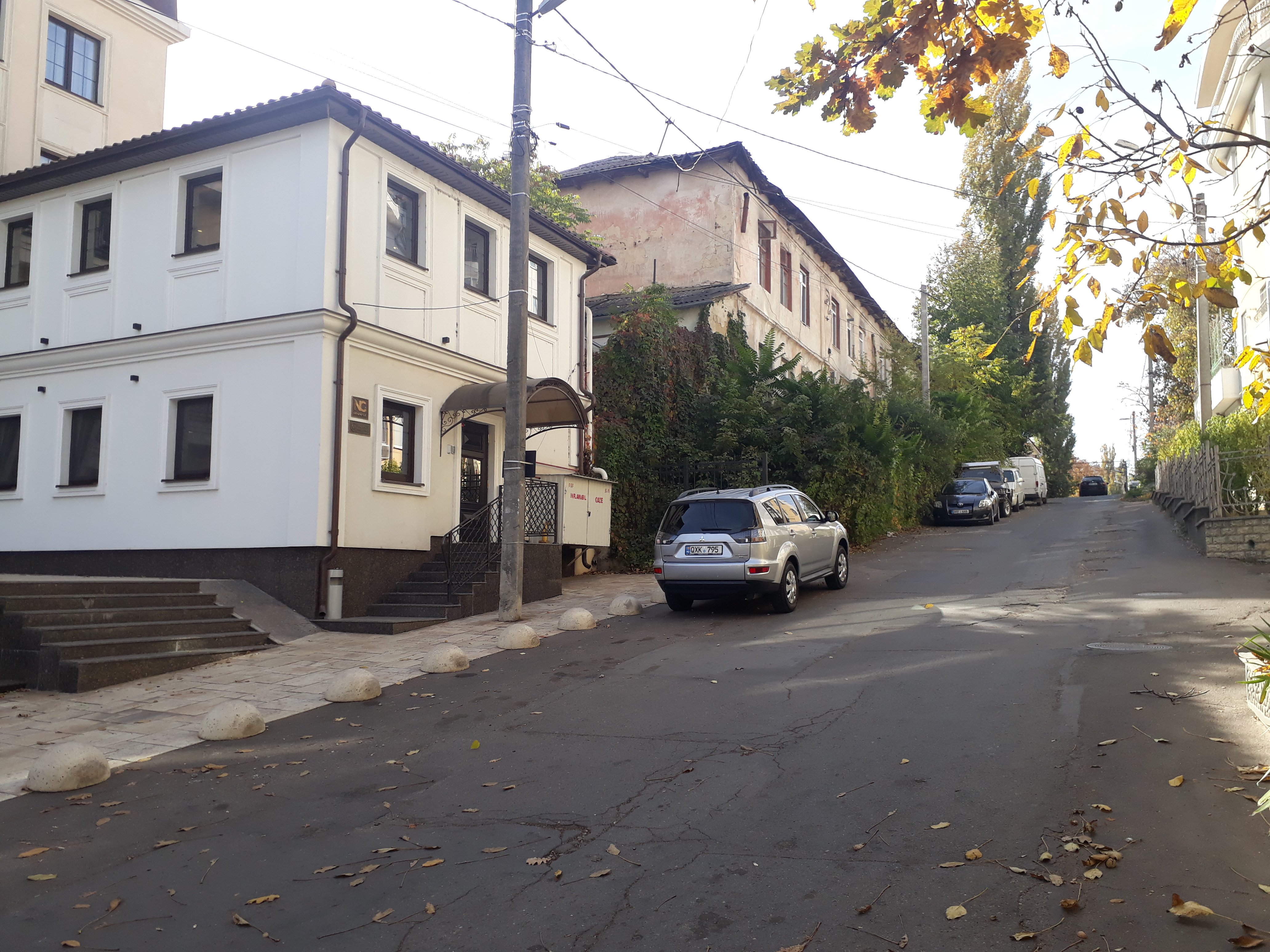
nr. 10 (prim-plan, stânga)
nr. 11 (?)
nr. 12 (?)
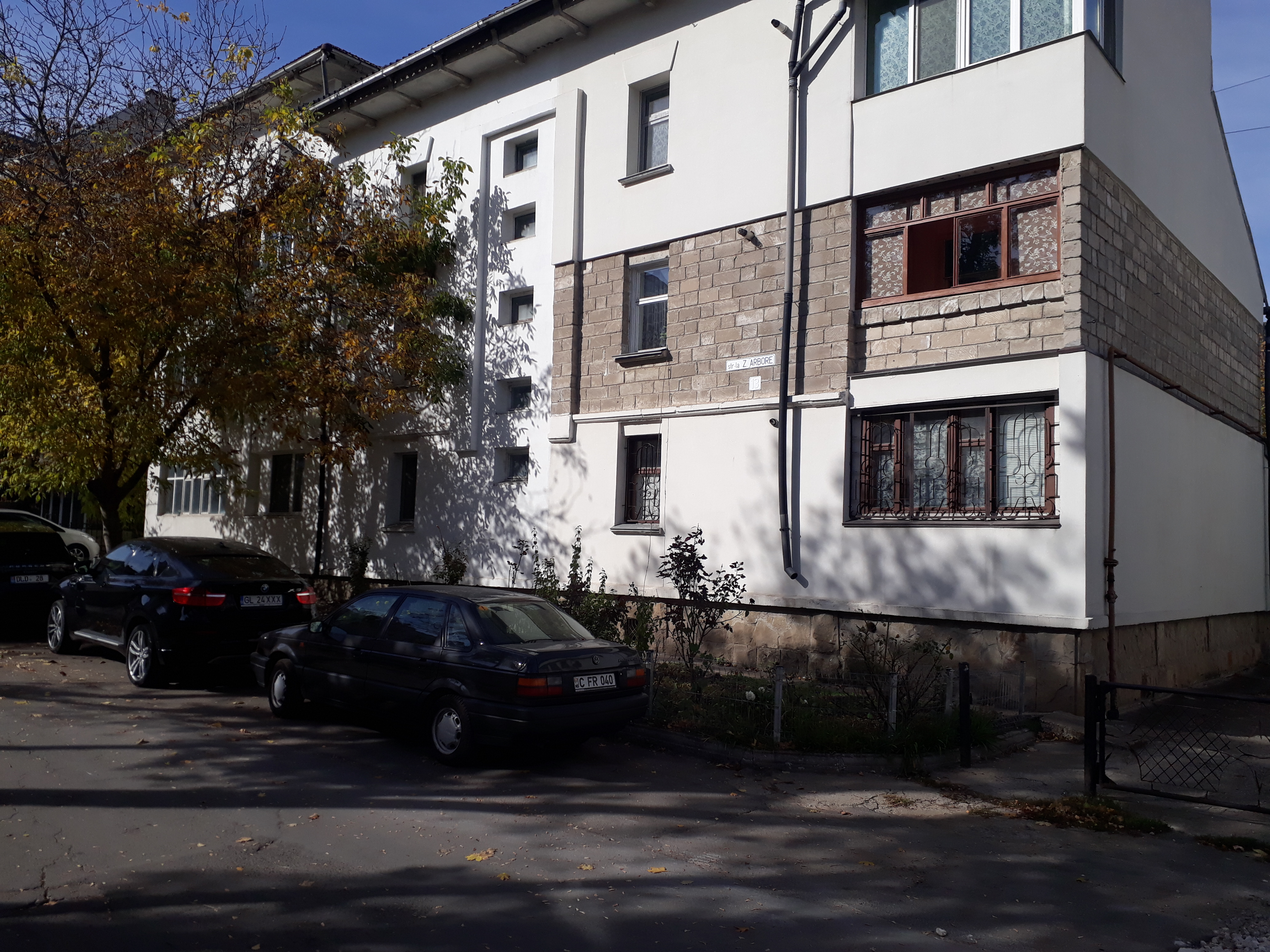
nr. 13 (inexistentă; în imagine o construcție nouă)
nr. 18 (?)
nr. 20 (?)
nr. 22 (?)

### Strada Anton Pann

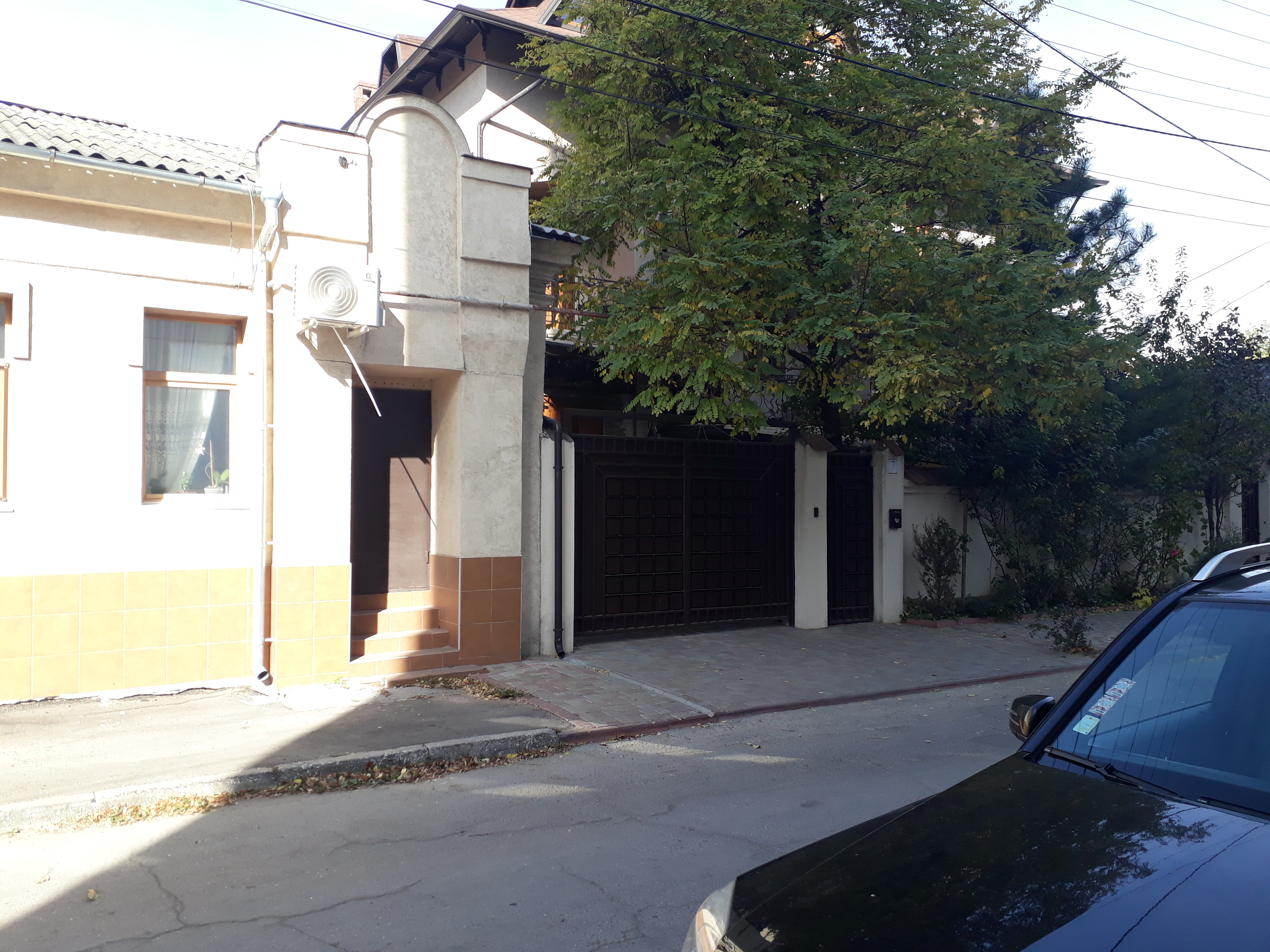
nr. 7 (inexistentă; în imagine o construcție nouă)
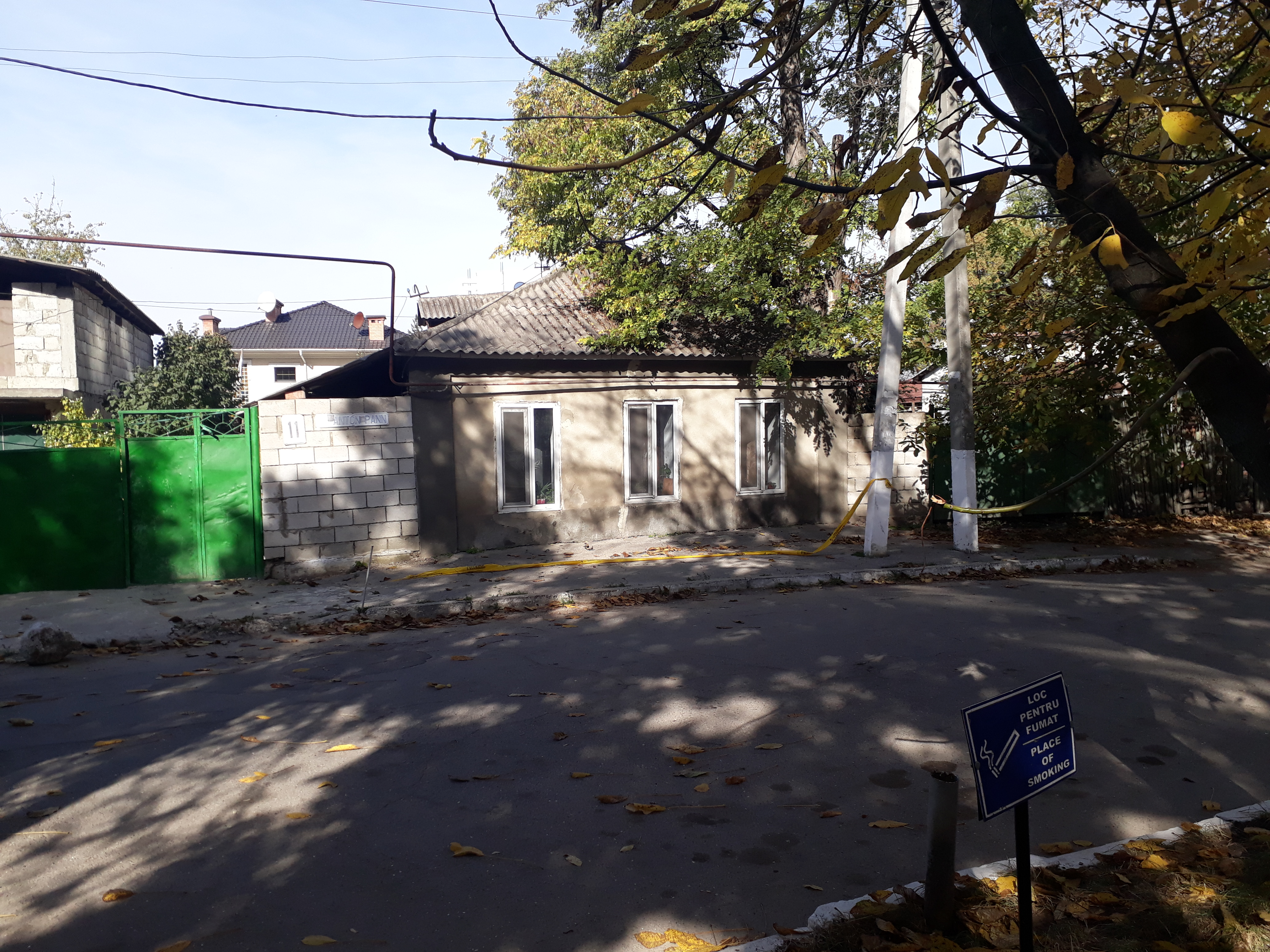
nr. 11
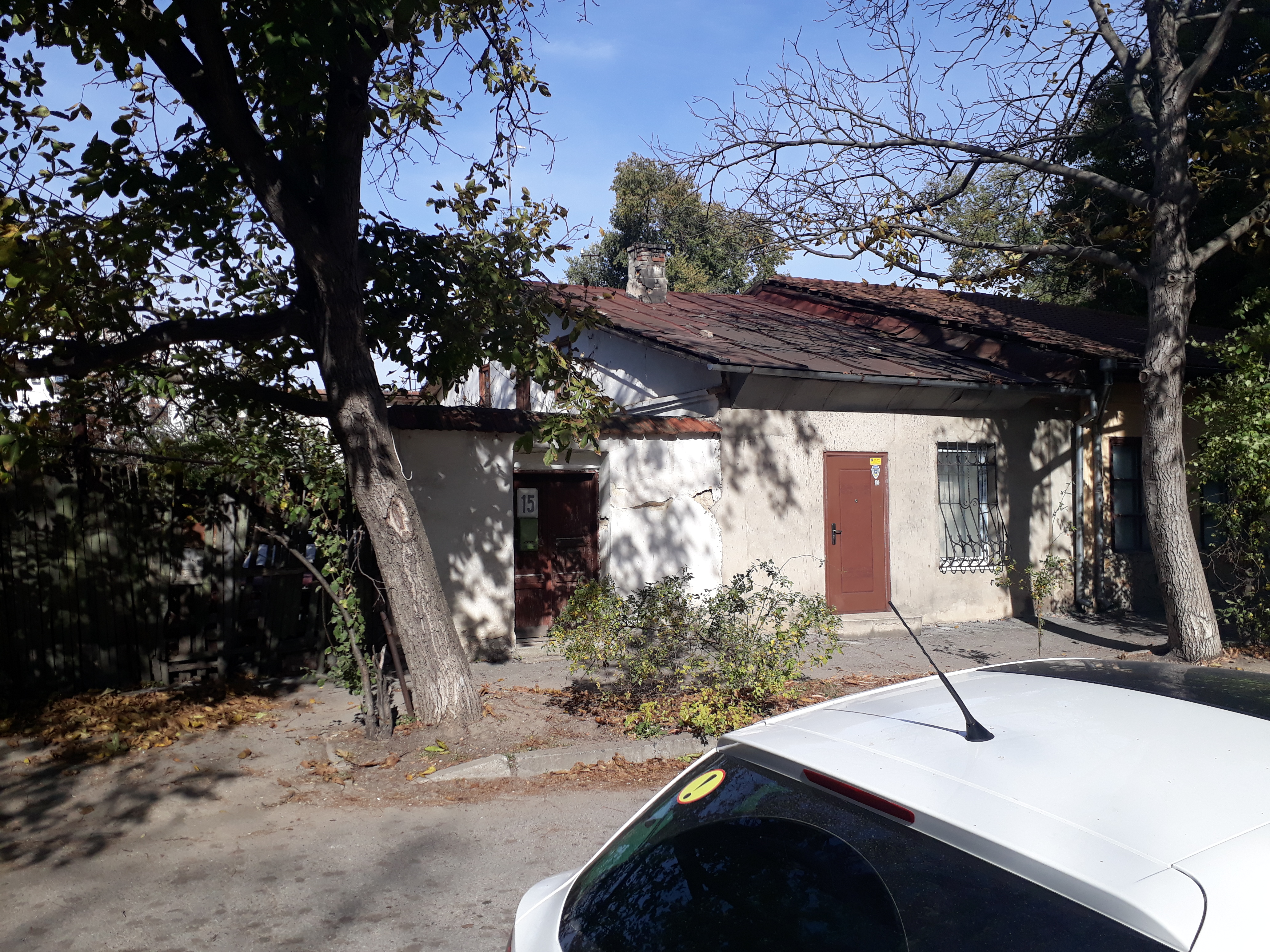
nr. 15
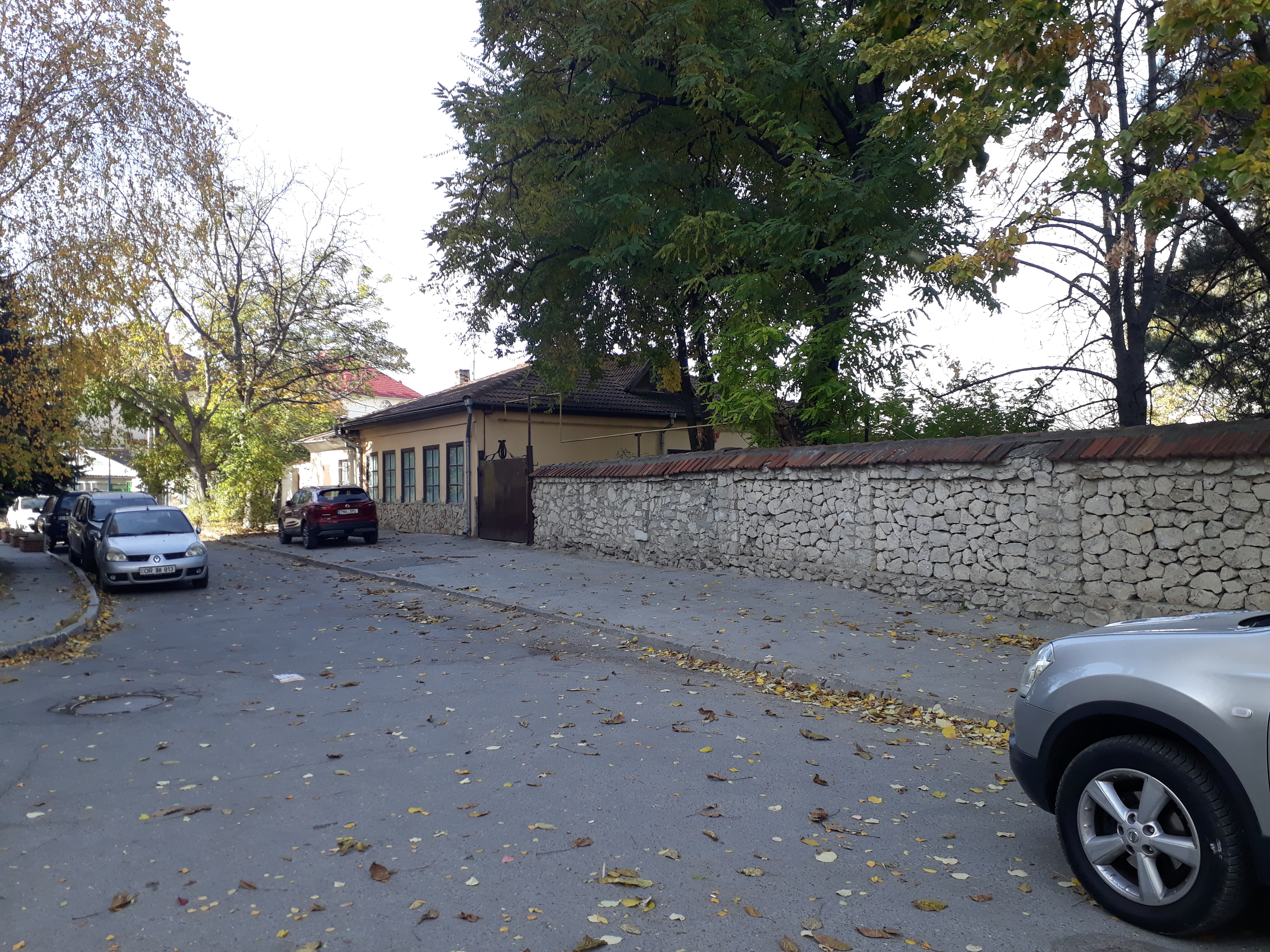
nr. 17
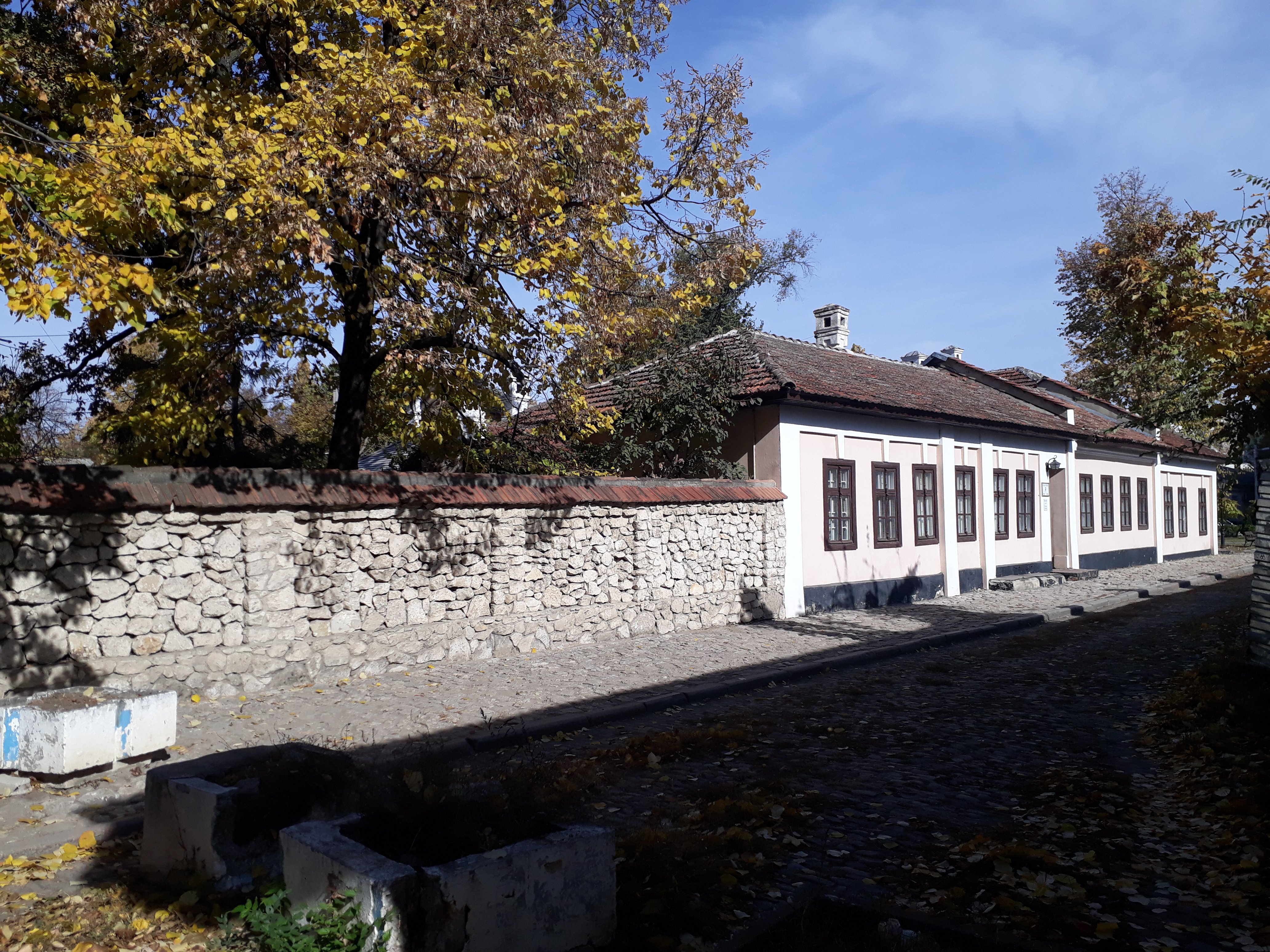
nr. 19

### Strada Buna Vestire

nr. 6 (?)
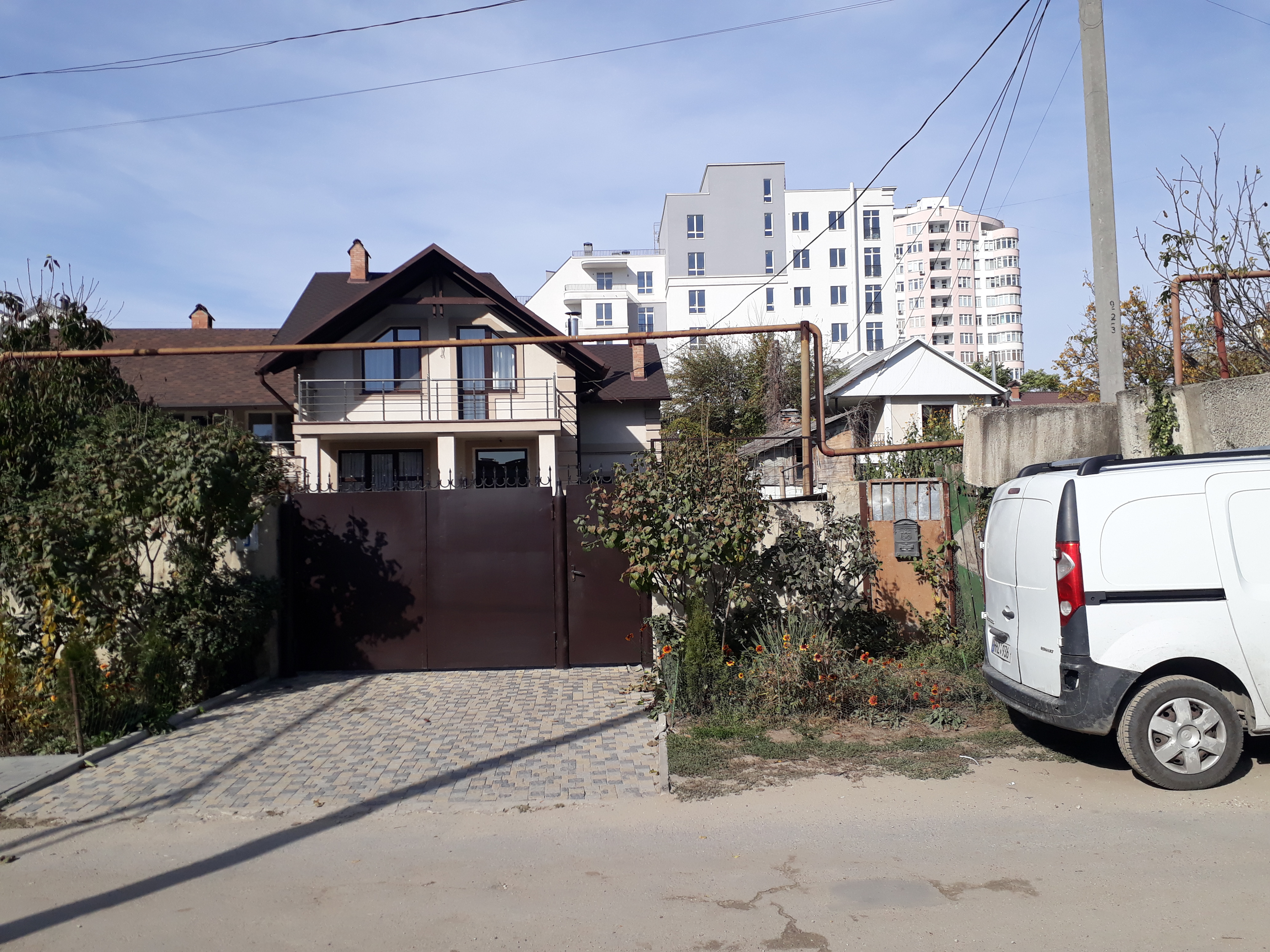
nr. 9 (inexistentă; în imagine o construcție nouă)
nr. 15 (?)
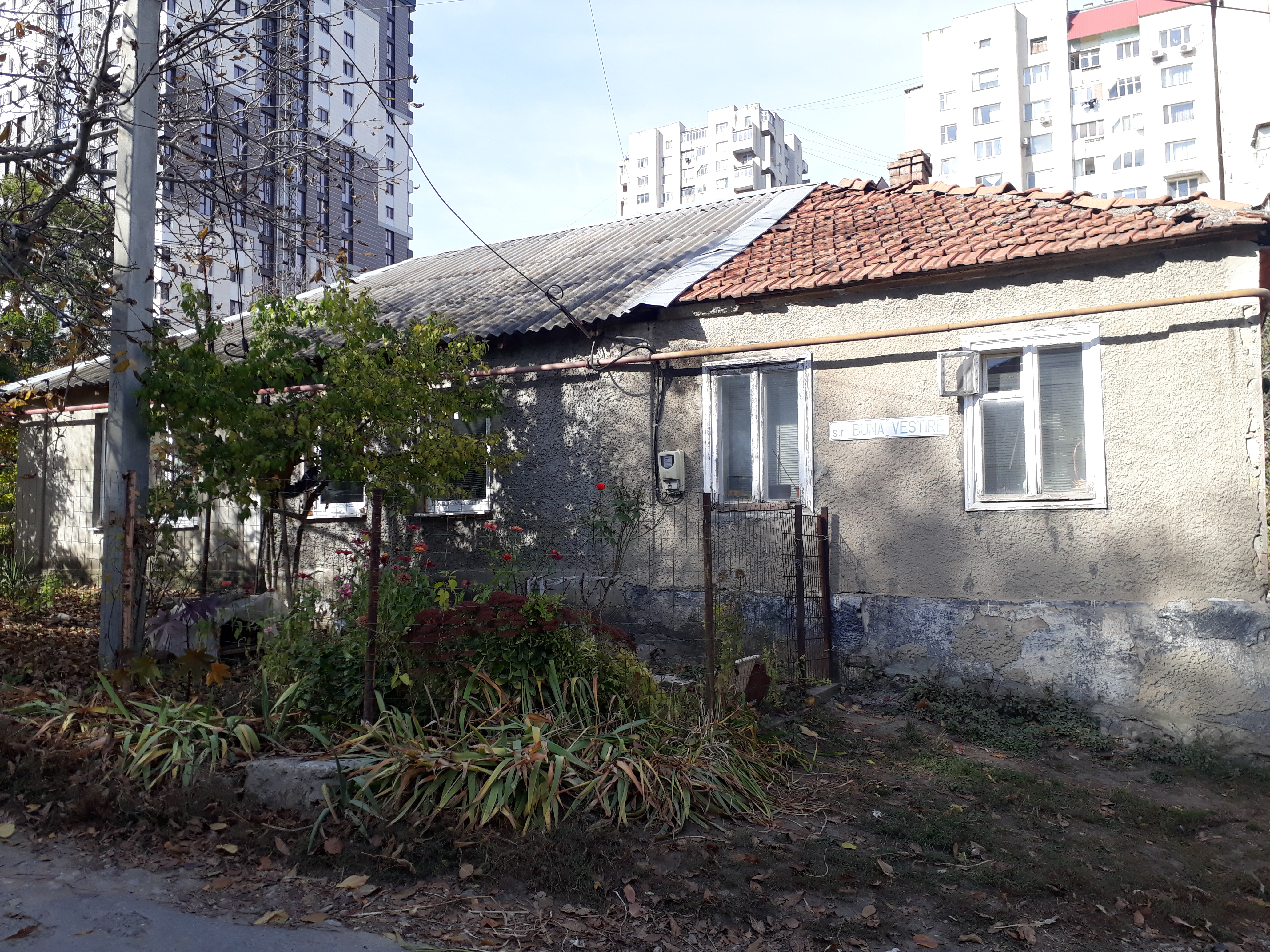
nr. 19
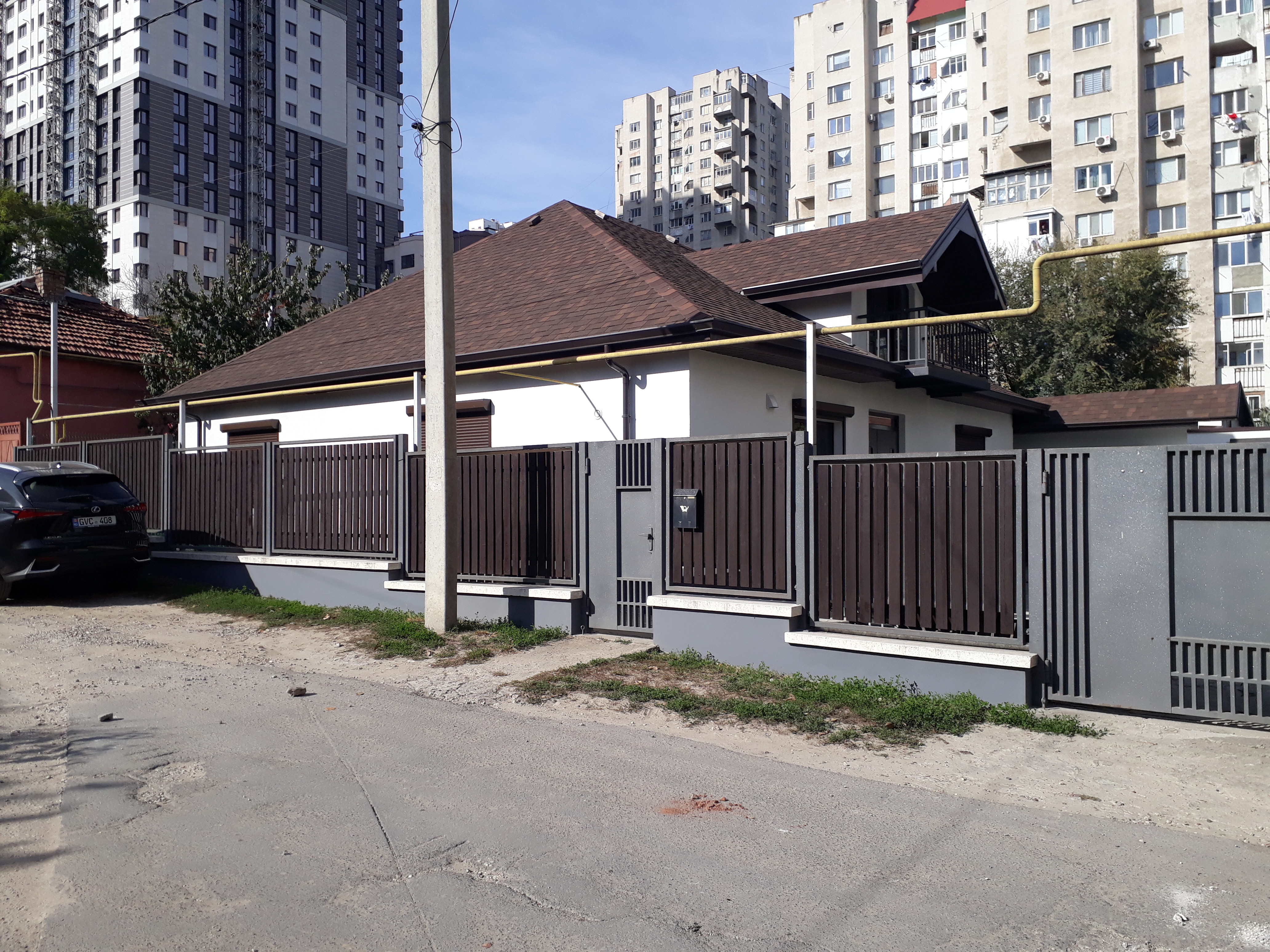
nr. 21 (inexistentă; în imagine o construcție nouă)

### Strada Căpriana

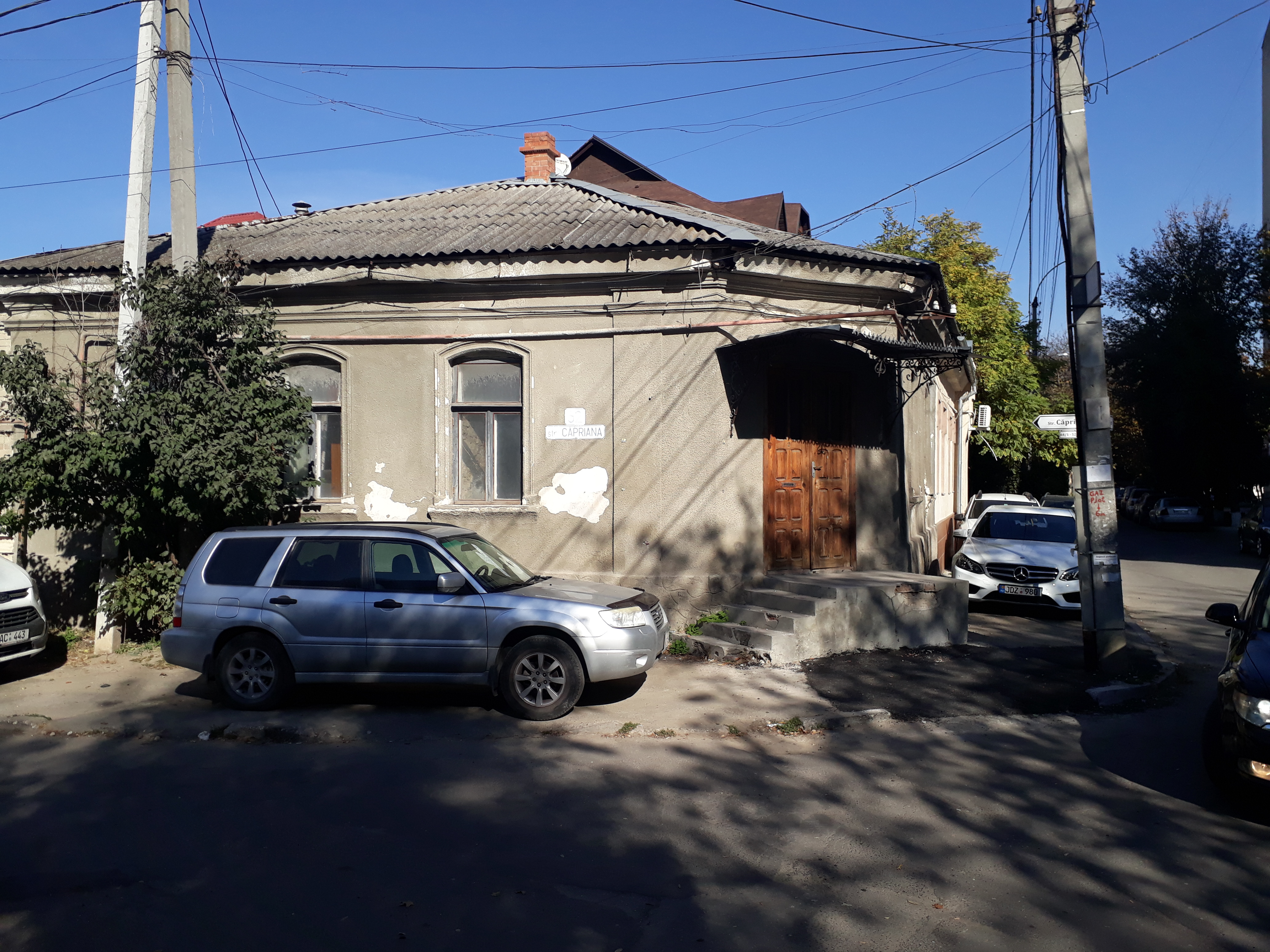
nr. 52
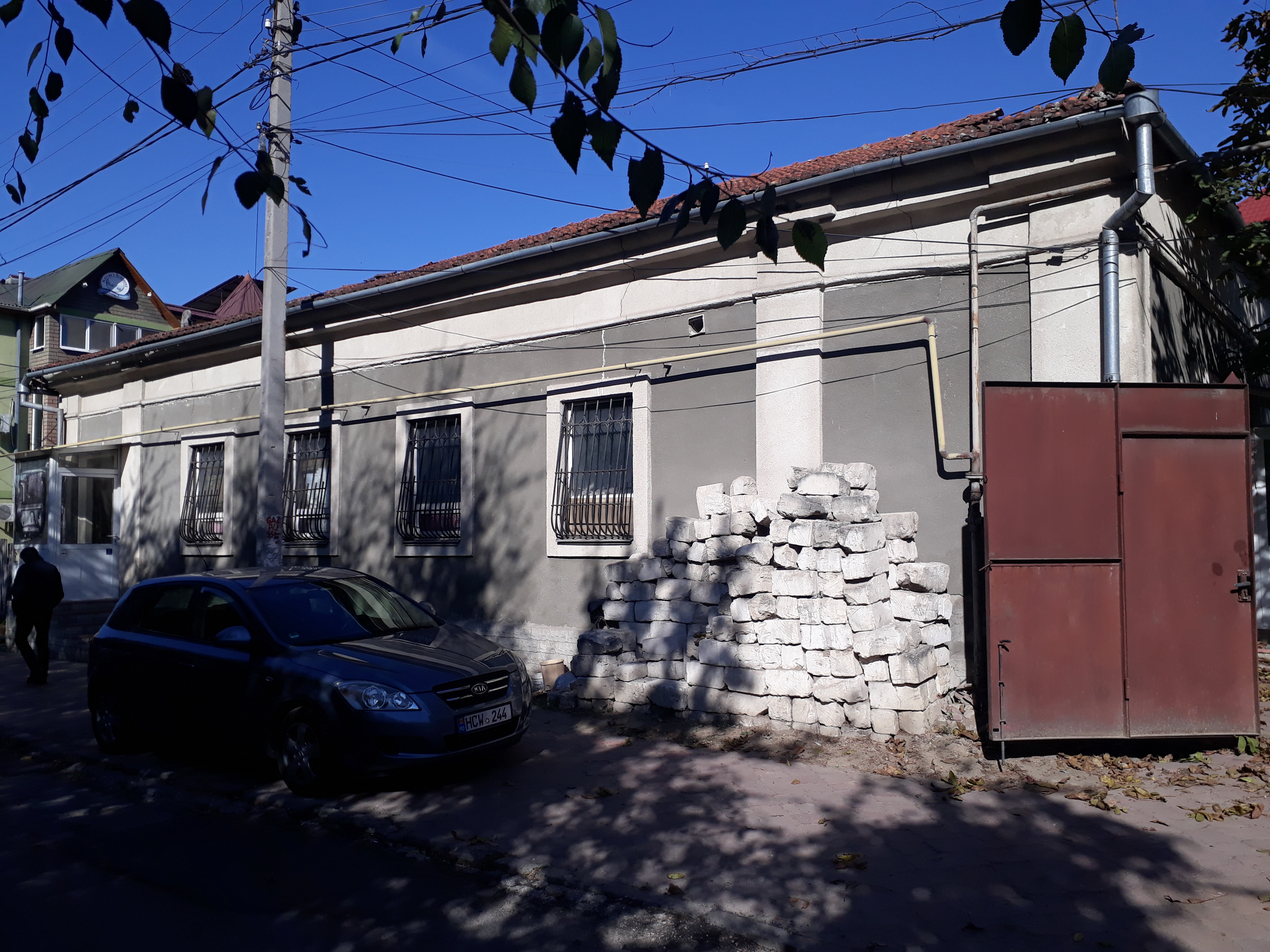
nr. 54
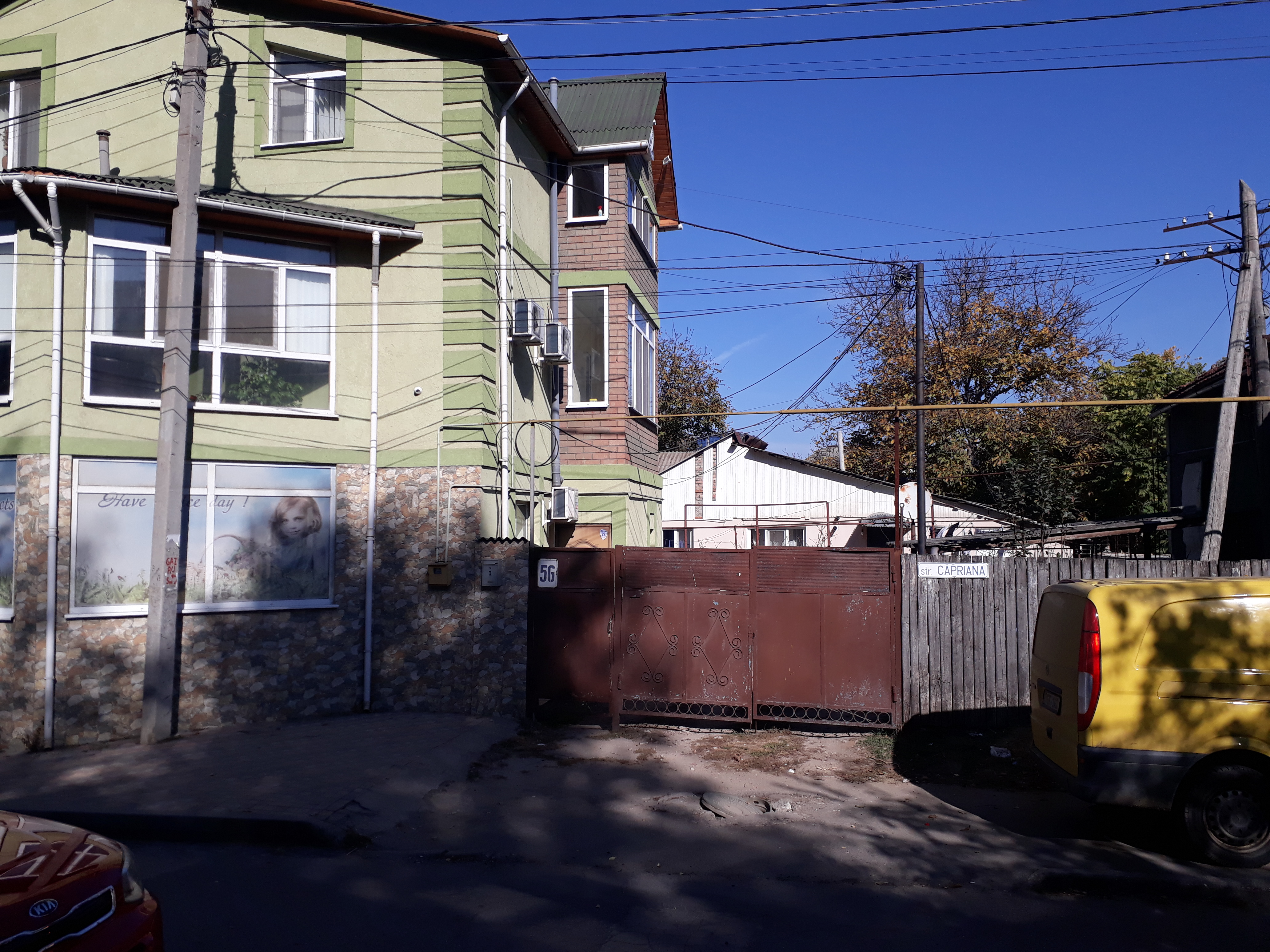
nr. 56
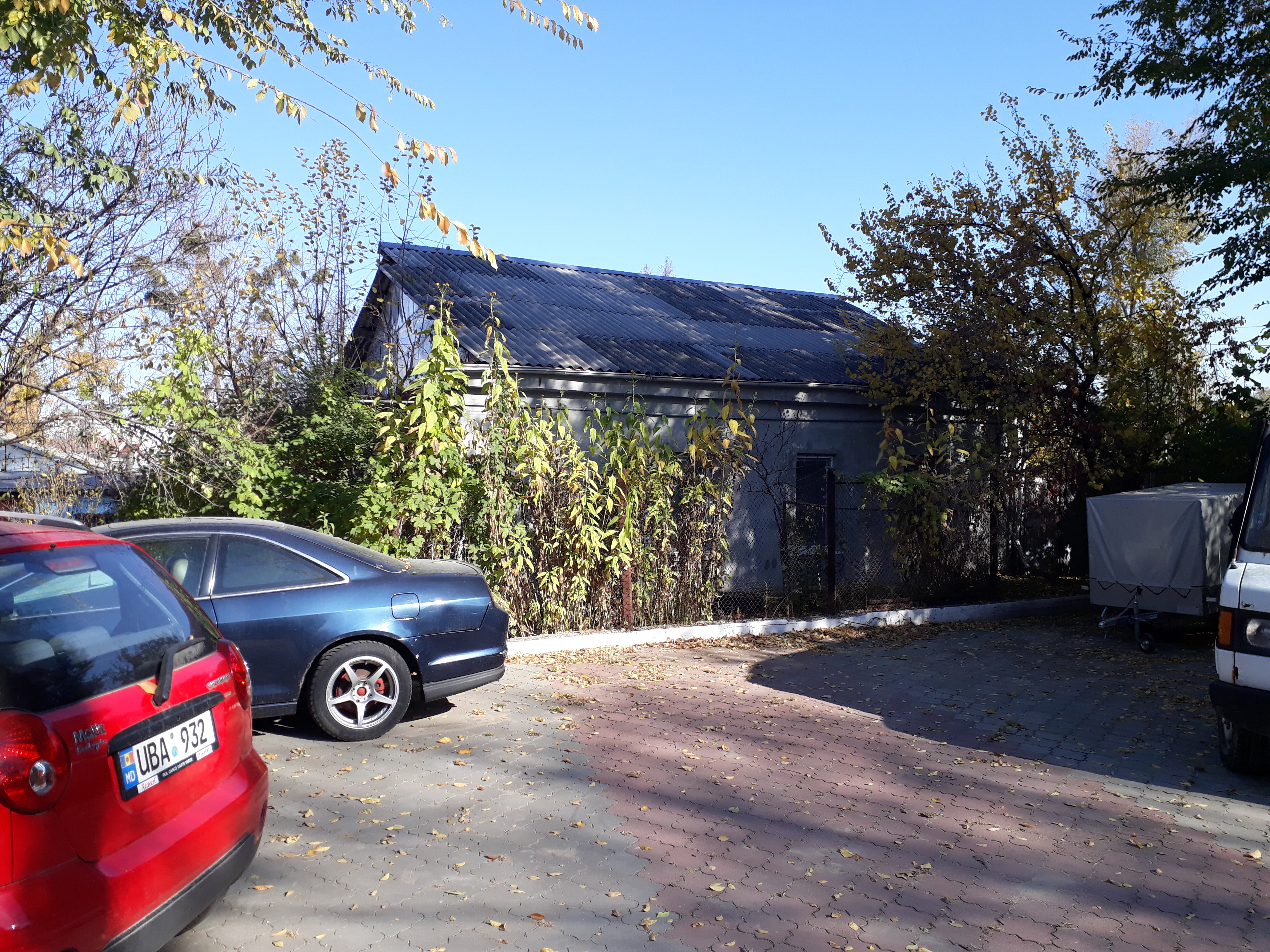
nr. 76

### Strada A. Hîjdeu

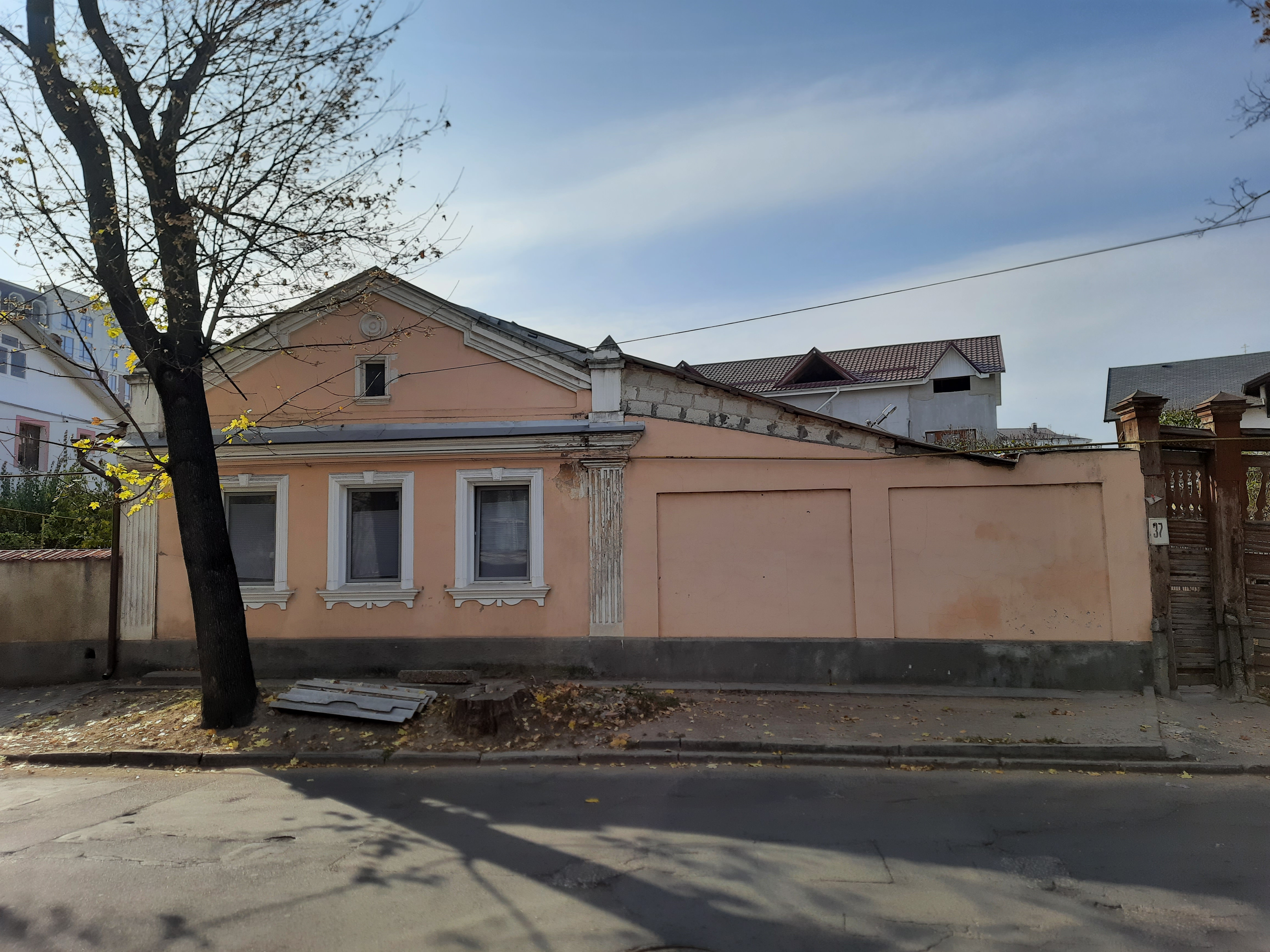
nr. 37
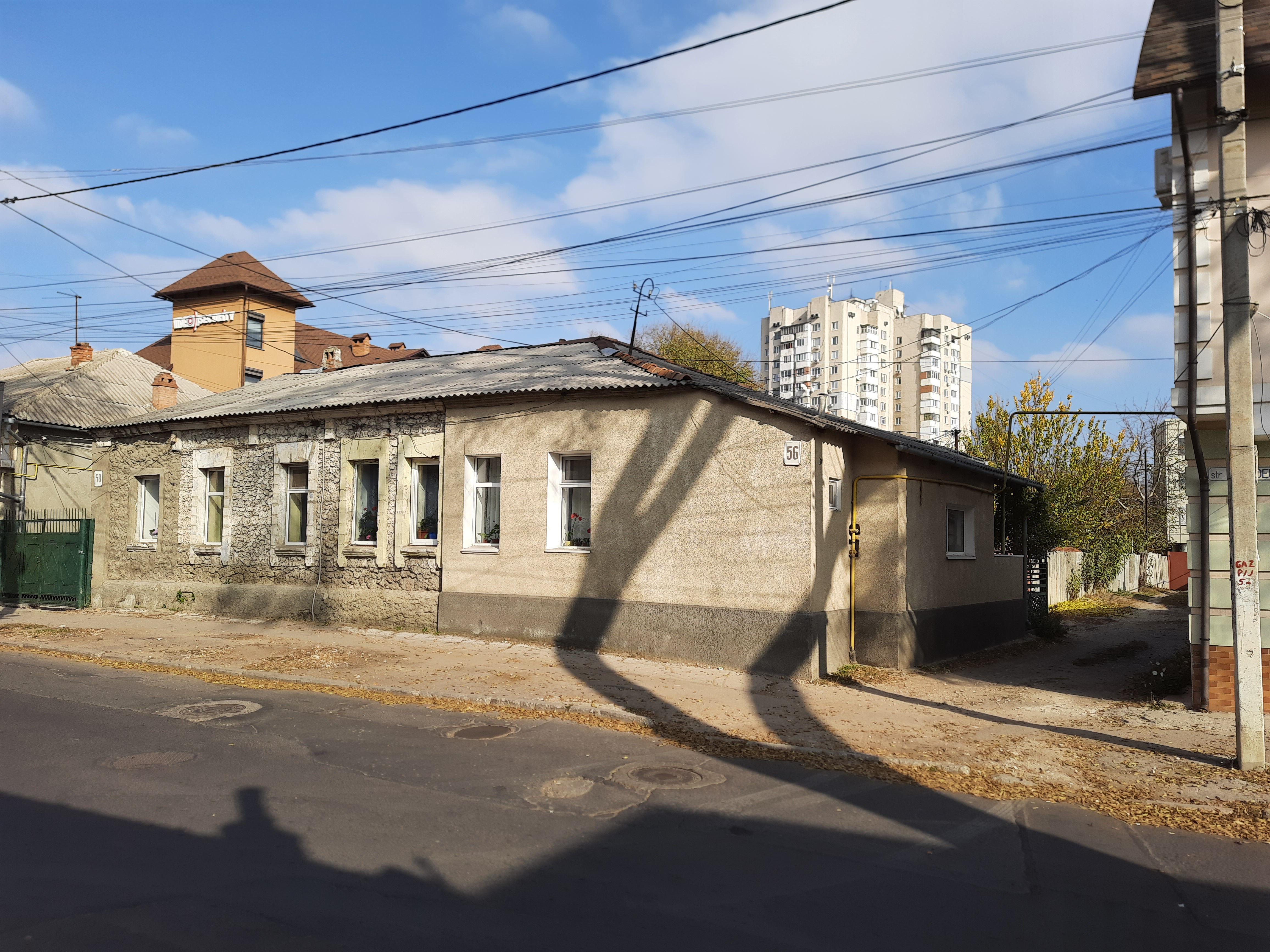
nr. 56
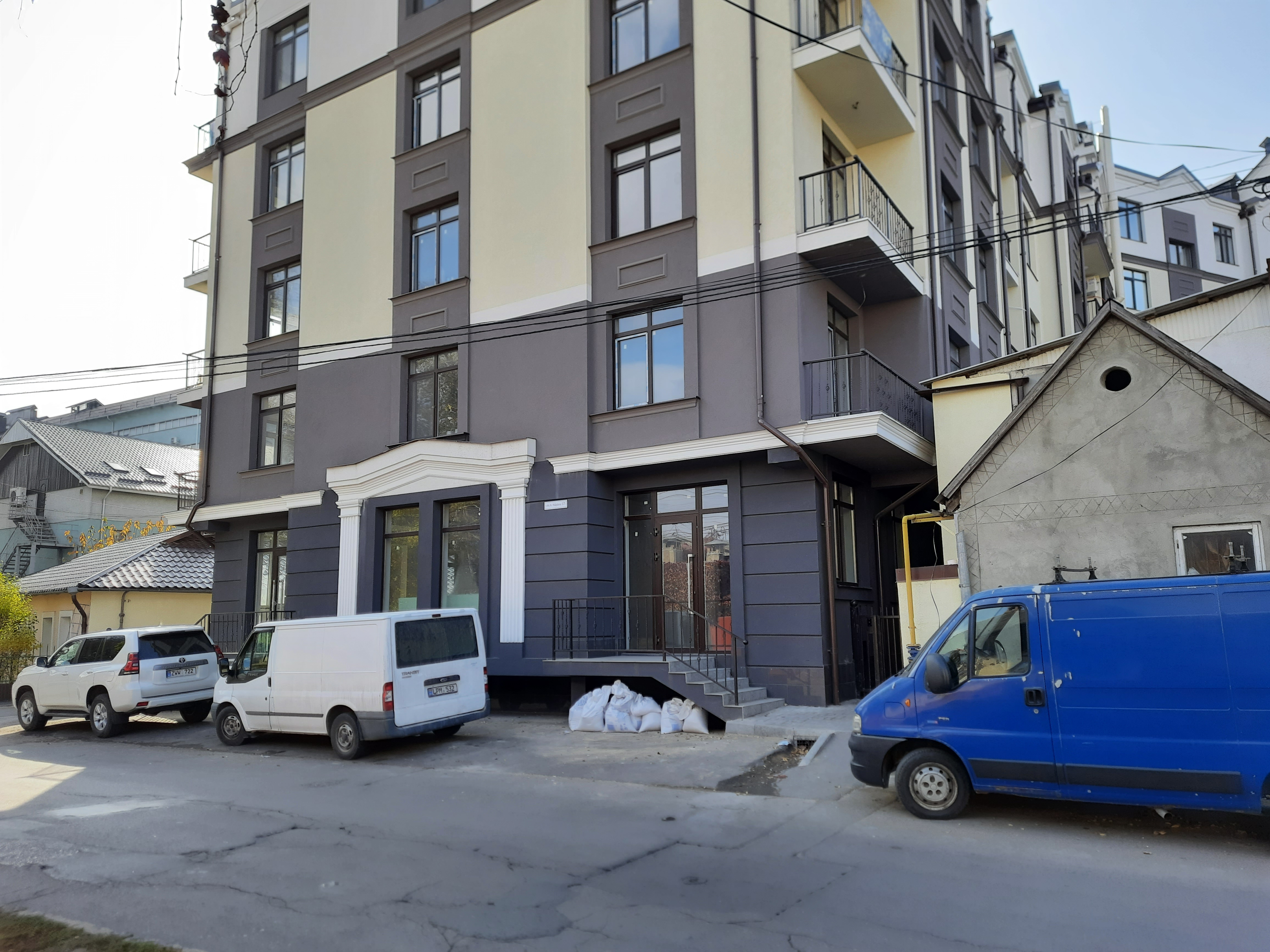
nr. 57 (inexistentă; în imagine o construcție nouă)
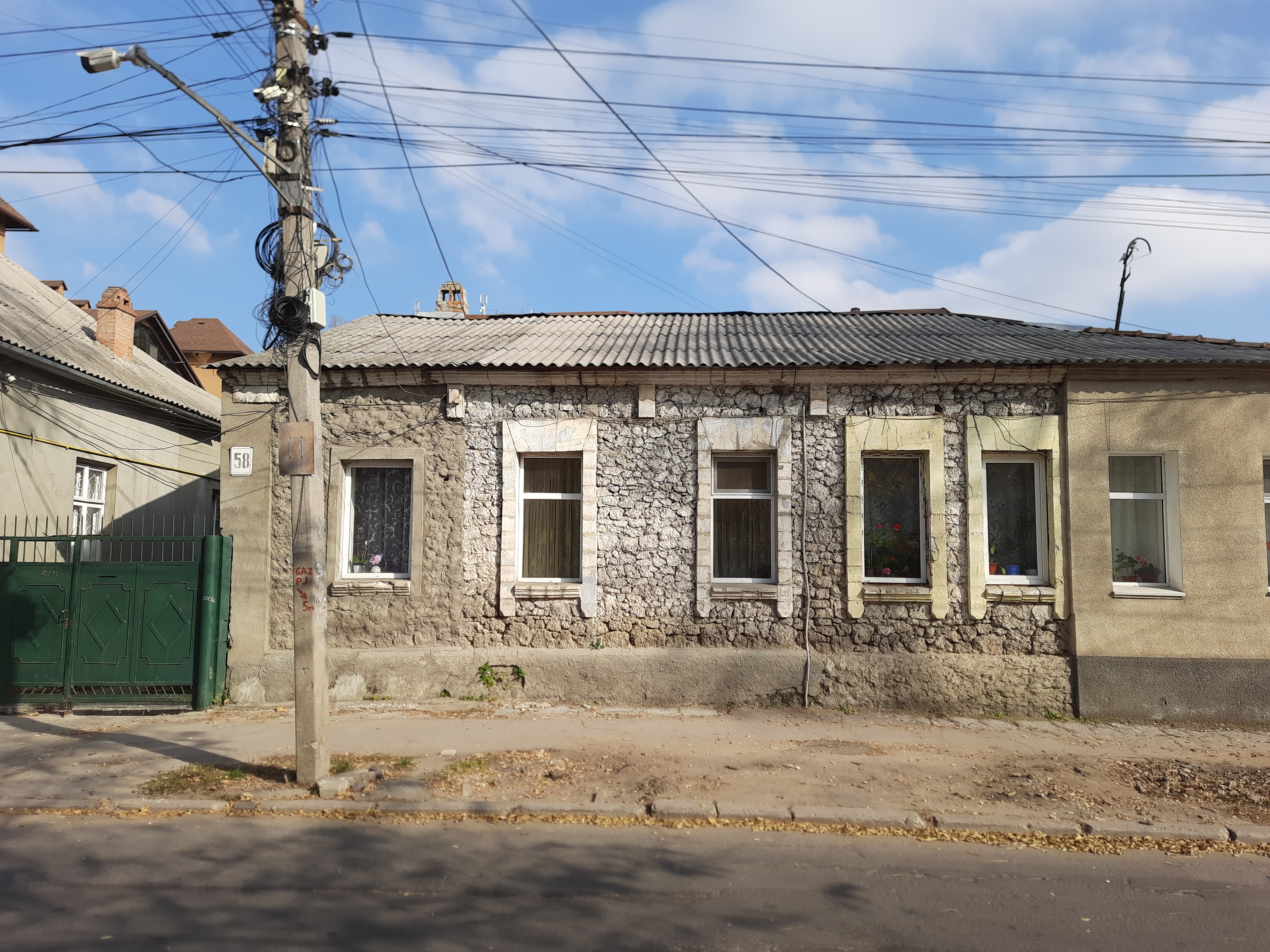
nr. 58
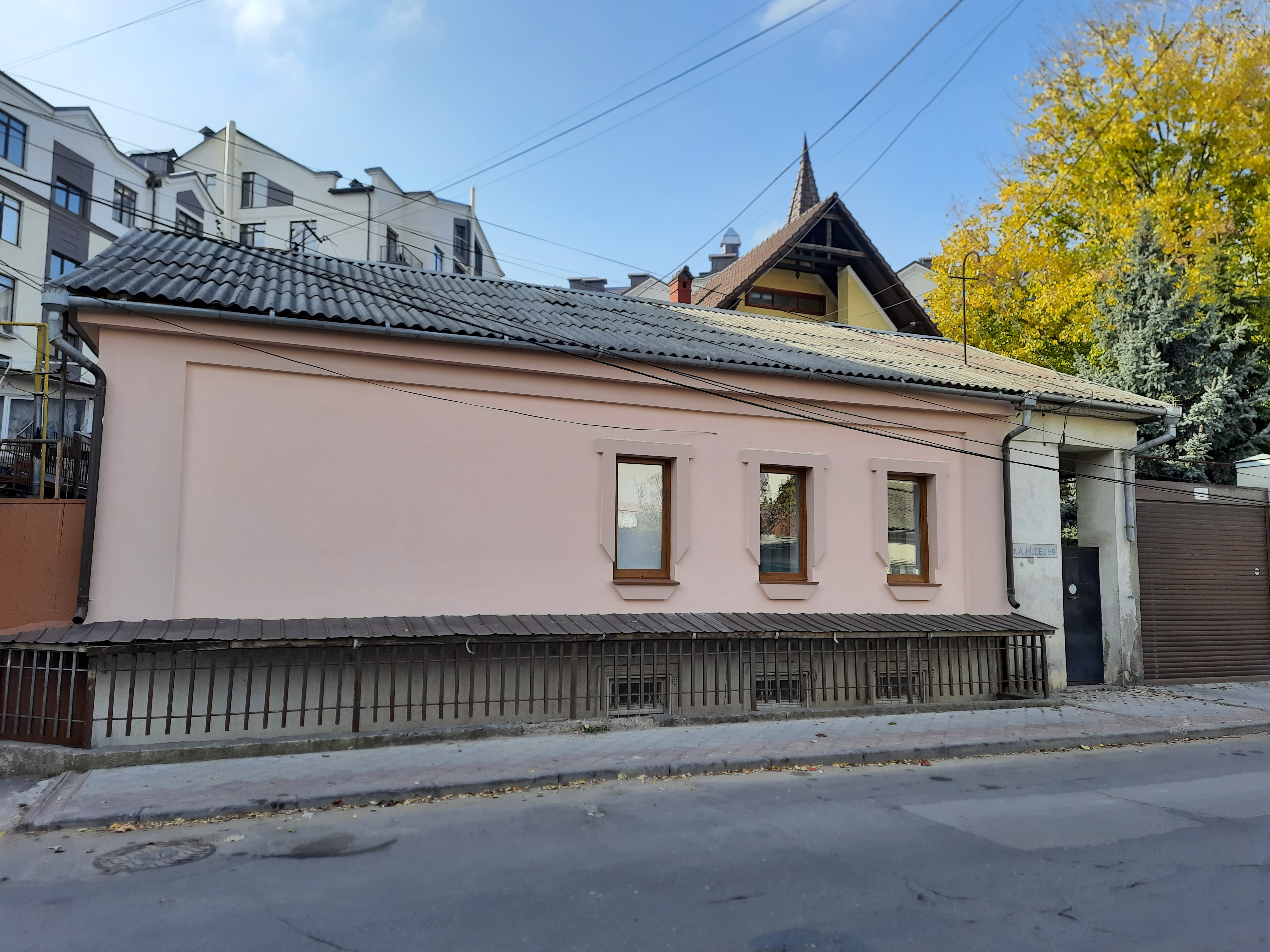
nr. 59
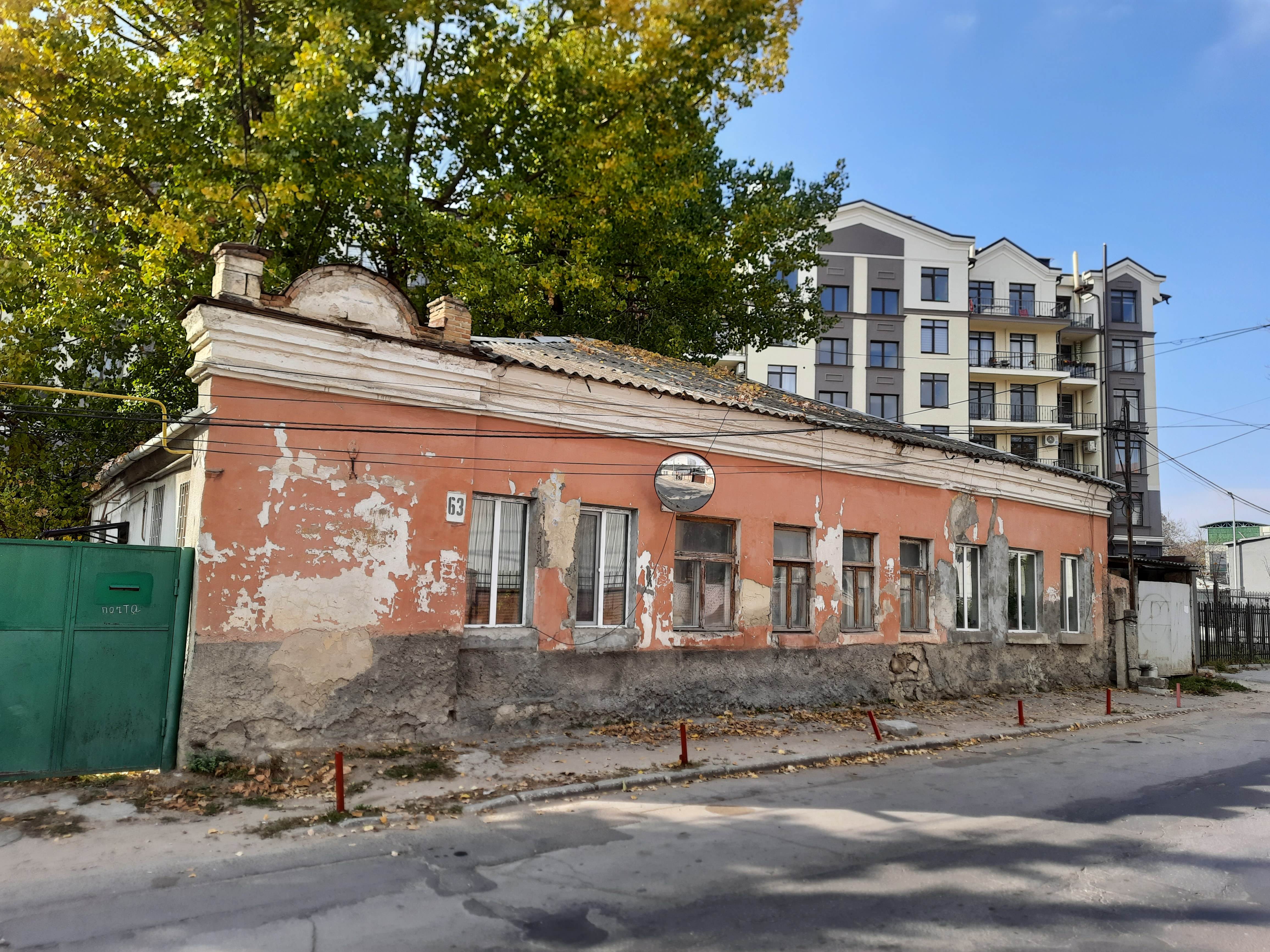
nr. 63
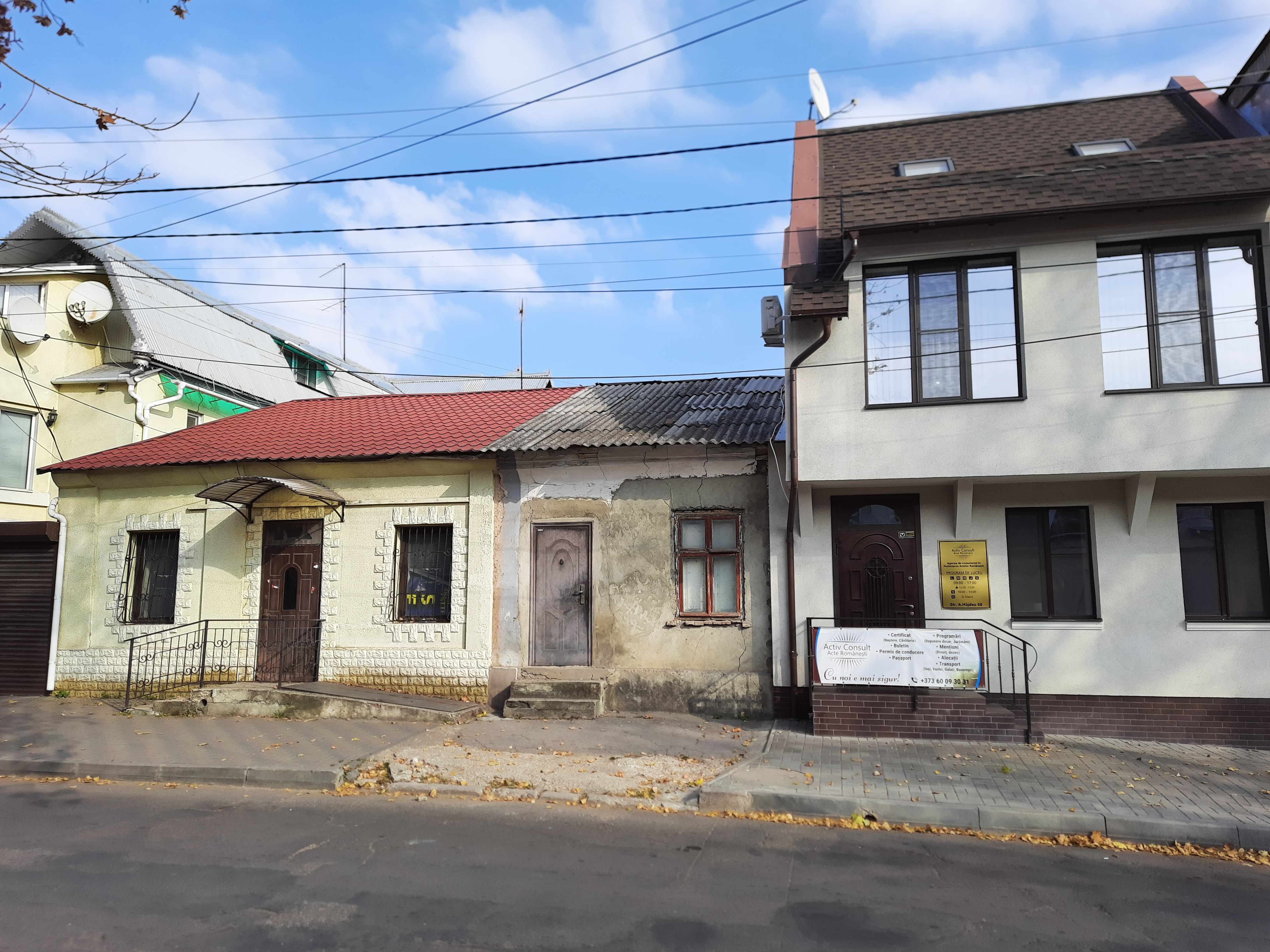
nr. 68[16] (fragmentul care s-a păstrat)
nr. 71 (?)

### Strada Sf. Ilie

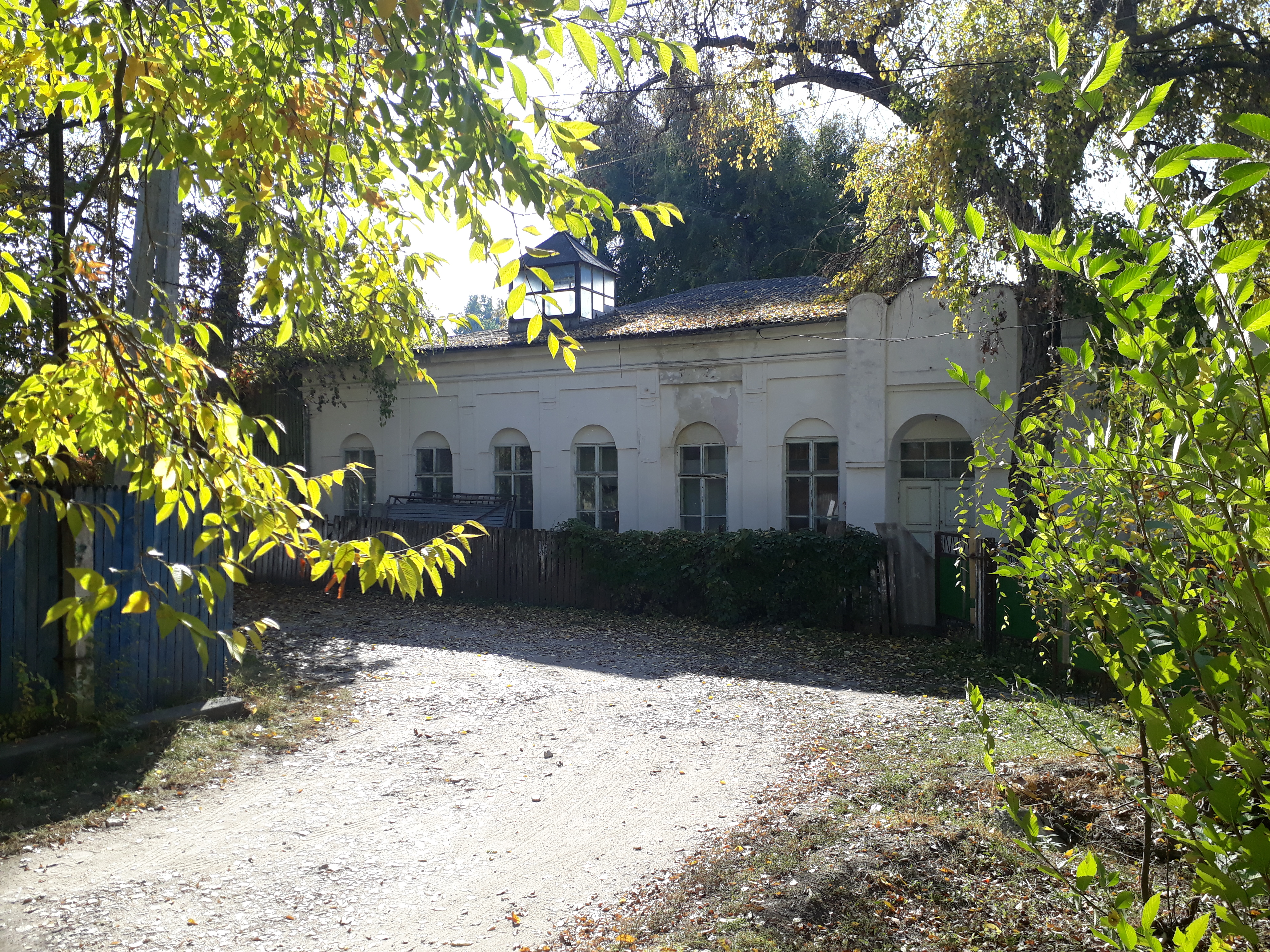
nr. 41
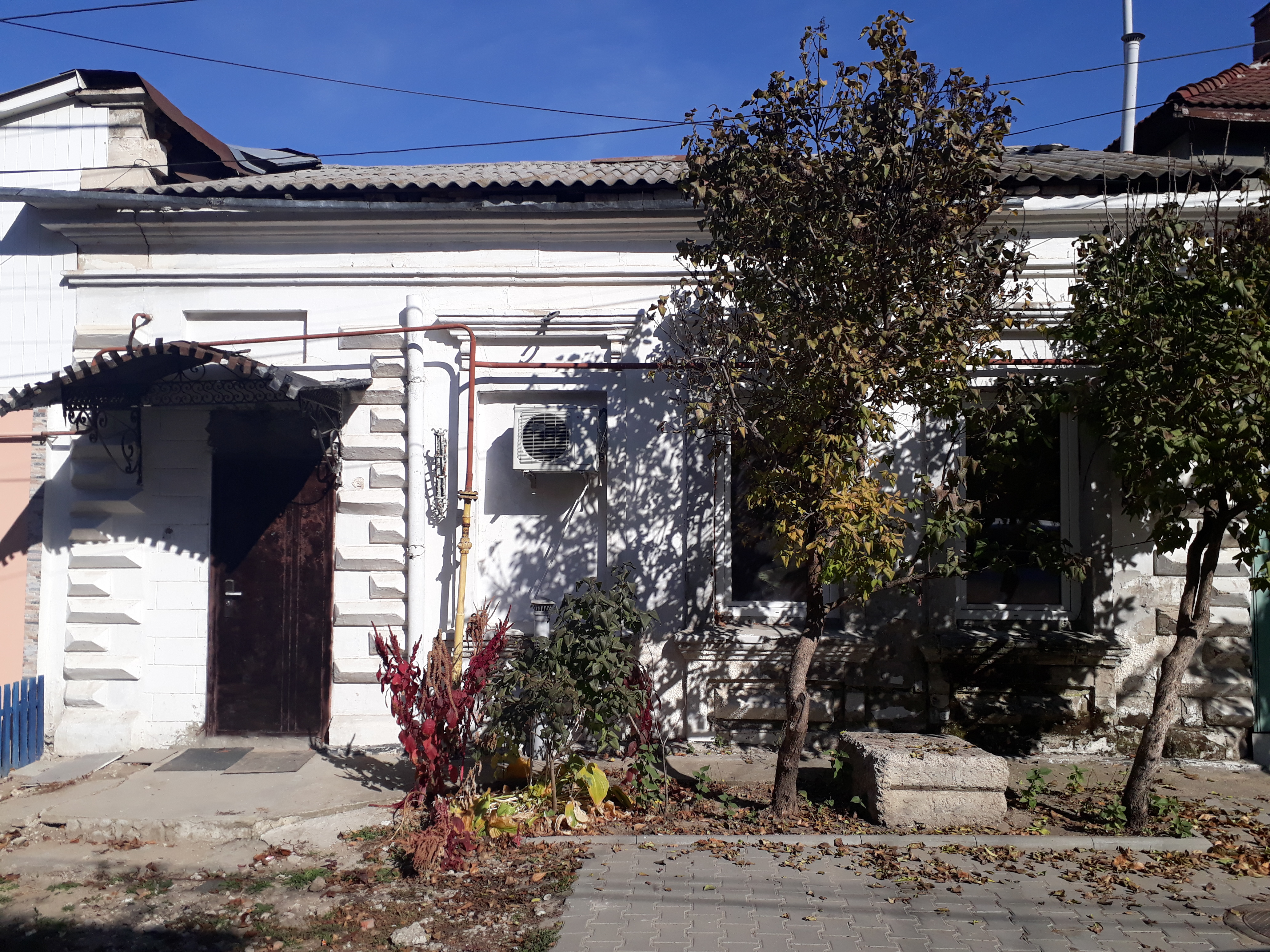
nr. 58
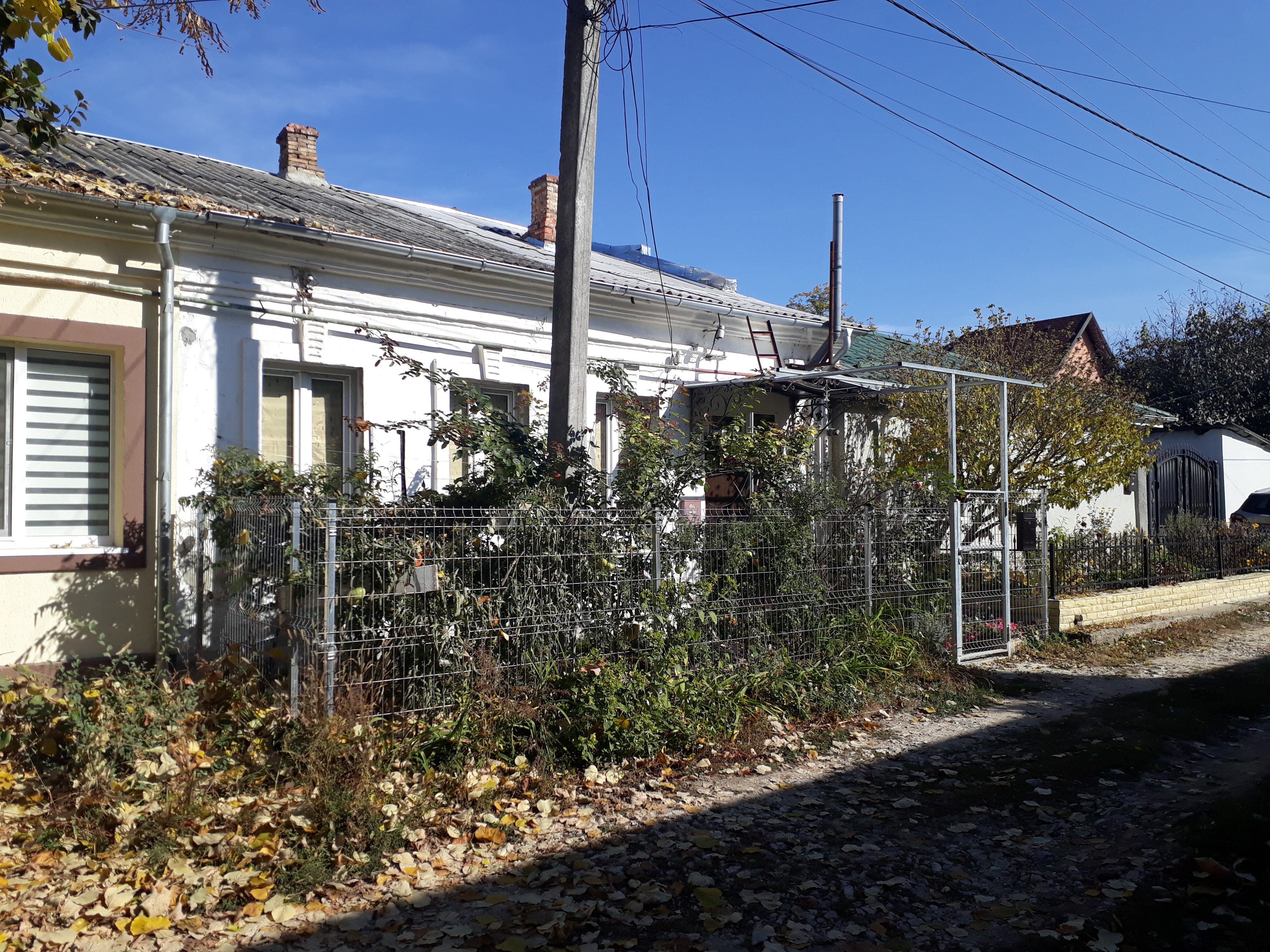
nr. 64

### Strada Pruncul

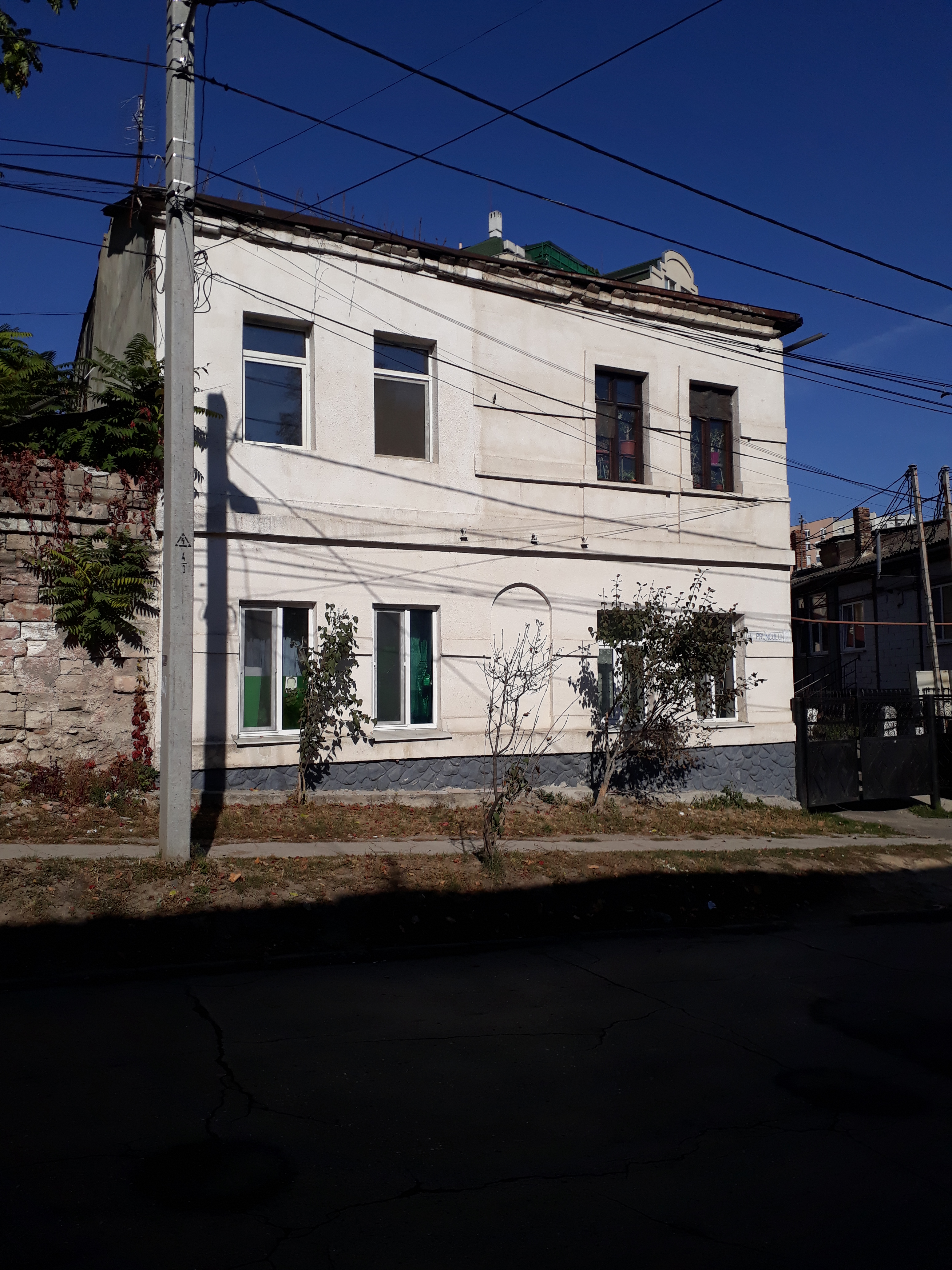
nr. 2
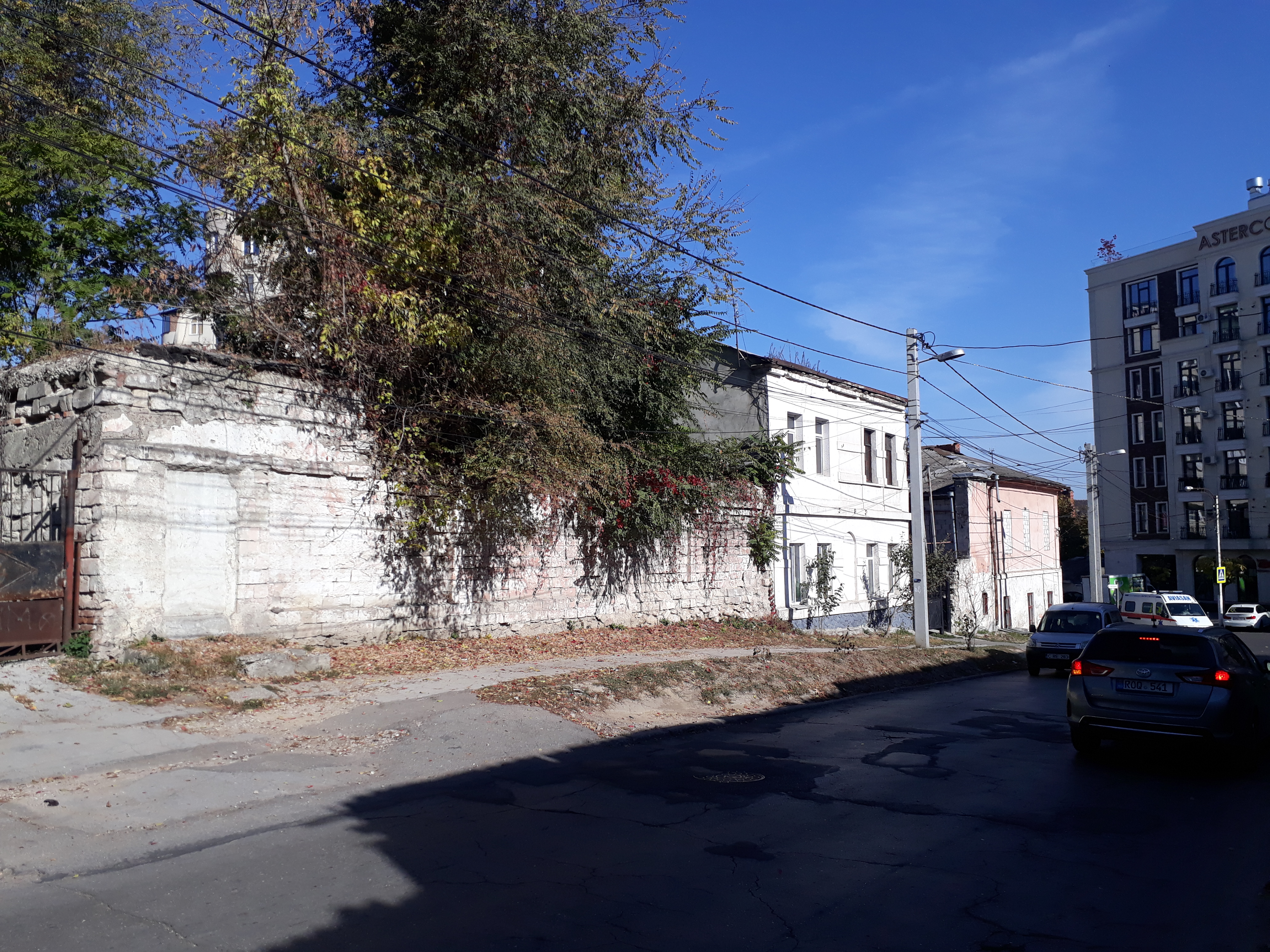
nr. 4
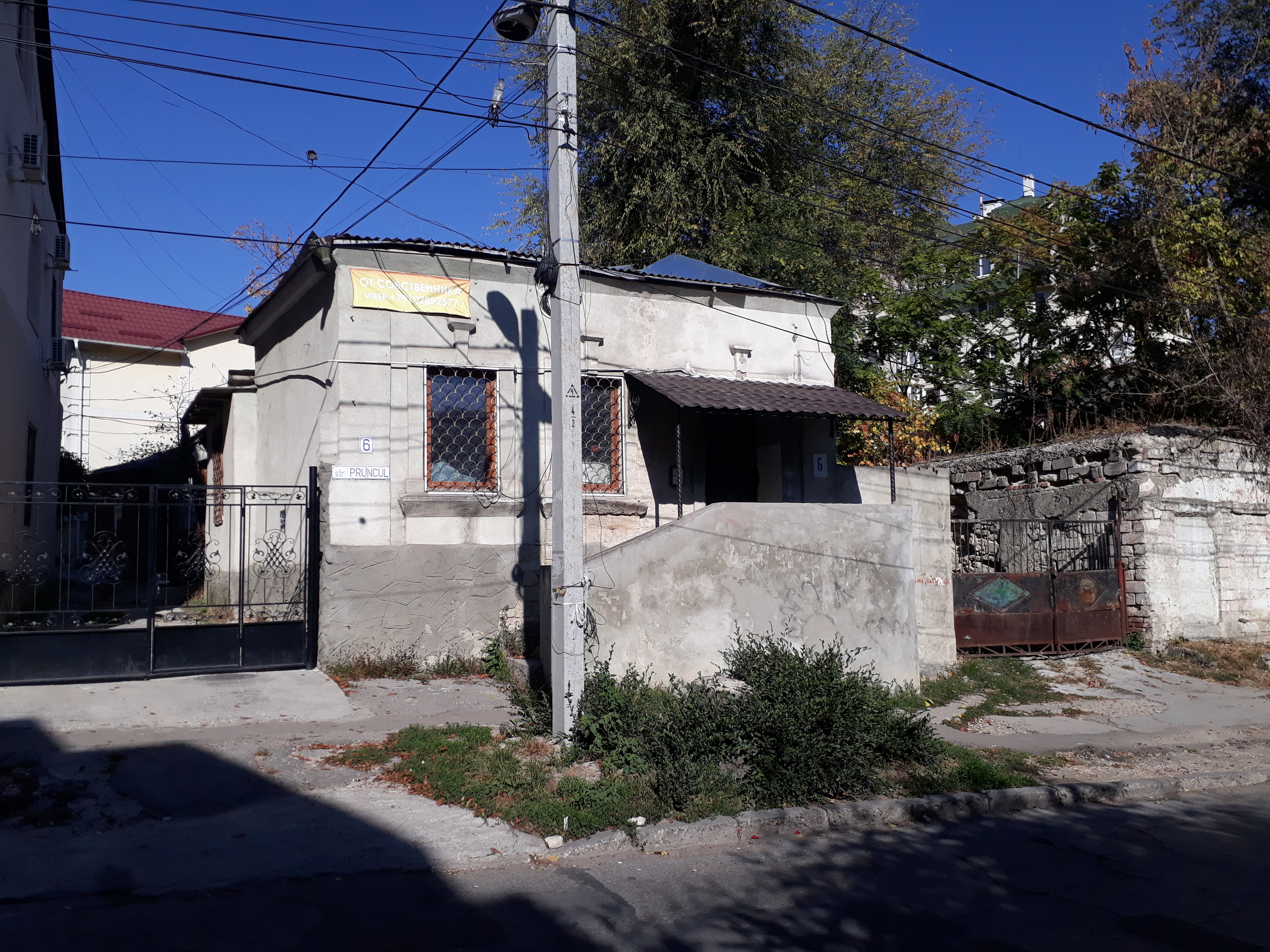
nr. 6
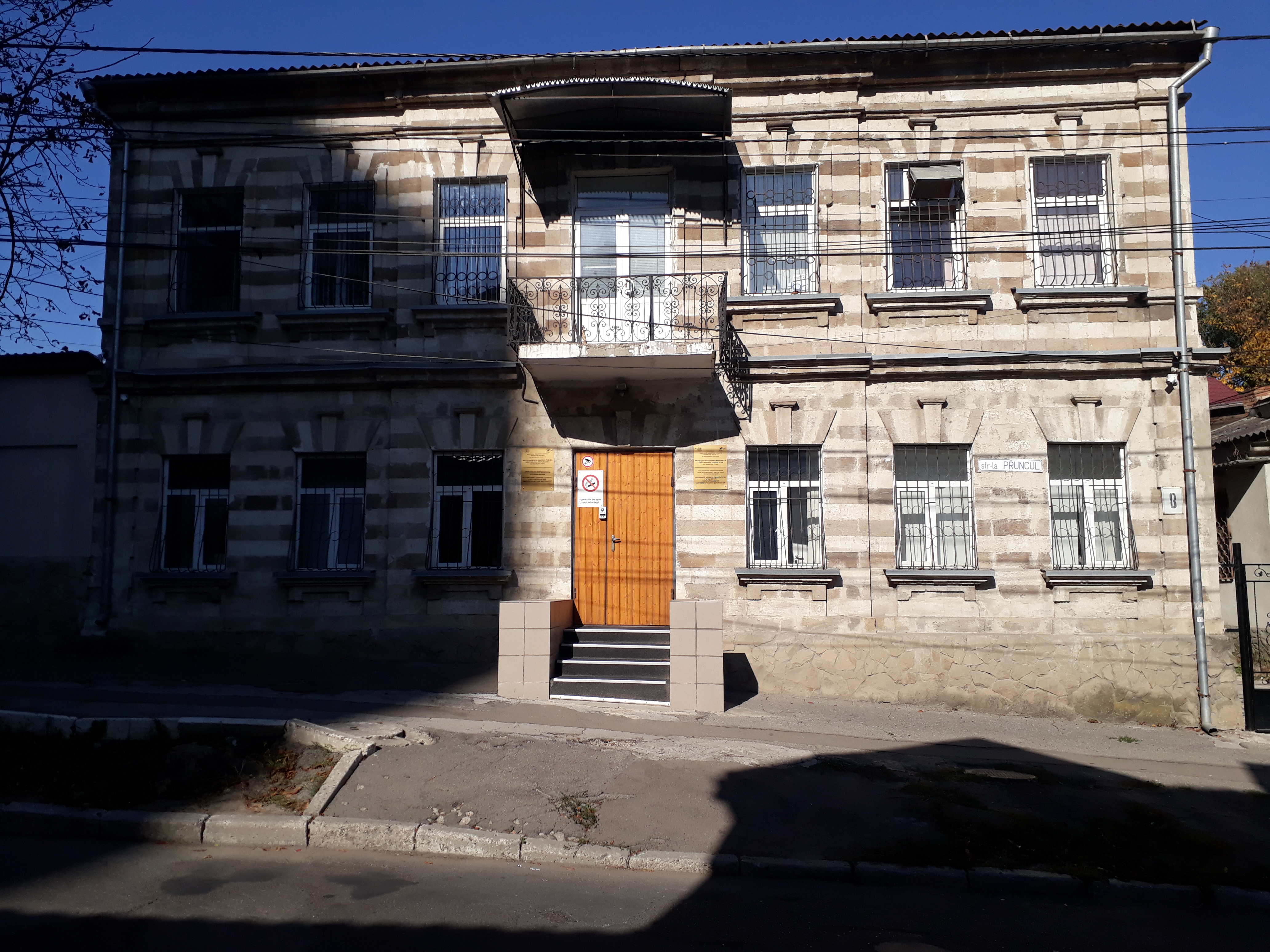
nr. 8
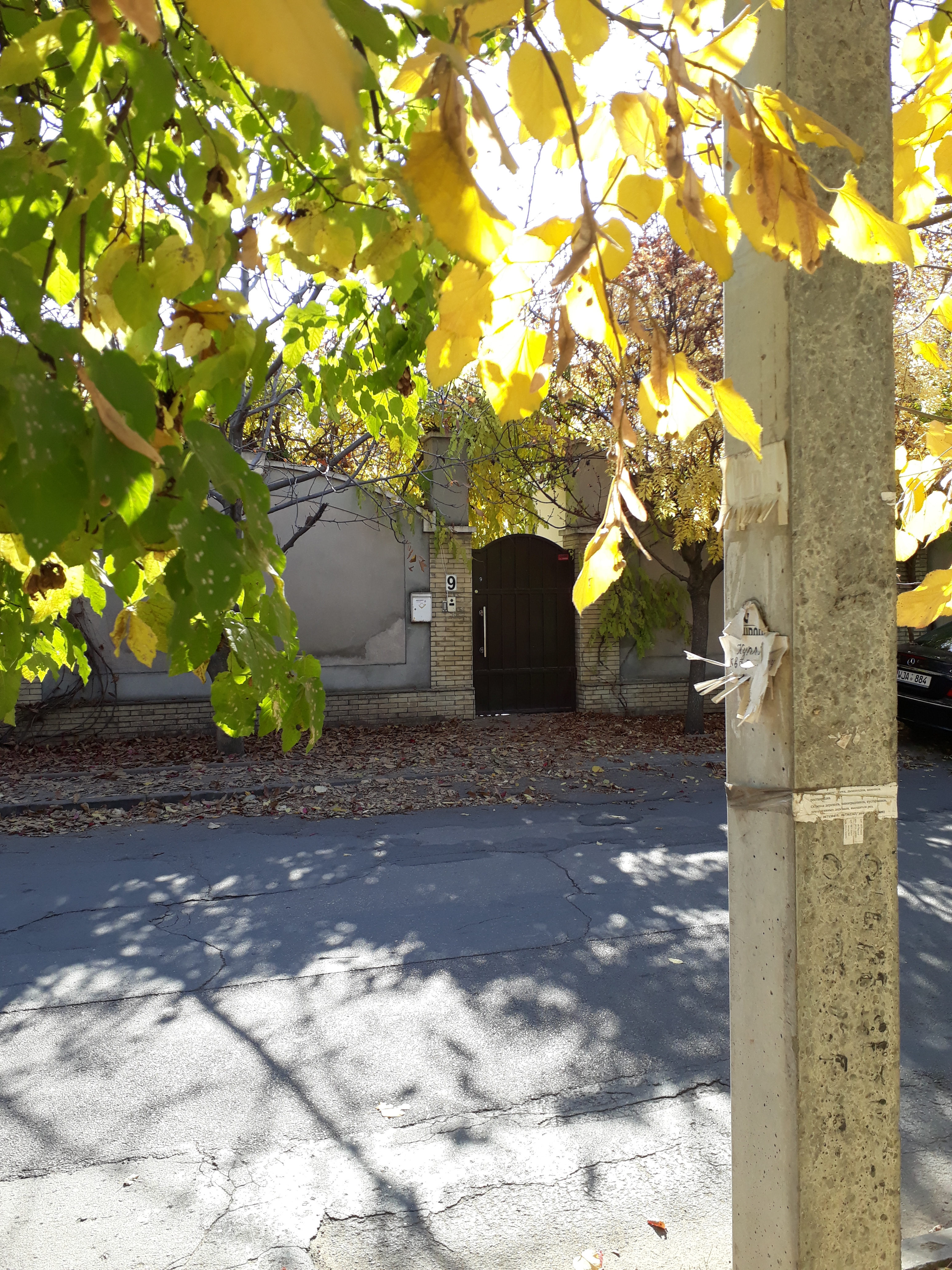
nr. 9 (poarta)
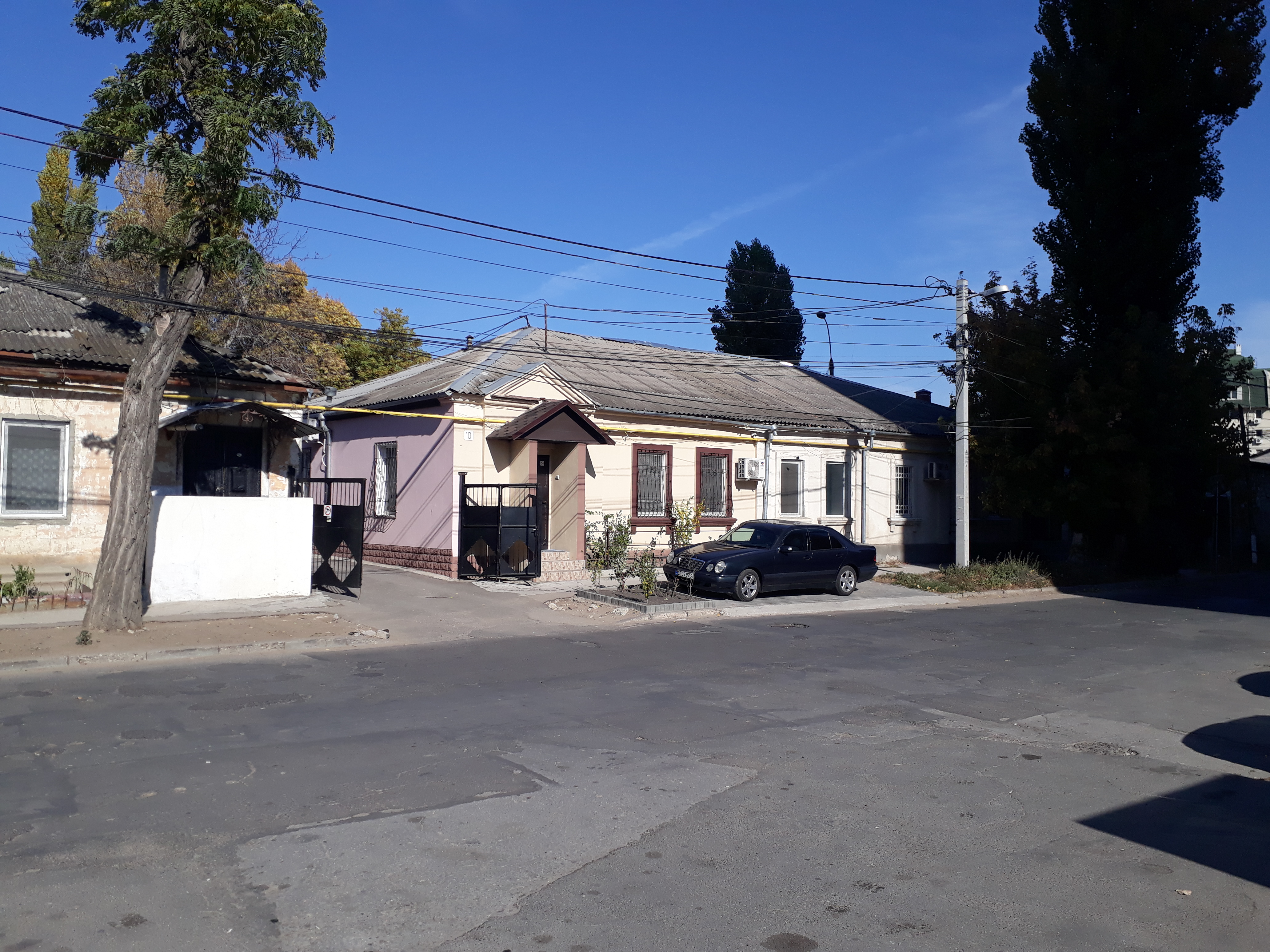
nr. 10
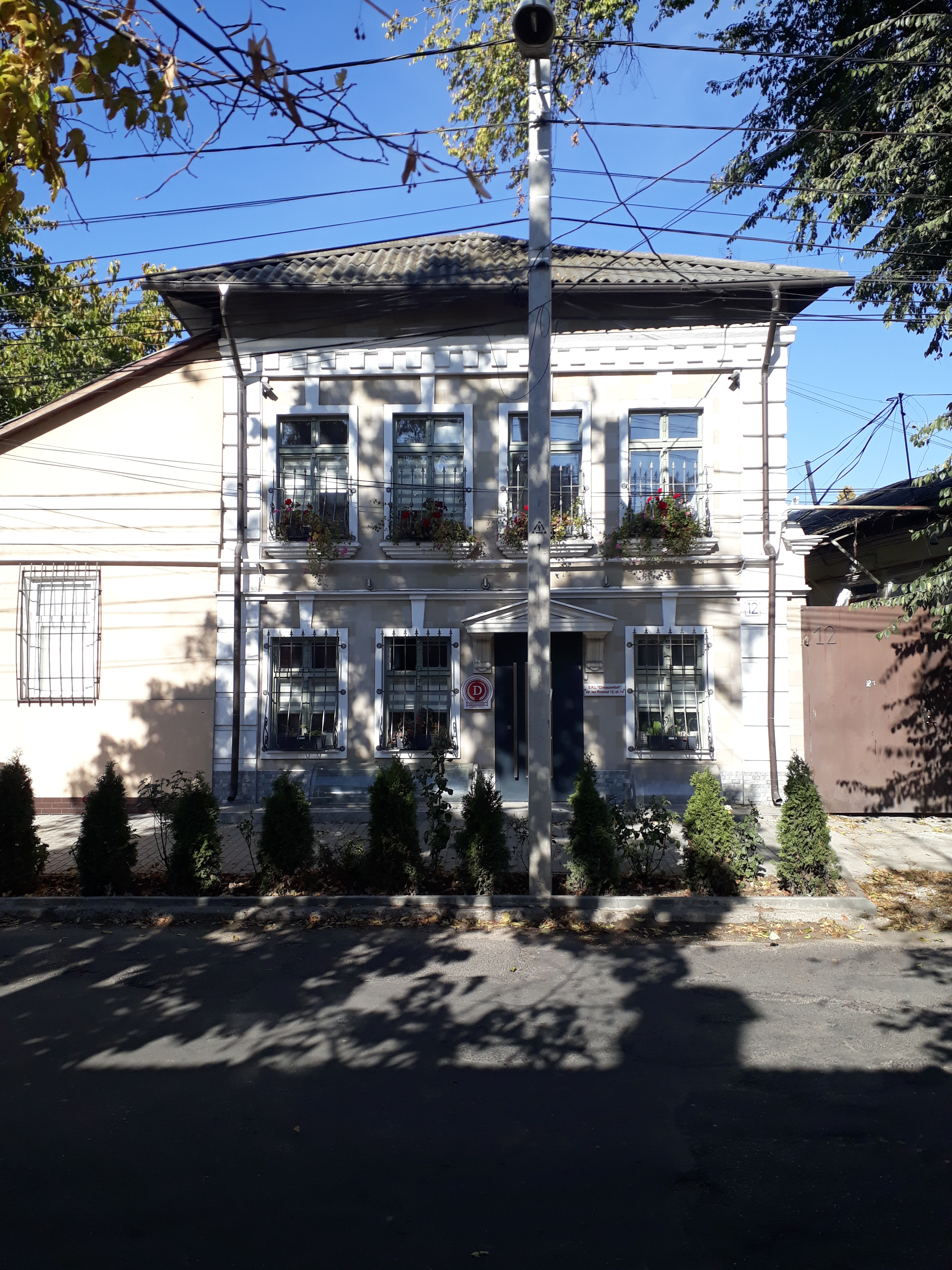
nr. 12
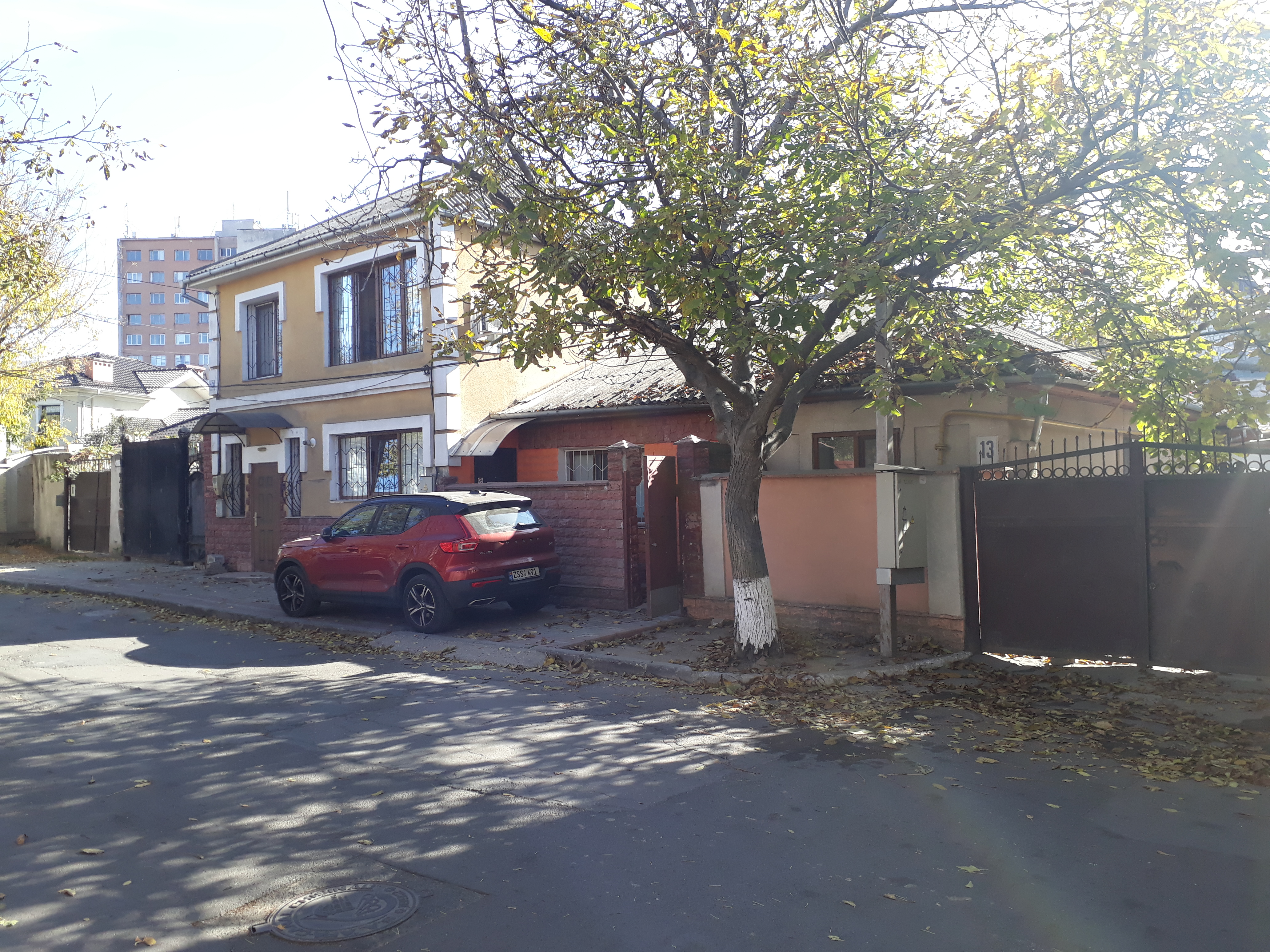
nr. 13
nr. 14 (?)
nr. 16 (?)
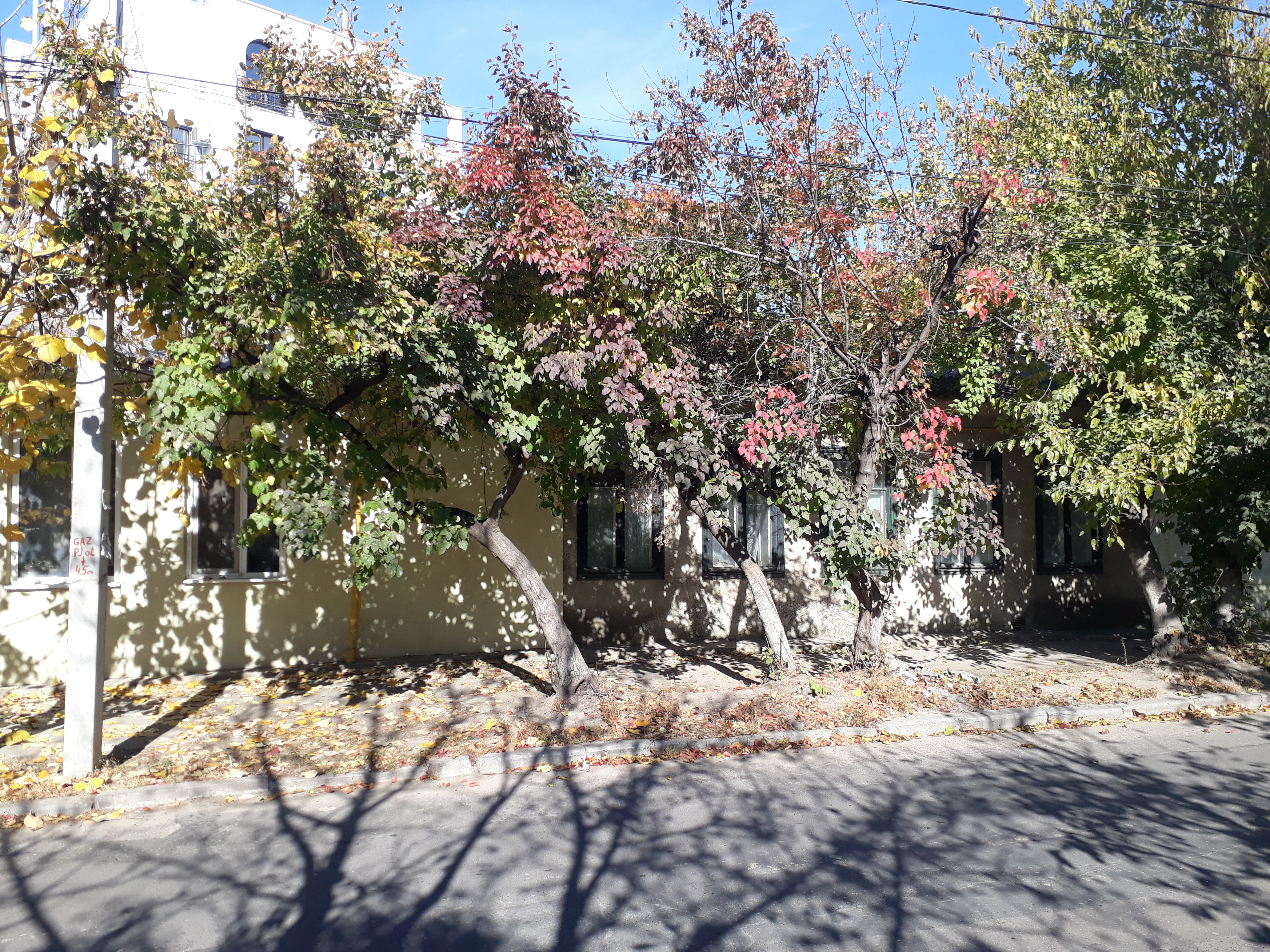
nr. 18
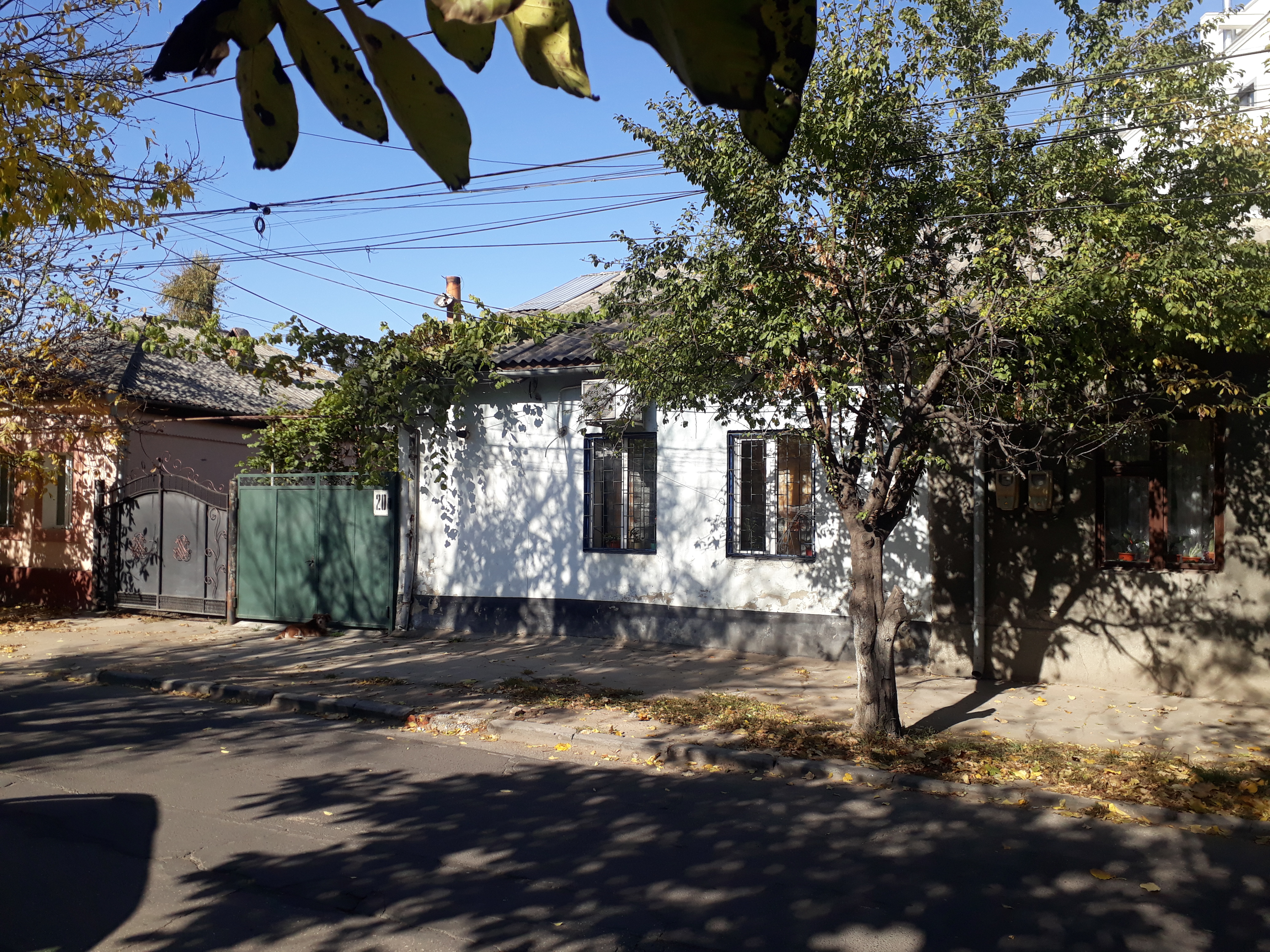
nr. 20
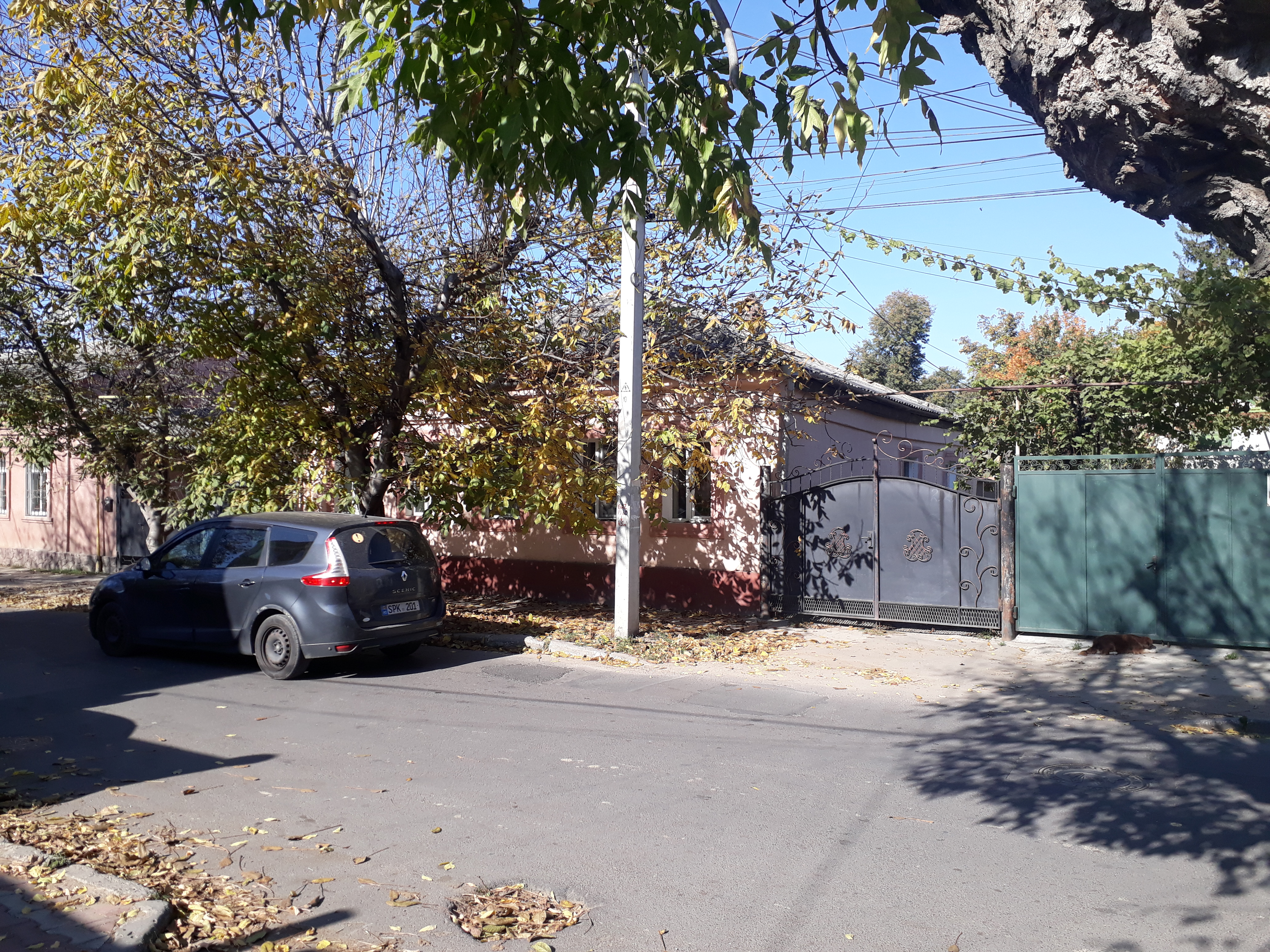
nr. 22
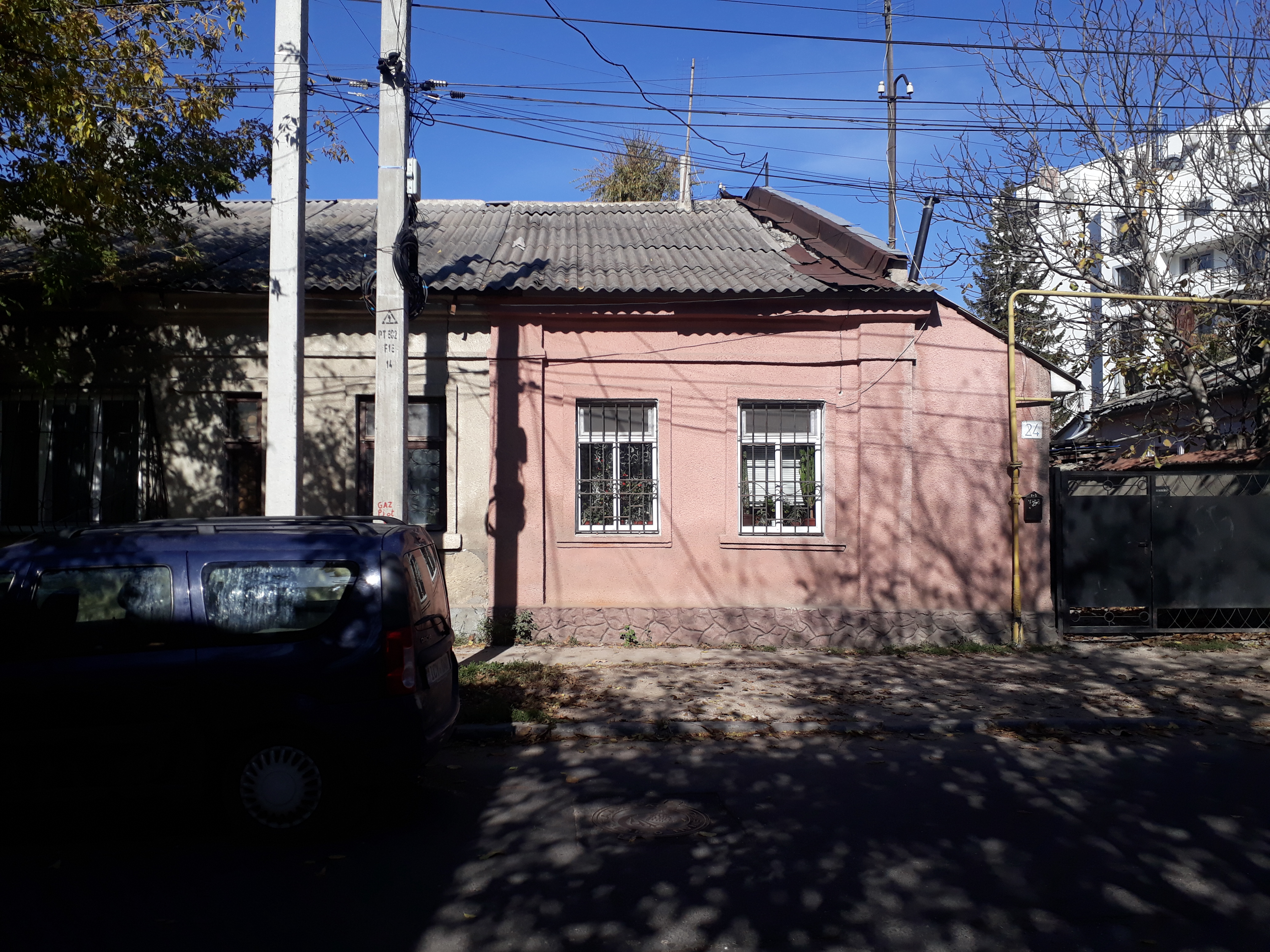
nr. 24

### Colina Pușkin

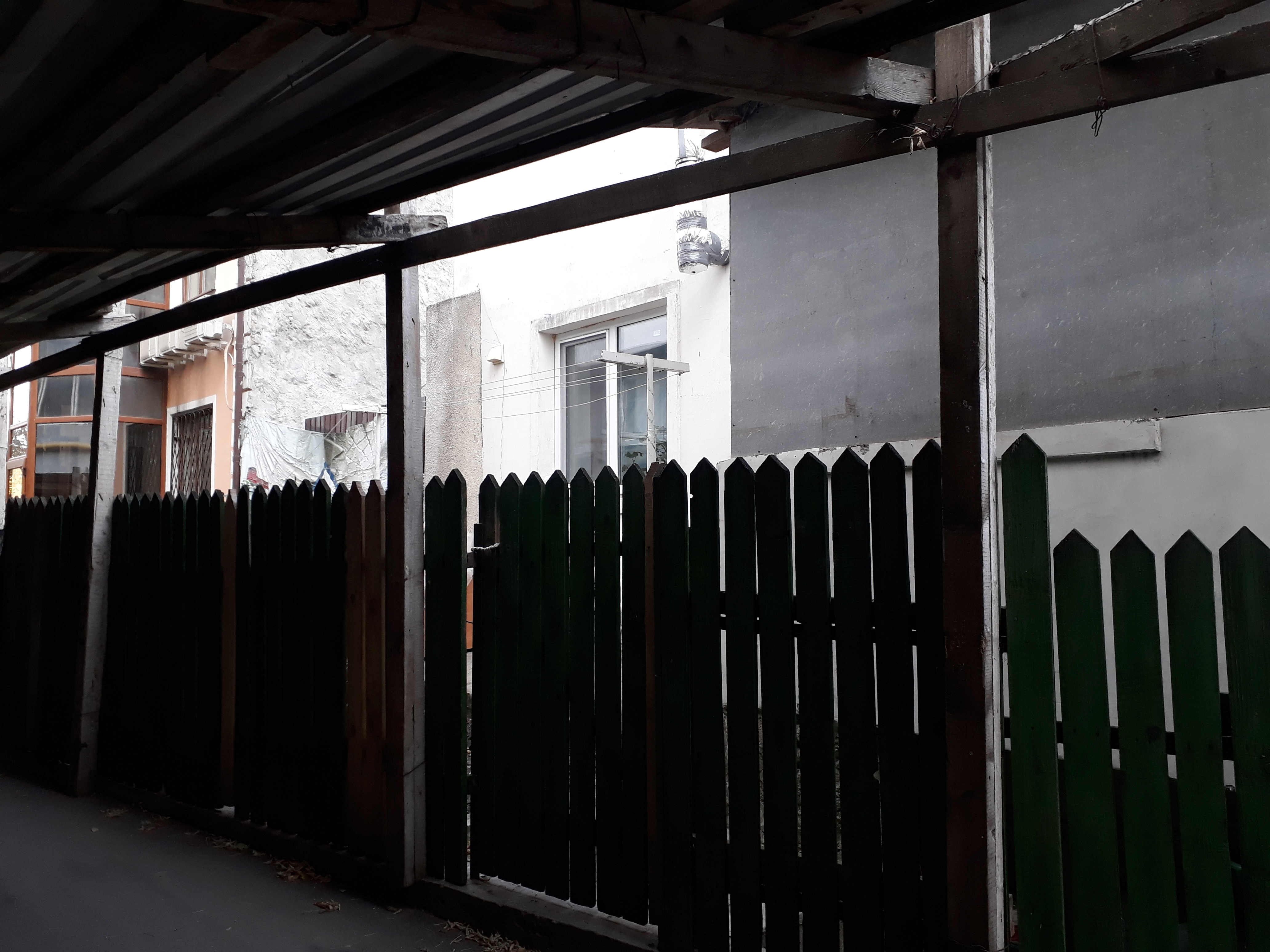
nr. 2 (inexistent; în imagine o clădire modernă)
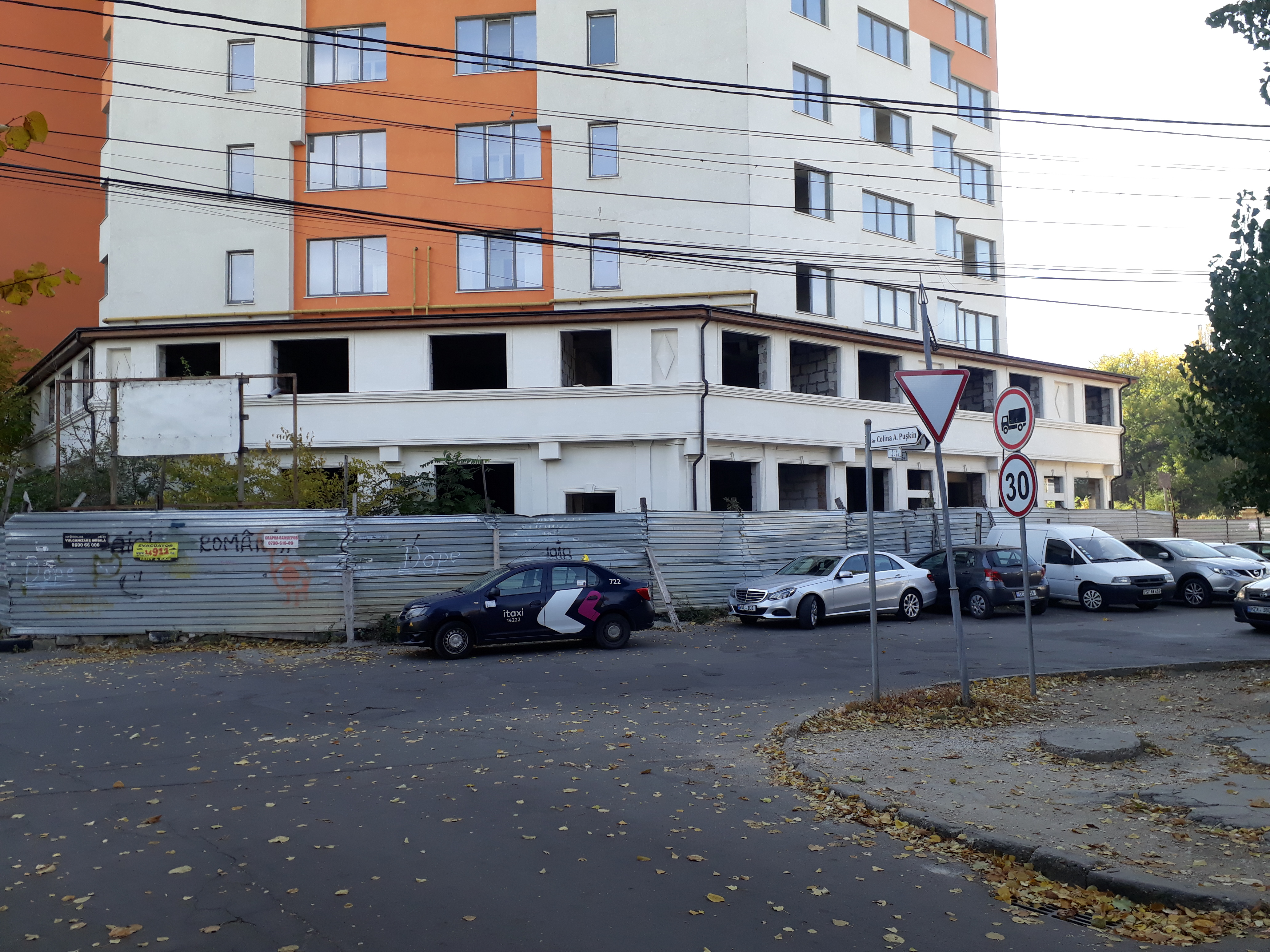
nr. 3 (inexistent; în imagine un complex locativ recent ridicat)
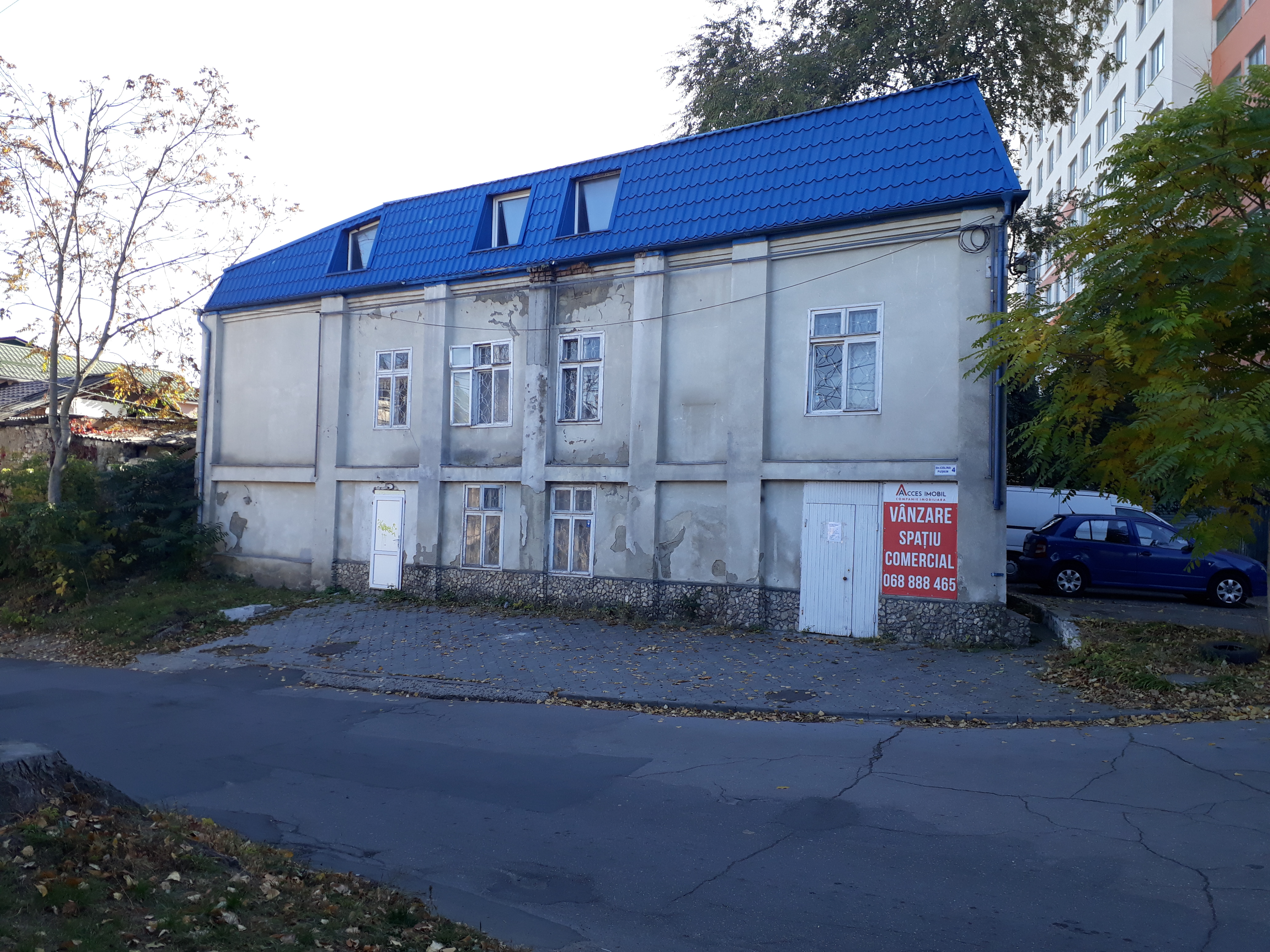
nr. 4 (dinspre str. Ion Pruncul)
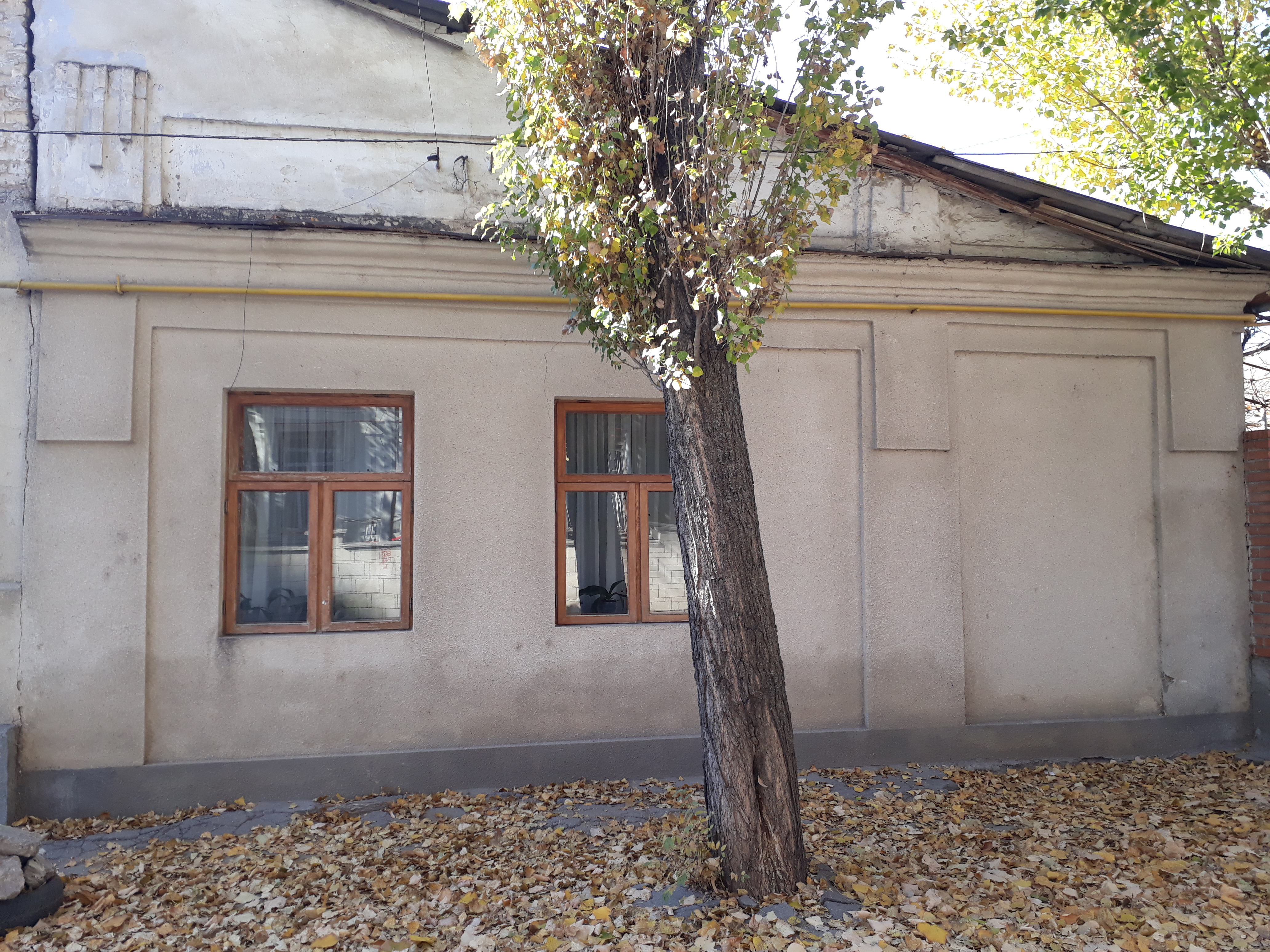
nr. 5
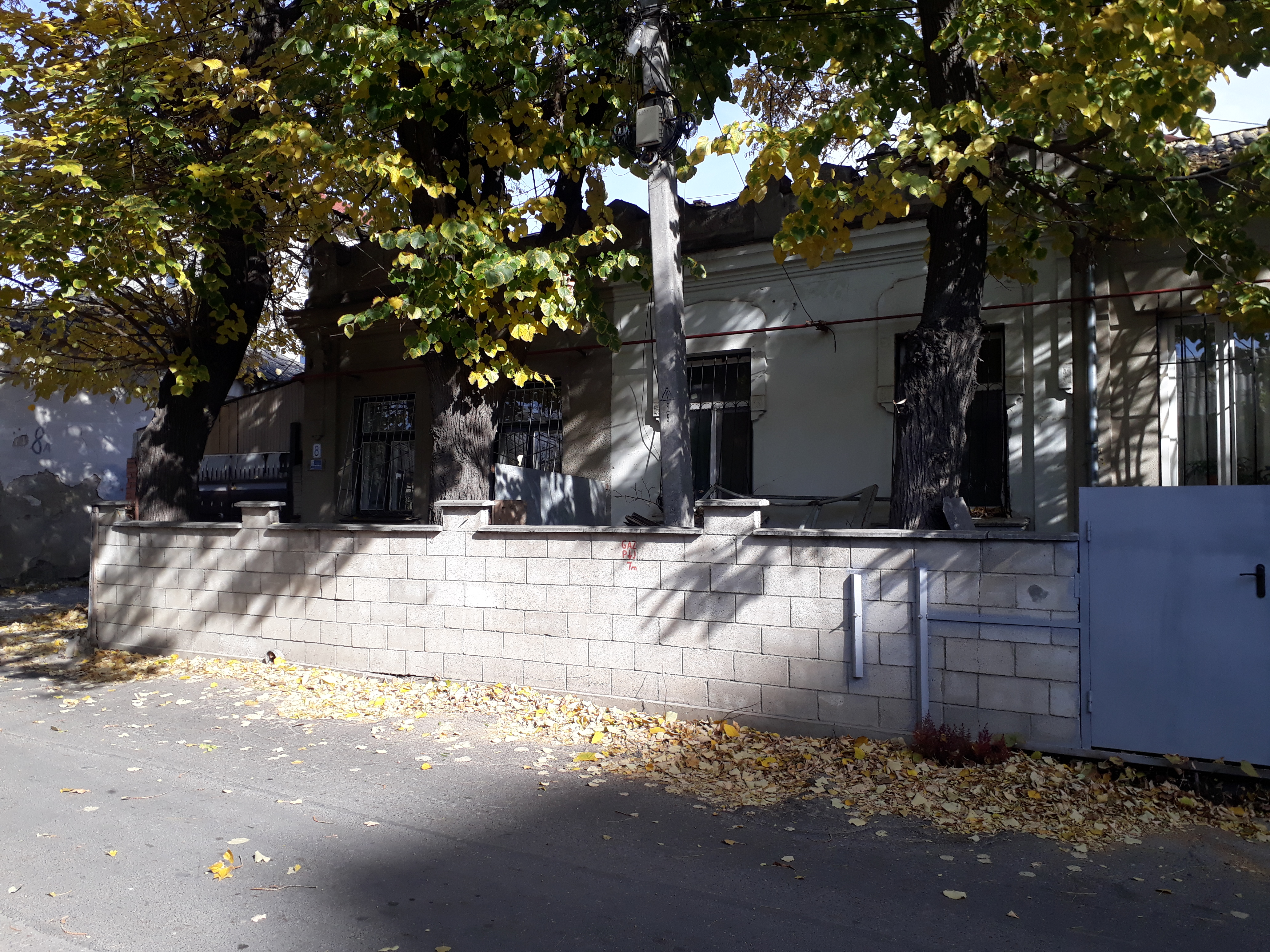
nr. 8
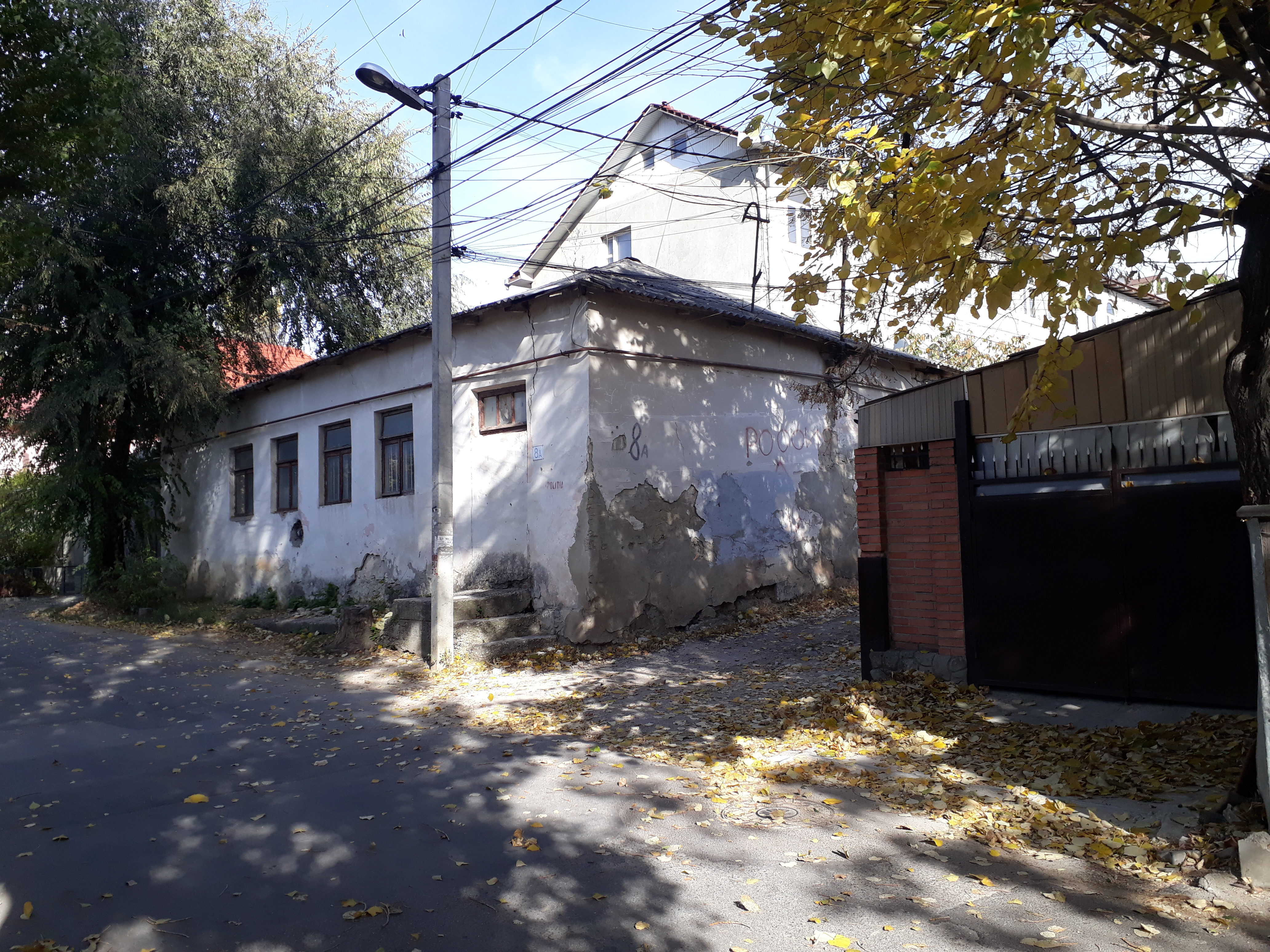
nr. 8A
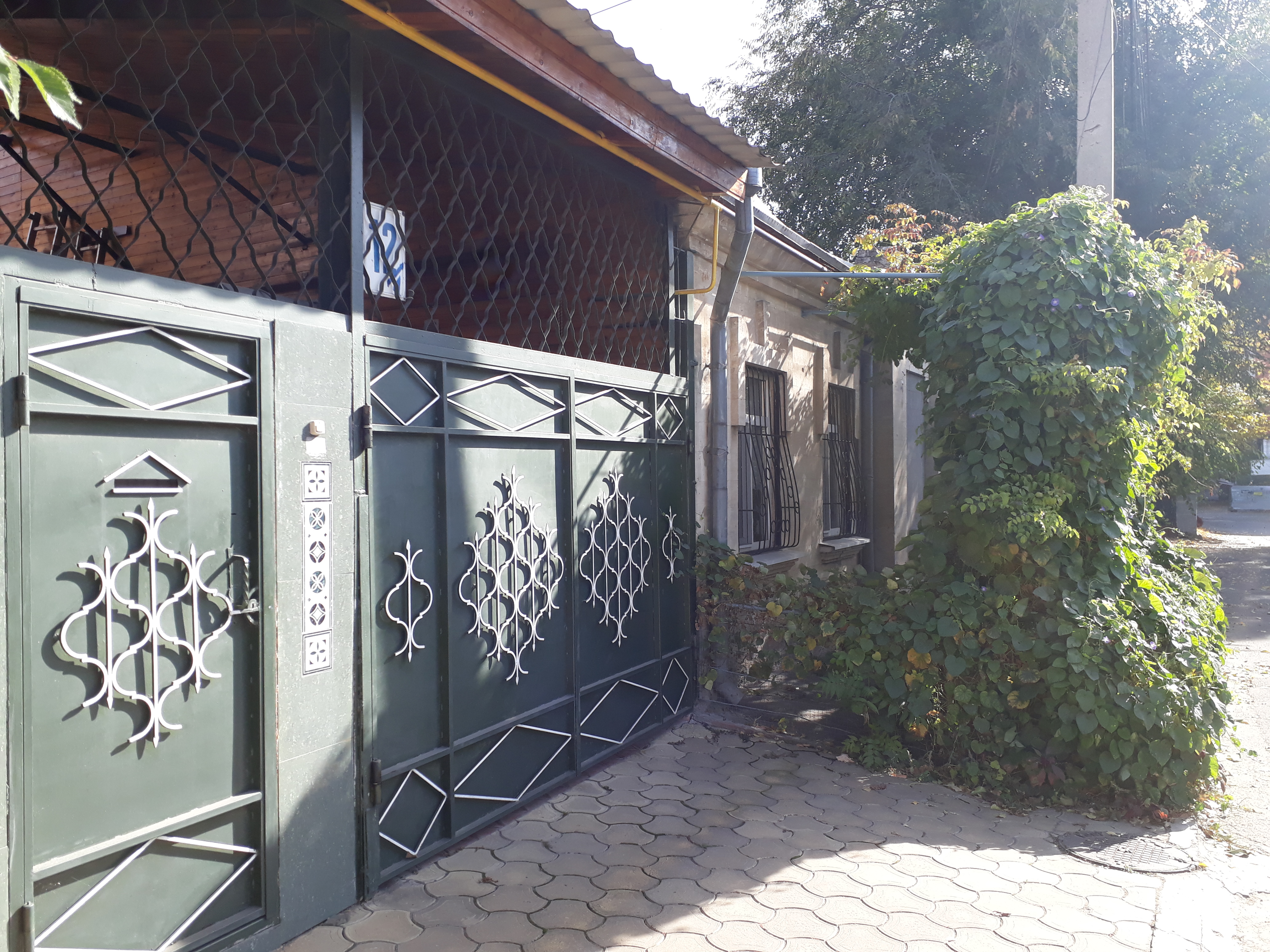
nr. 10
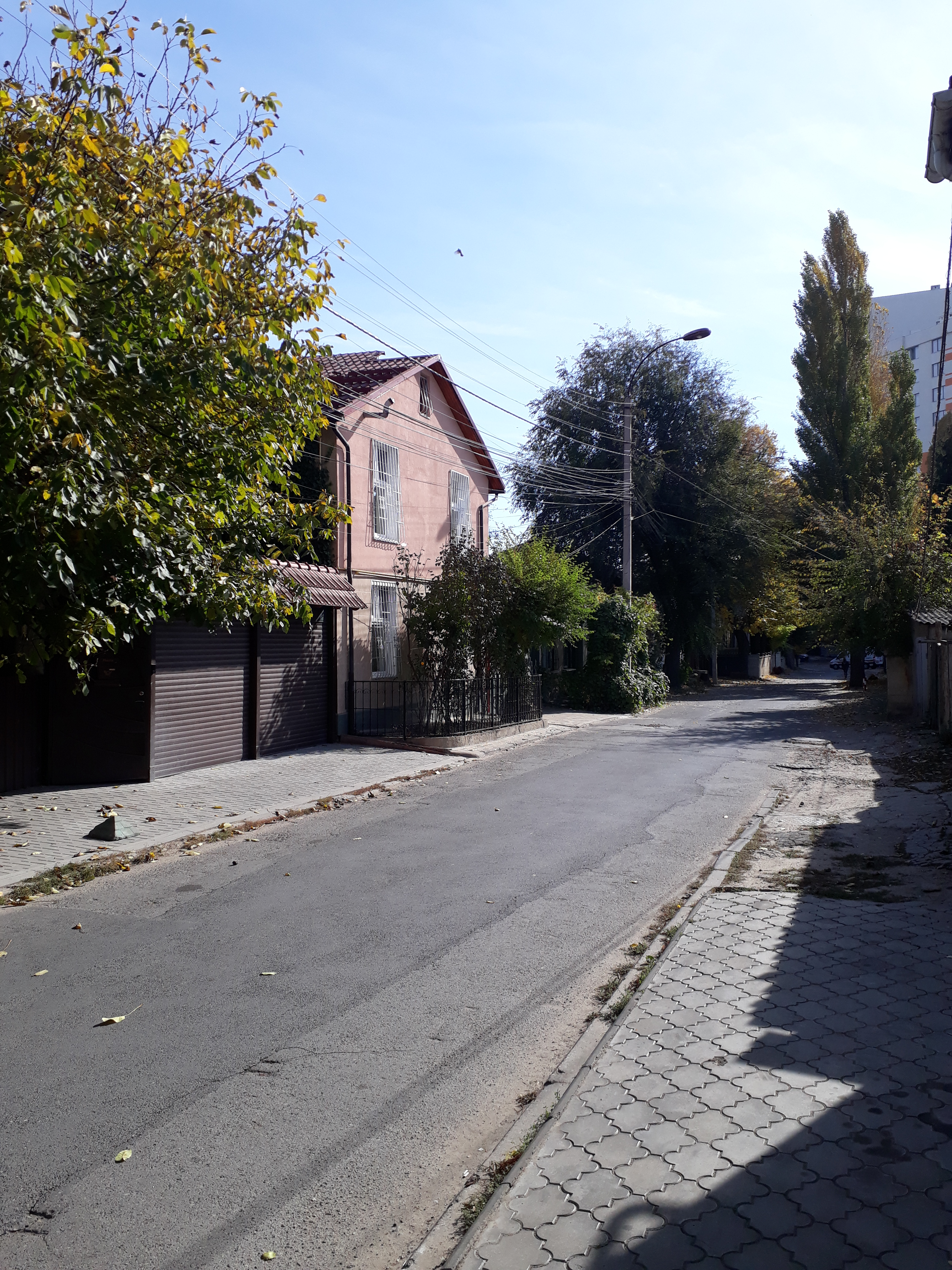
nr. 12
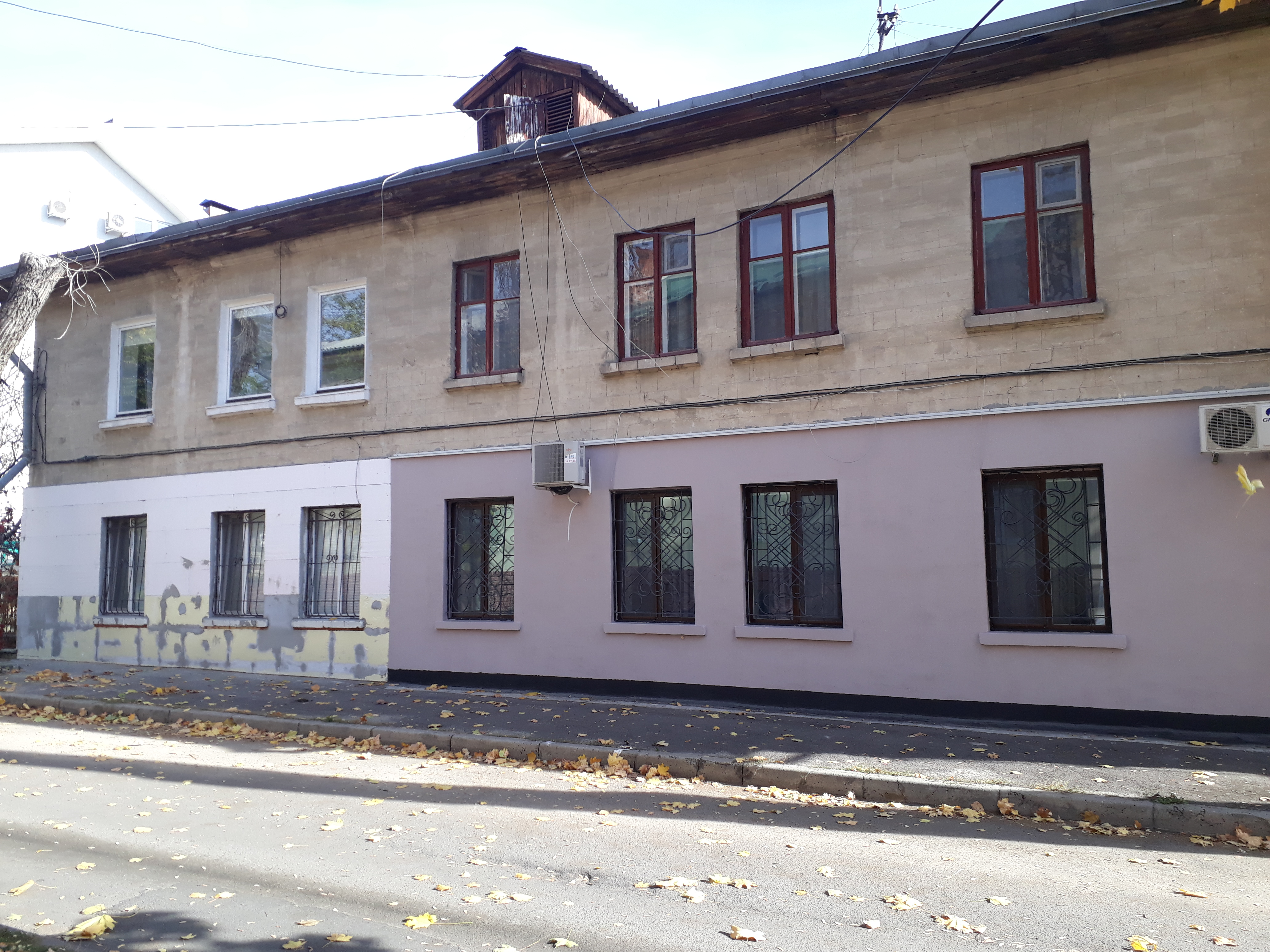
nr. 16
nr. 36 (?)

### Strada Petru Rareș

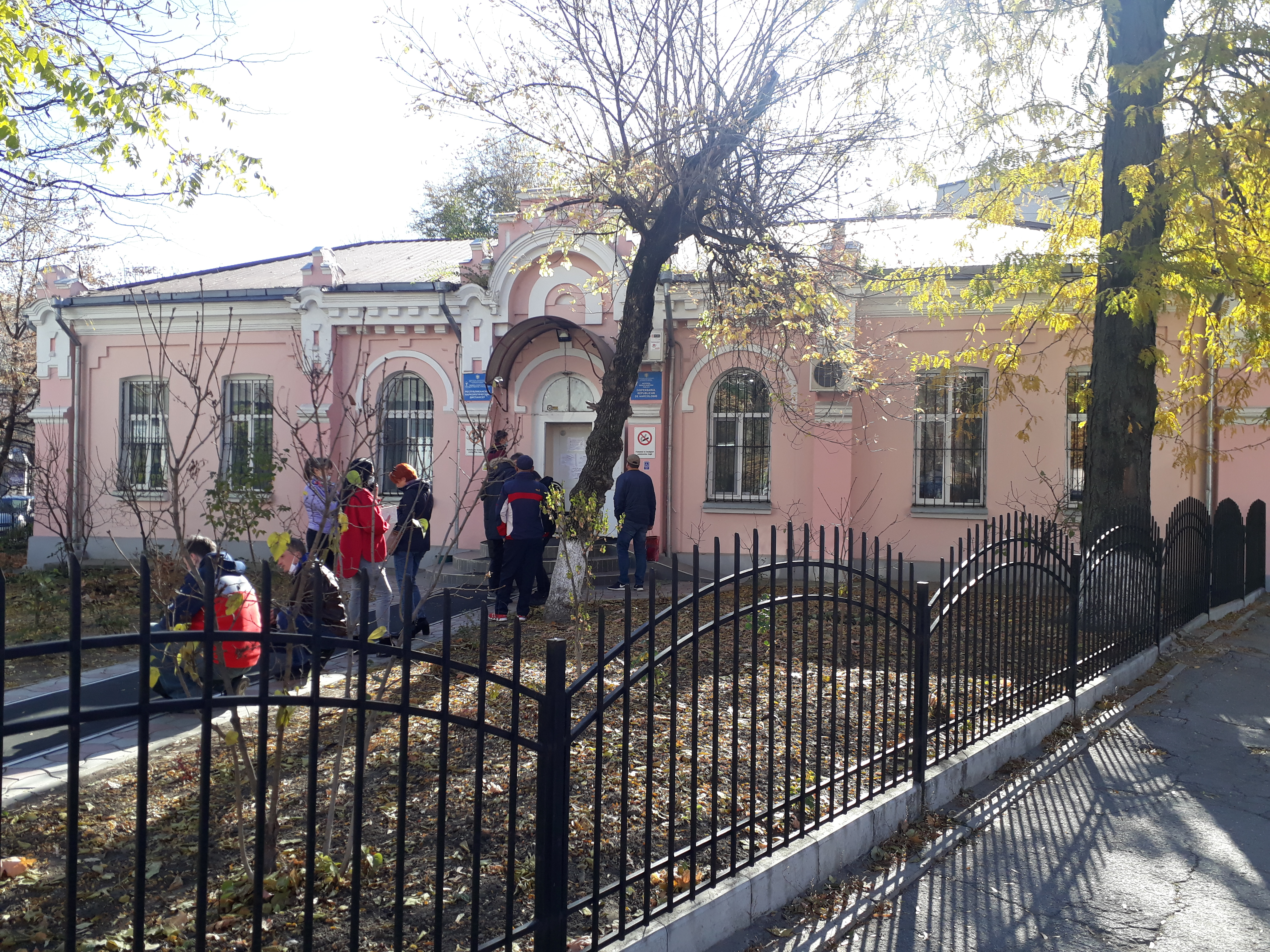
nr. 32
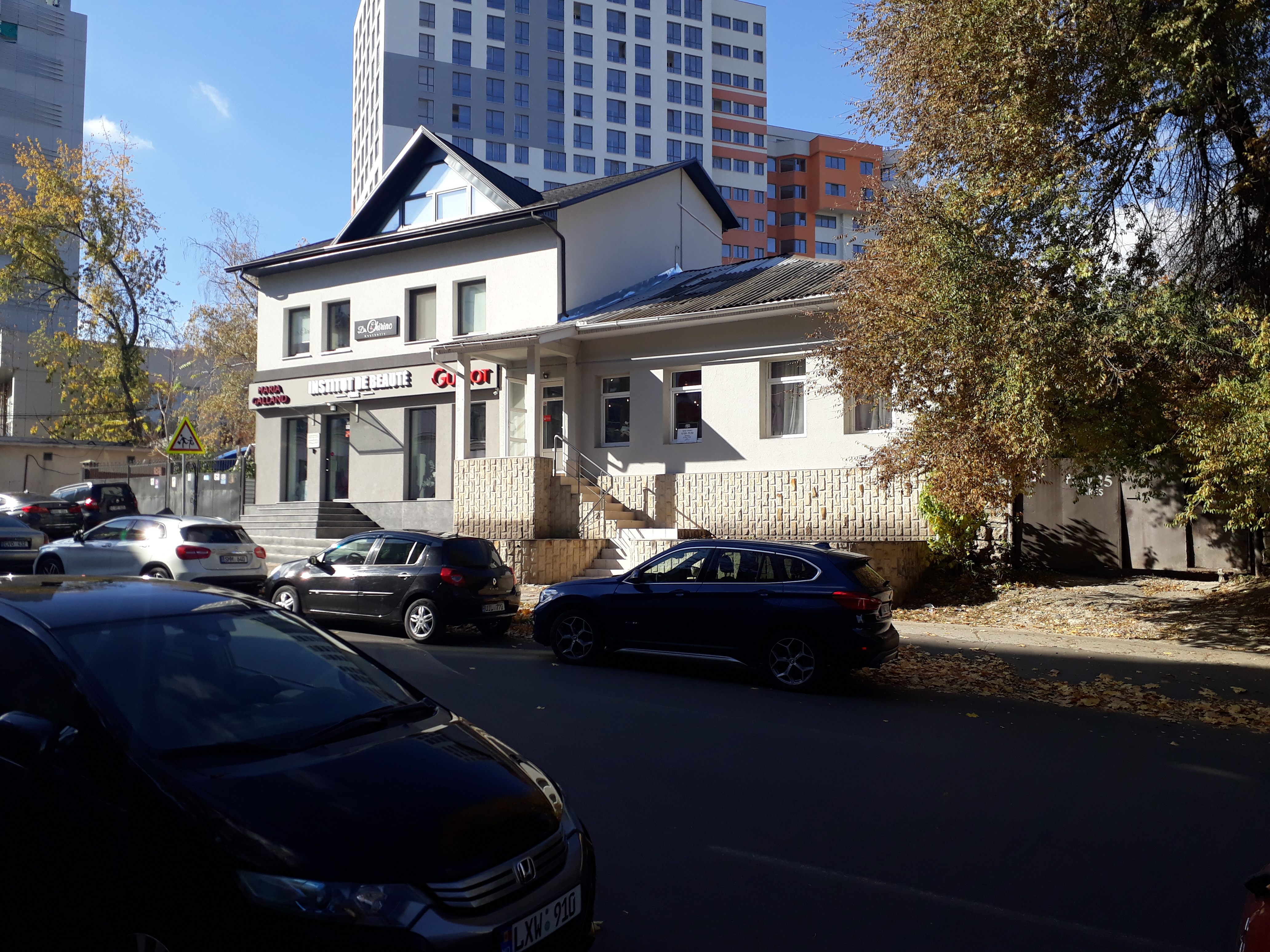
nr. 33
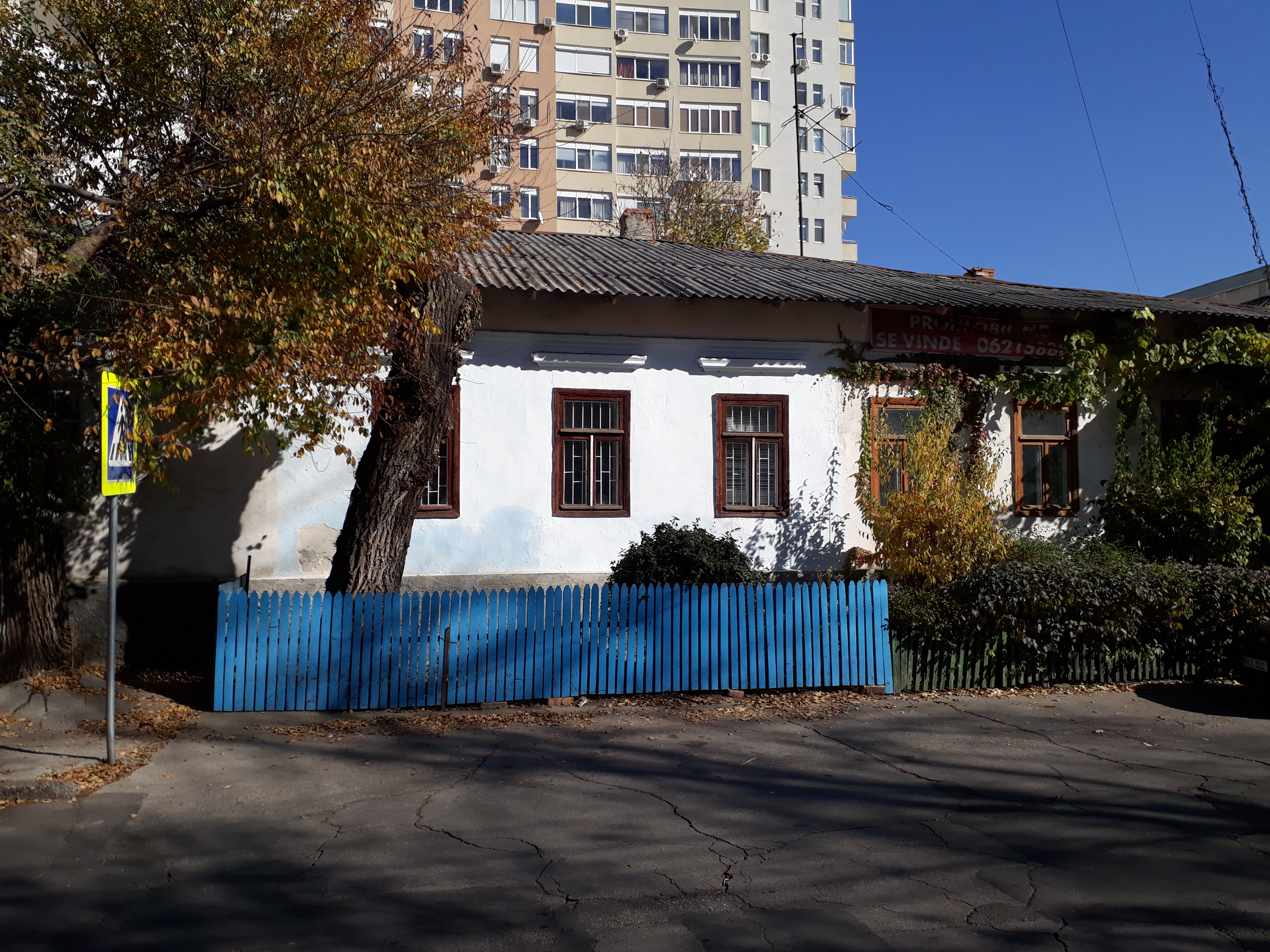
nr. 34
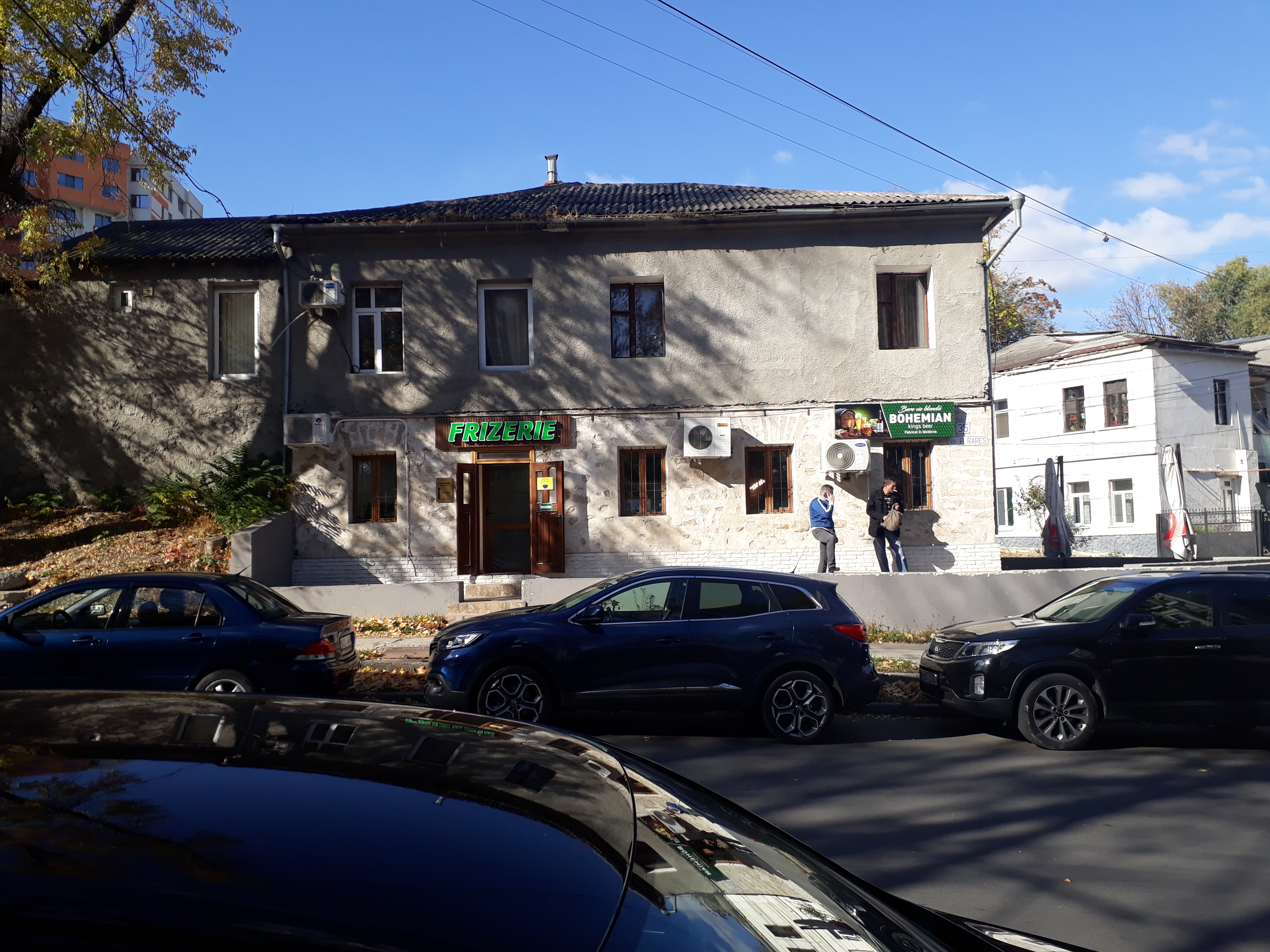
nr. 35
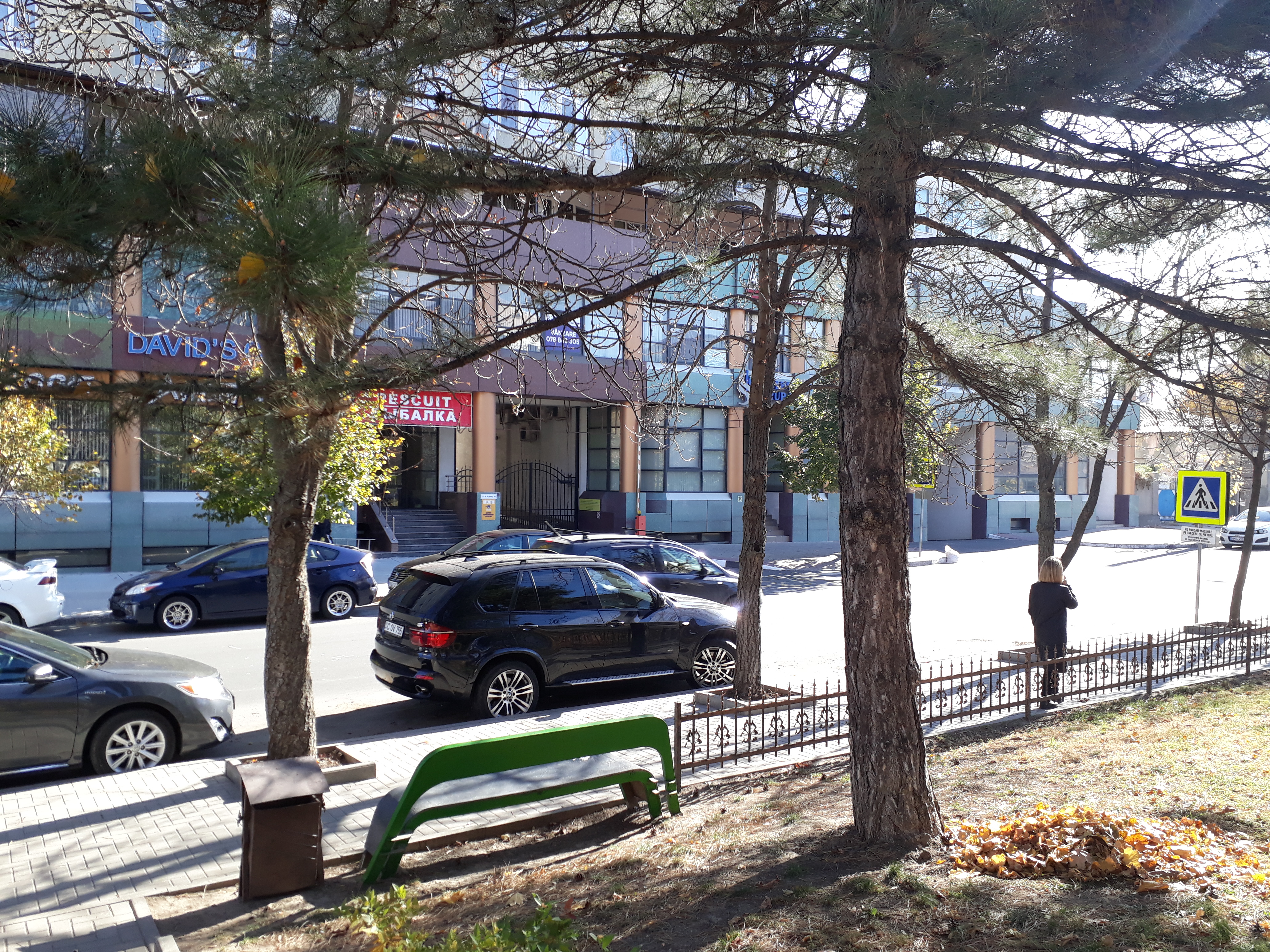
nr. 36 (demolatl[28] în imagine o clădire nouă)
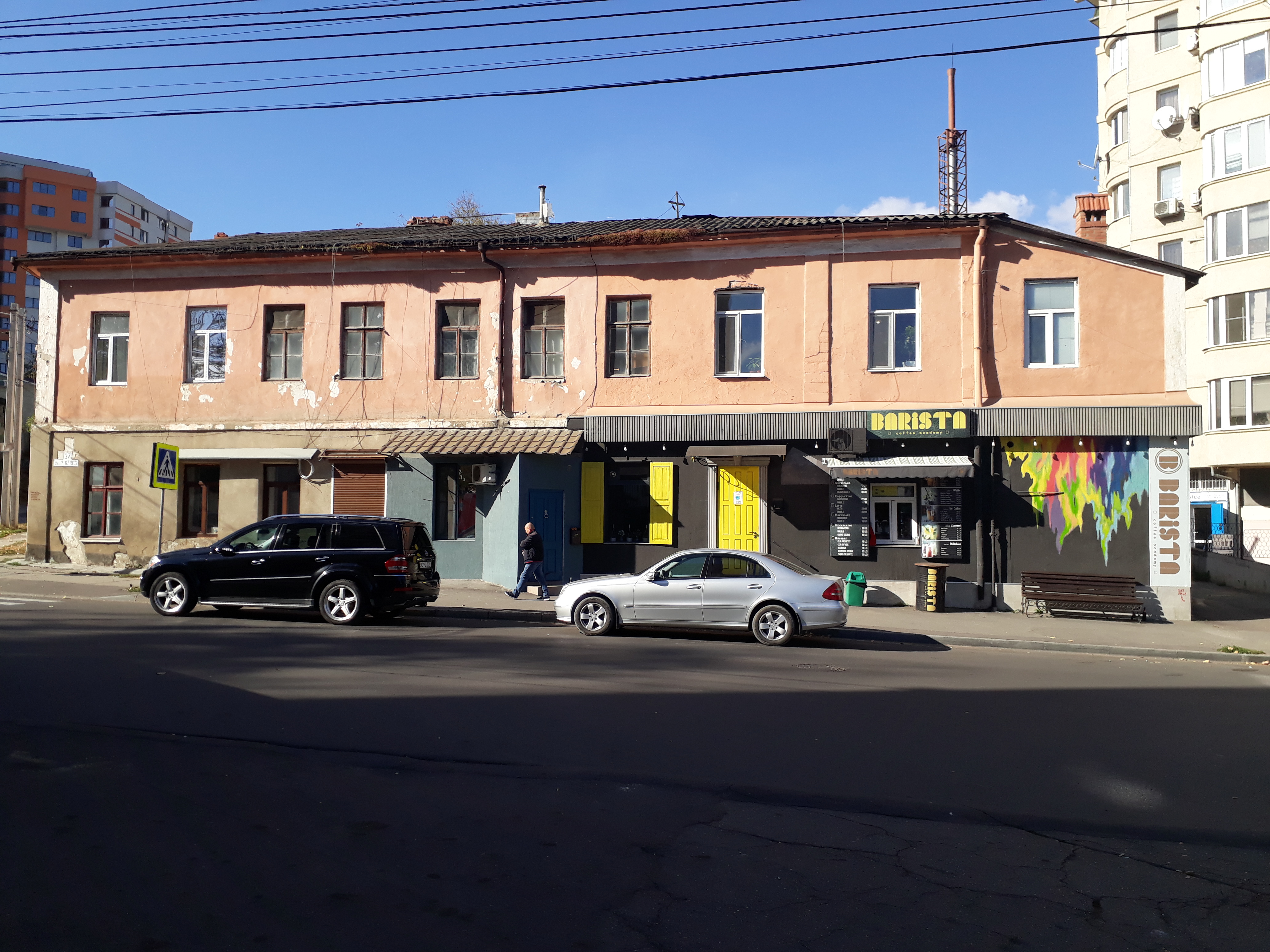
nr. 37
nr. 49[30] (?)
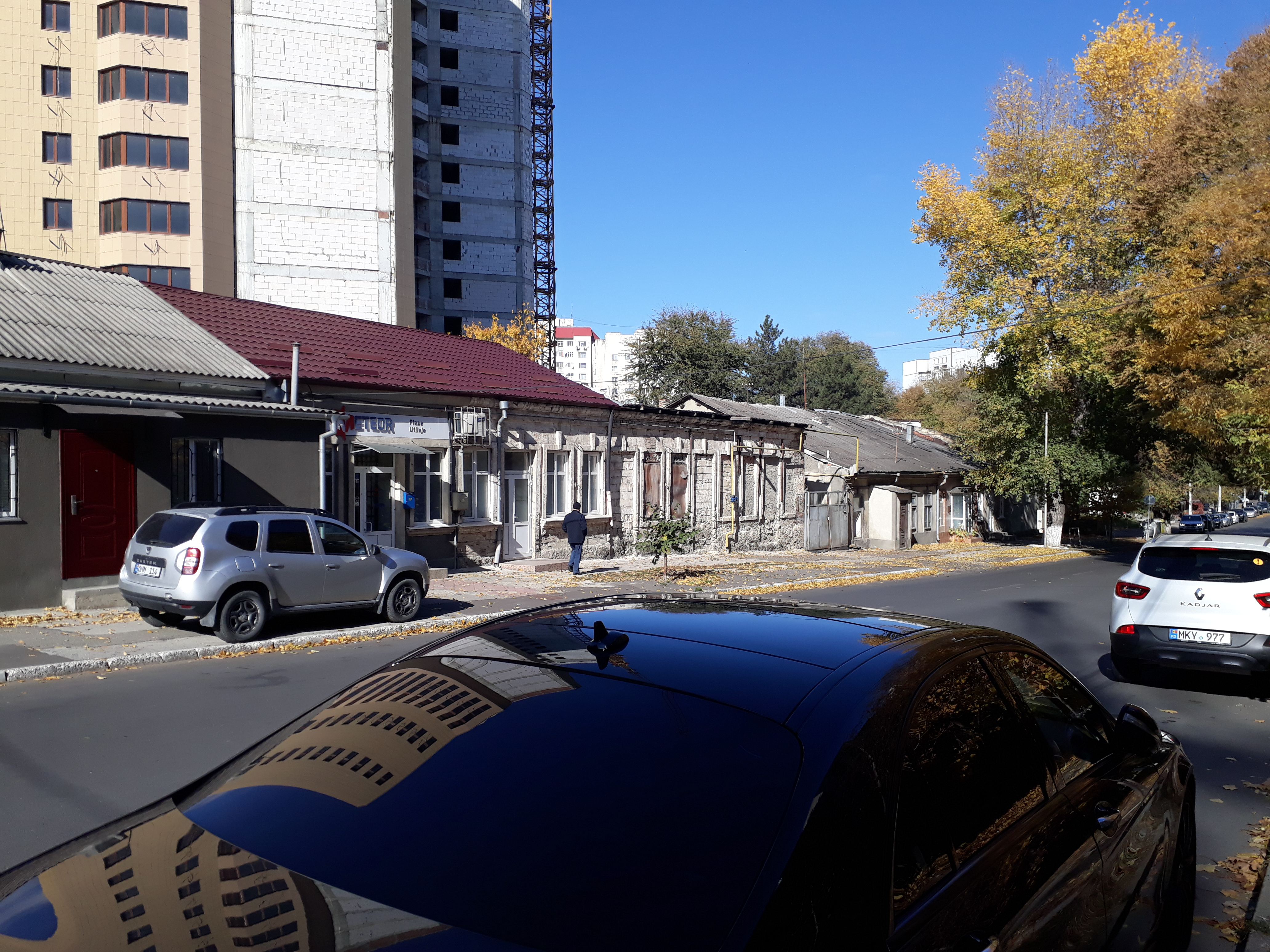
nr. 53 (stânga)
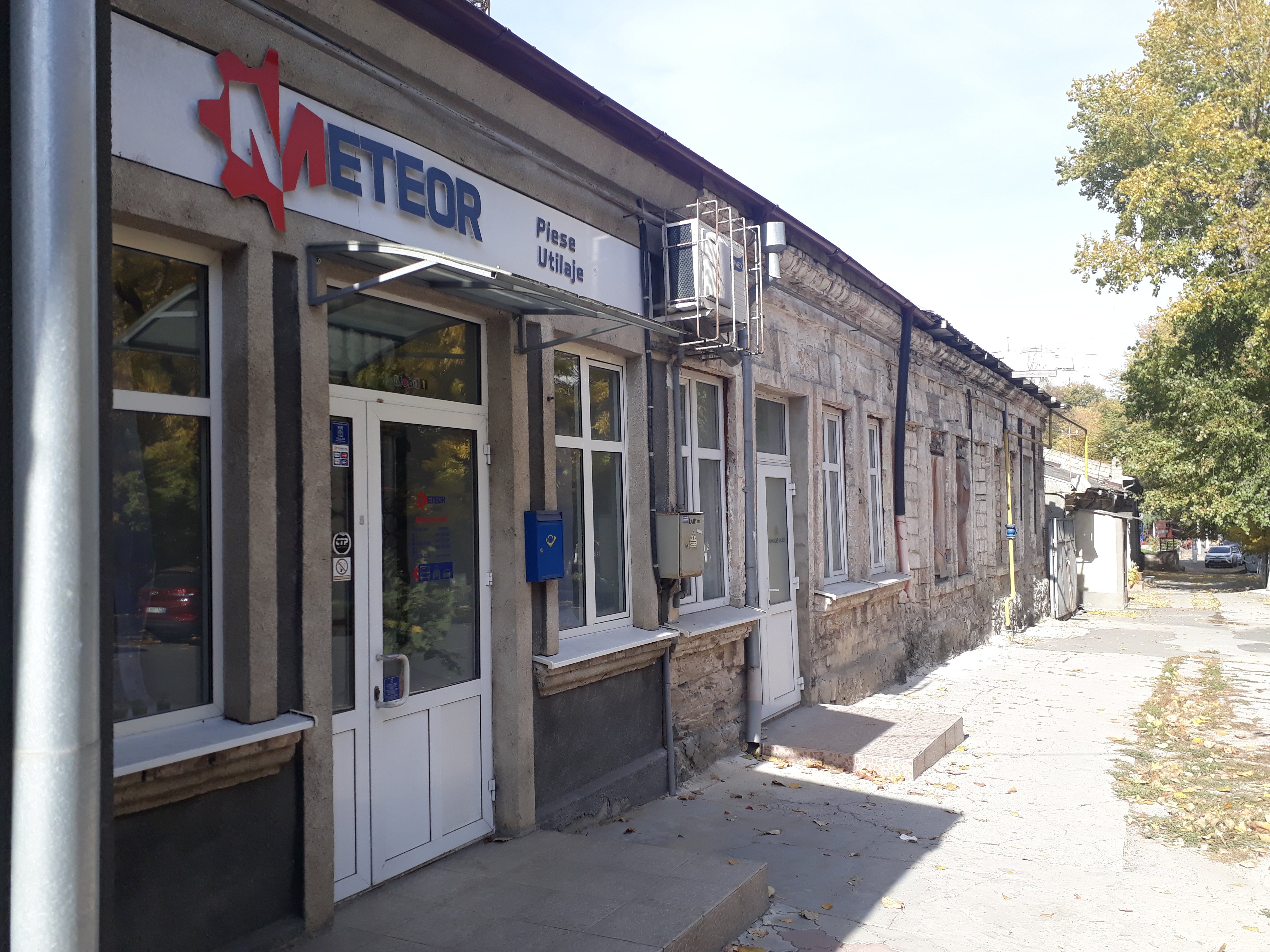
nr. 55

### Strada Grigore Ureche

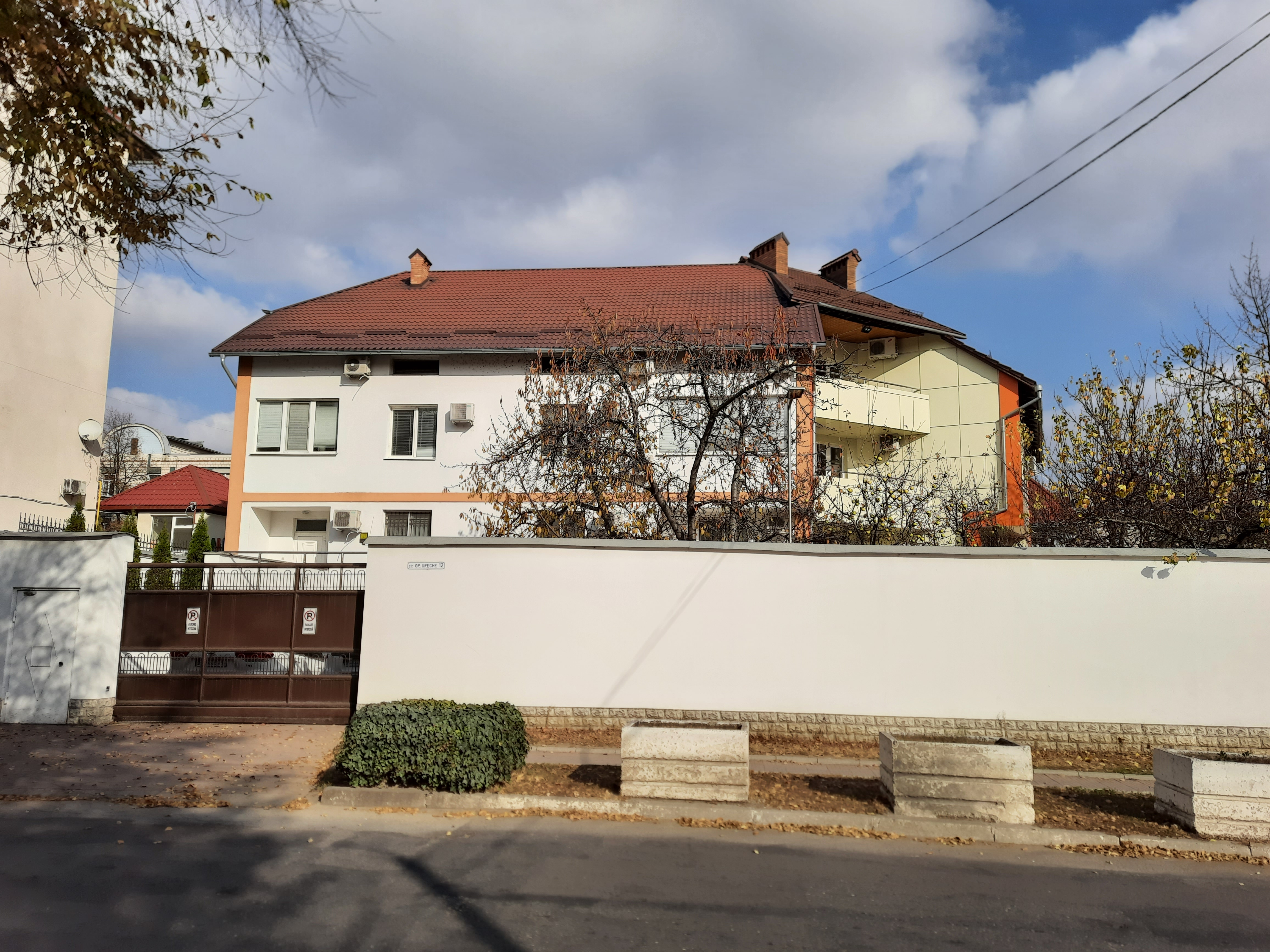
nr. 12
nr. 21 (?)
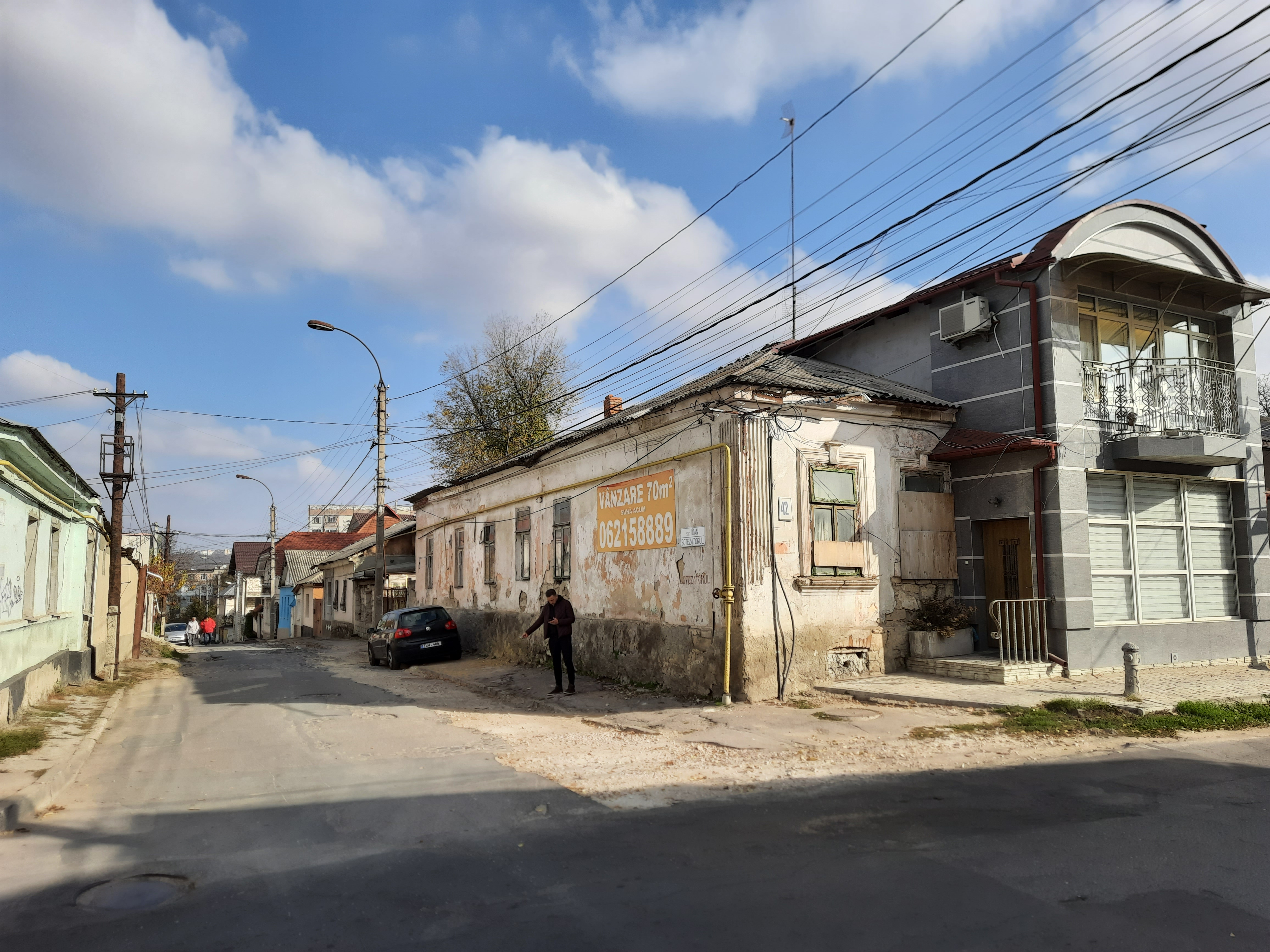
nr. 42
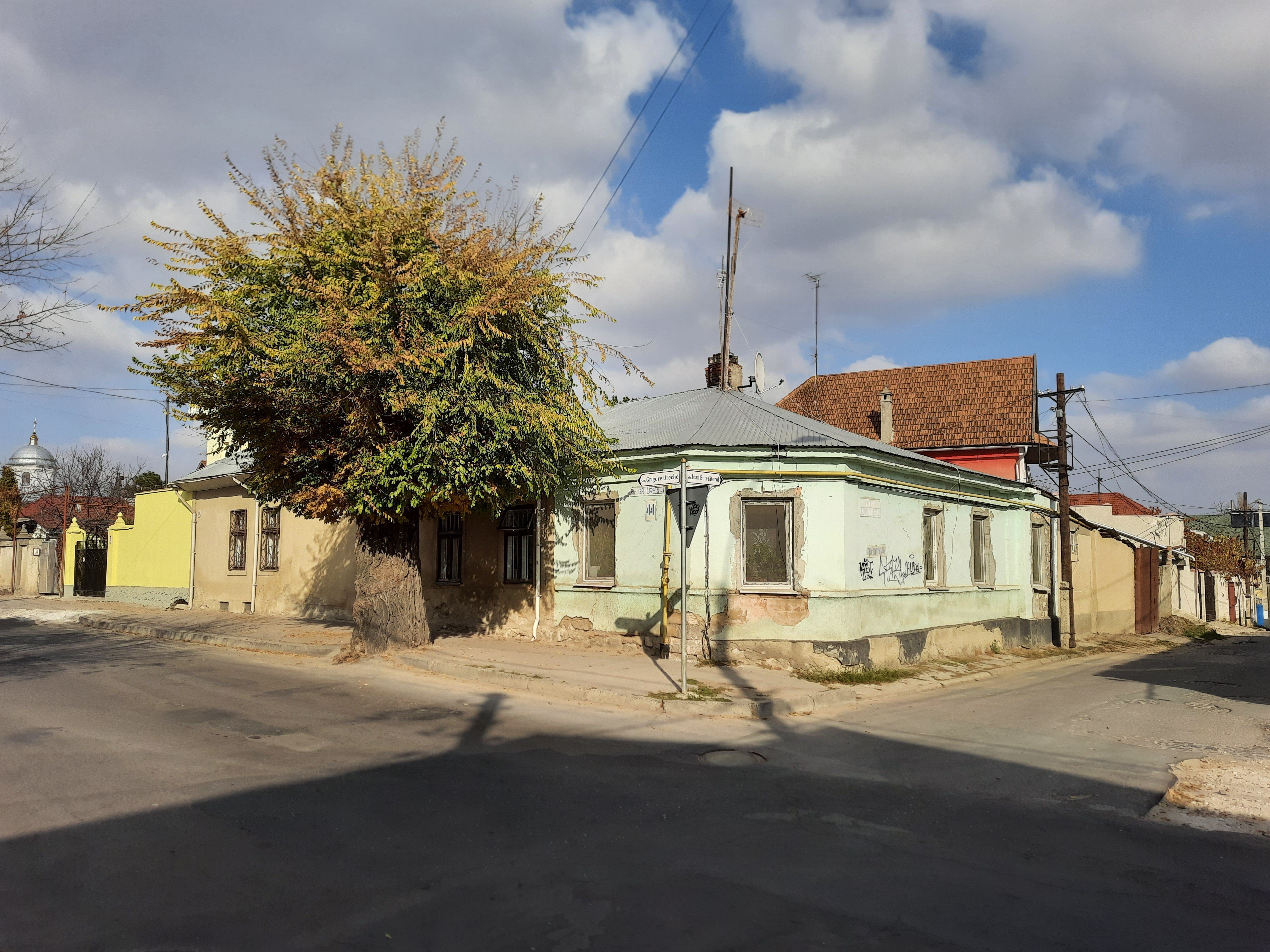
nr. 44
nr. 46 (?)
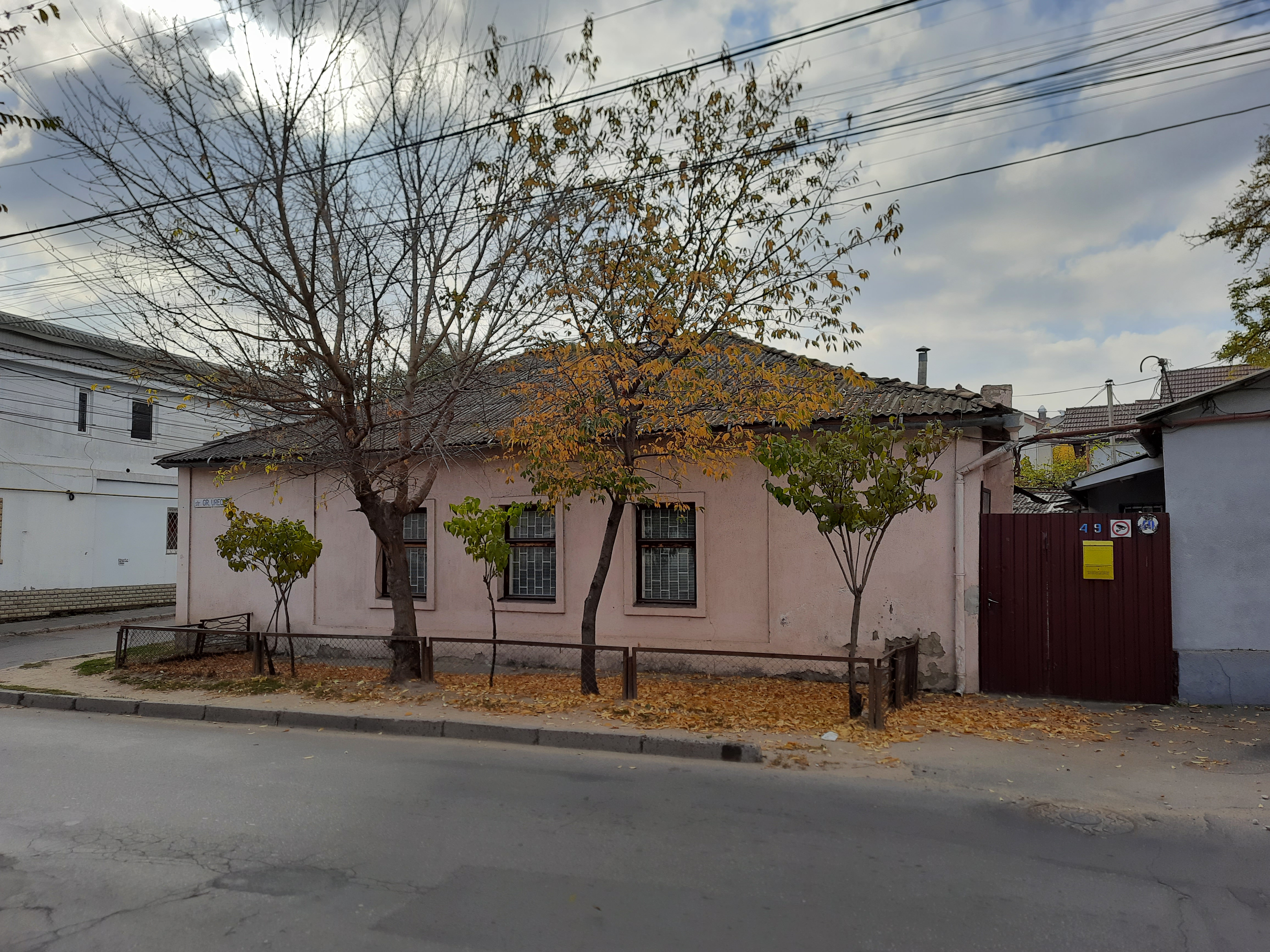
nr. 49
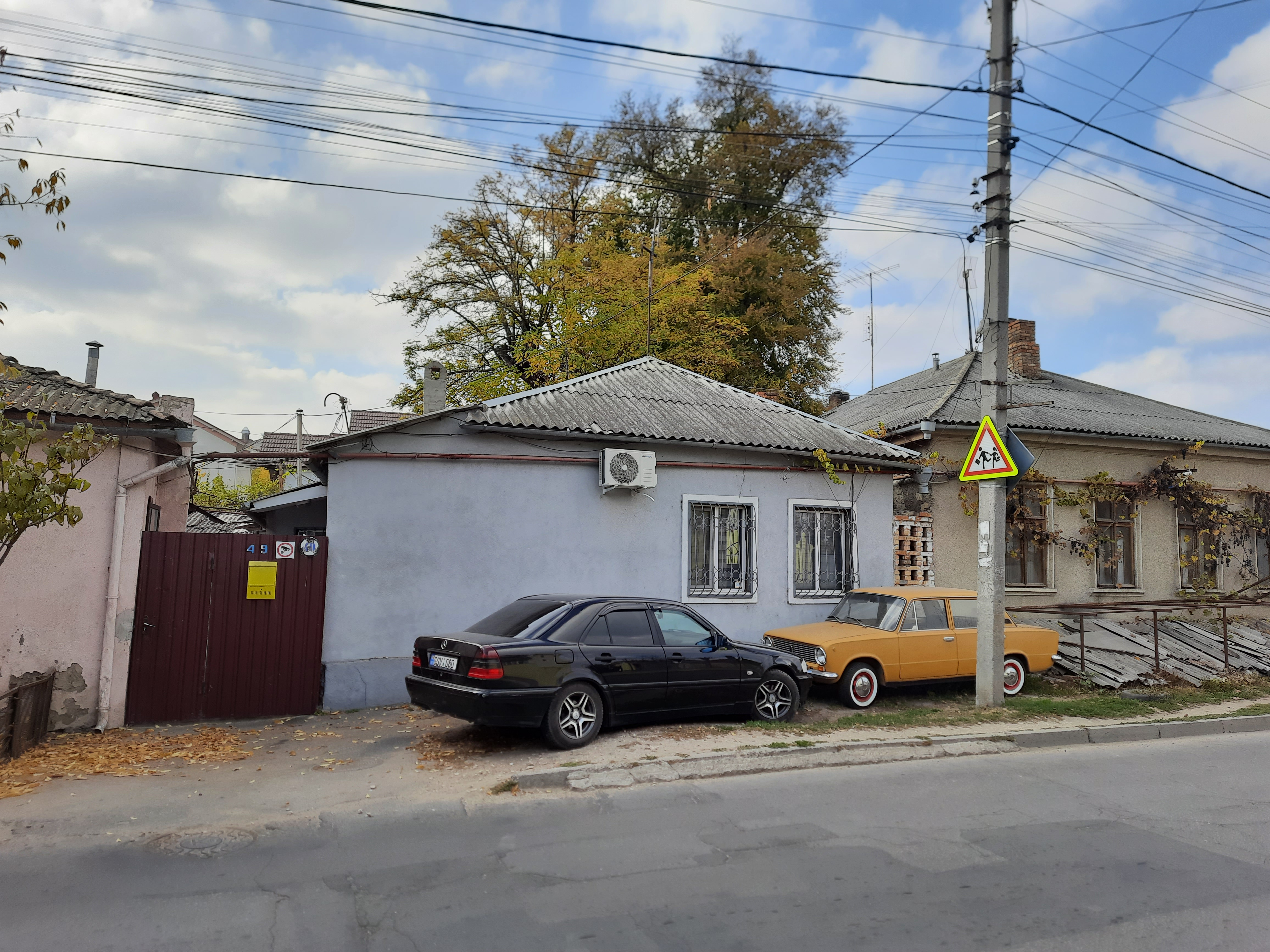
nr. 49
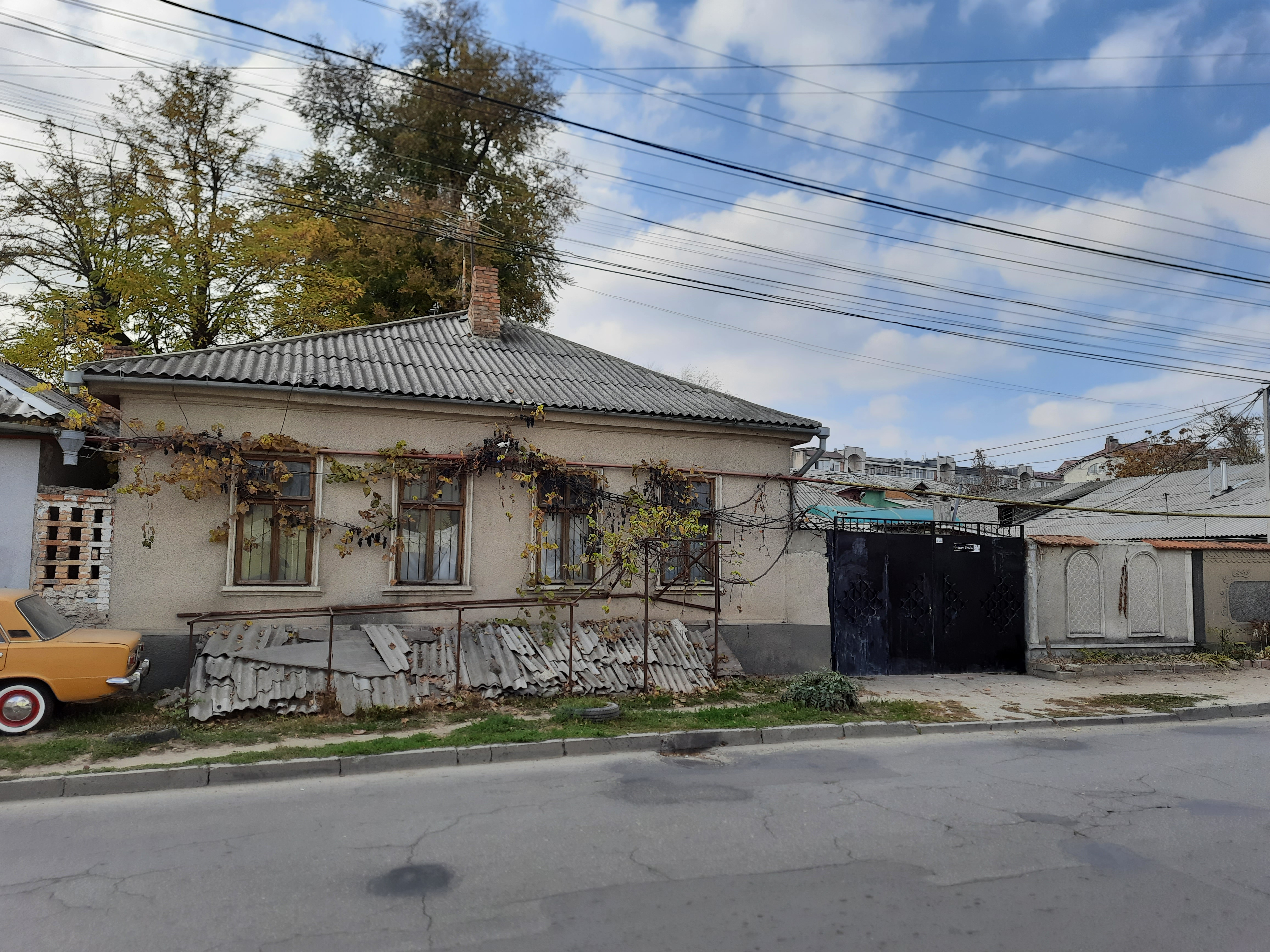
nr. 51
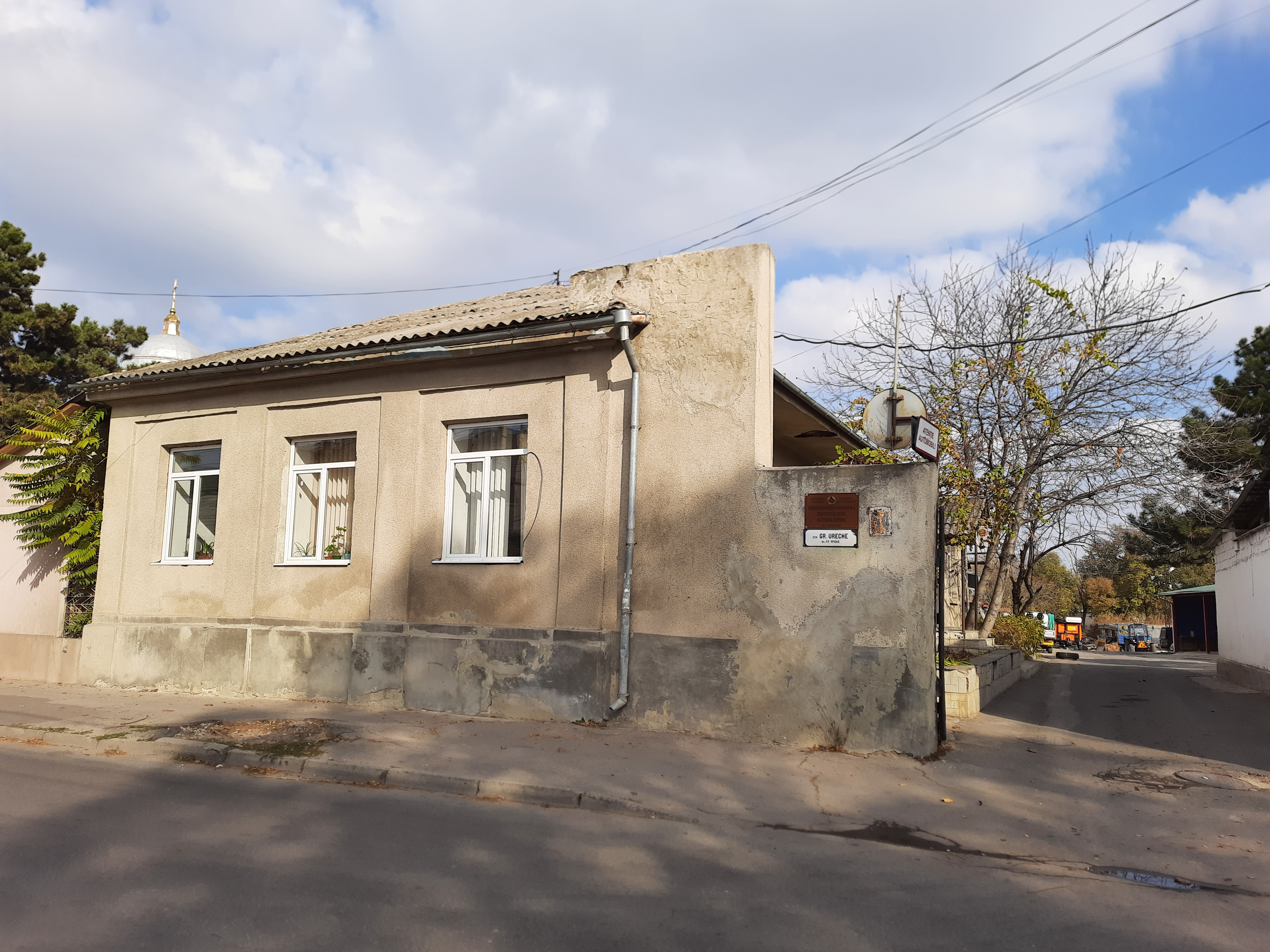
nr. 54
nr. 56 (?)
nr. 58 (?)
nr. 61 (?)
nr. 64[31]
nr. 73[32] (?)

### Strada Alexandru Vlahuță

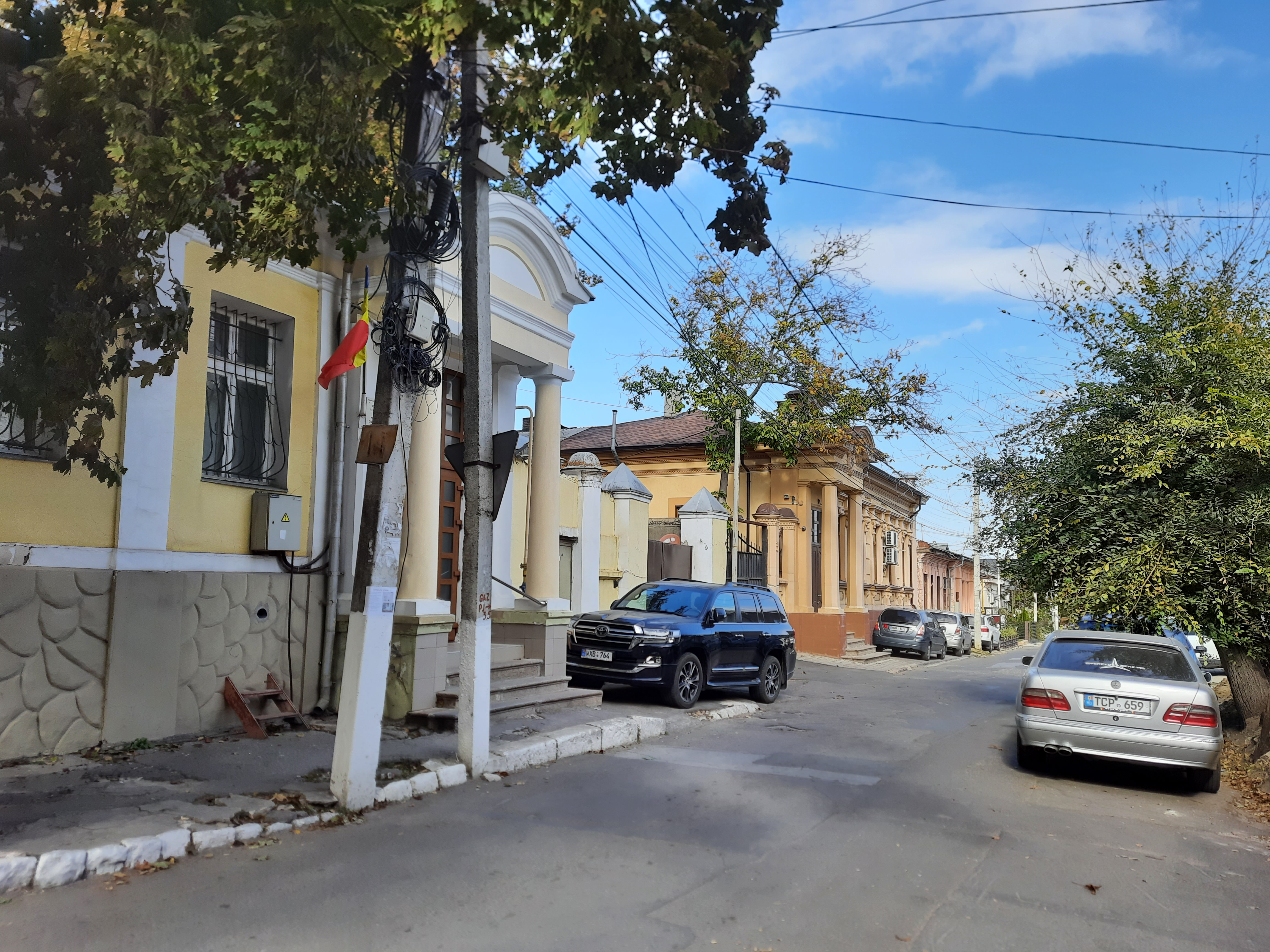
nr. 3[33] (stânga) și nr. 5[34] (dreapta)
nr. 6 (?)
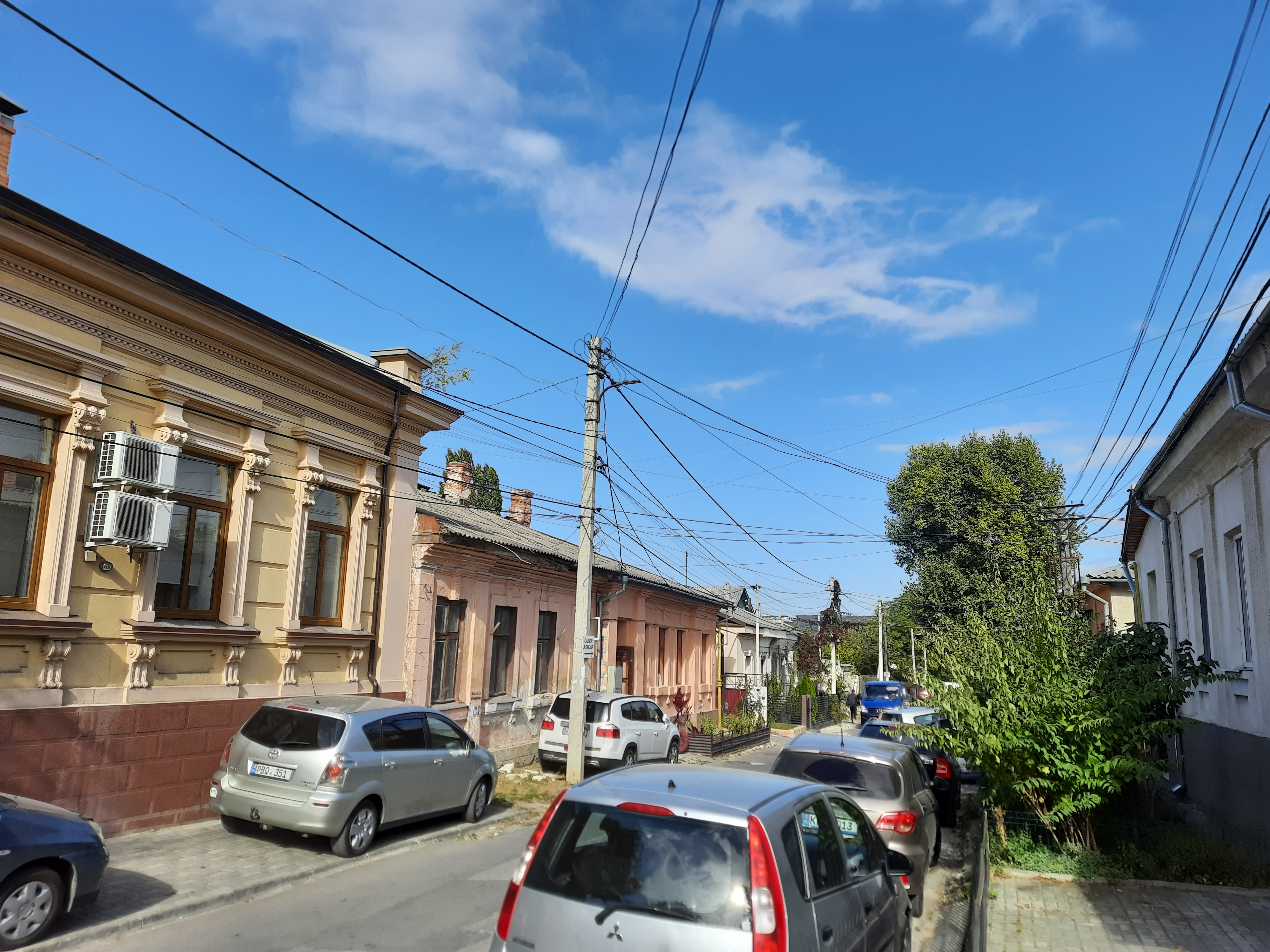
nr. 7 (în mijloc)
nr. 8 (?)
nr. 10 (?)
nr. 12 (?)
nr. 13 (?)
nr. 14 (?)
nr. 22 (?)
nr. 24 (?)
nr. 26 (?)
nr. 28 (?)